# Lionel Messi
Lionel Andres „Leo” Messi (ur. 24 czerwca 1987 w Rosario) – argentyński piłkarz, występujący na pozycji napastnika, skrzydłowego lub ofensywnego pomocnika w amerykańskim klubie Inter Miami oraz w reprezentacji Argentyny, której jest kapitanem.
Karierę seniorską rozpoczął w młodzieżowym zespole FC Barcelony (FC Barcelona C), skąd przeszedł do drugiego zespołu katalońskiego klubu. W 2004 zanotował debiut dla pierwszej drużyny. W sezonie 2008/2009 stał się kluczowym piłkarzem swojej drużyny, która po raz pierwszy w historii sięgnęła po potrójną koronę, zdobywając mistrzostwo Hiszpanii, puchar Hiszpanii i rozgrywki Ligi Mistrzów UEFA. W sezonie 2014/2015 powtórzył osiągnięcie z 2008/2009. W 2018 został kapitanem FC Barcelony. Pozostaje zawodnikiem z największą liczbą strzelonych goli i występów w historii FC Barcelony. Wraz z klubem wywalczył 35 trofeów: 10 tytułów Mistrza Hiszpanii, cztery puchary Ligi Mistrzów UEFA, siedem Pucharów Króla, ponadto ośmiokrotnie wygrał Superpuchar Hiszpanii, trzykrotnie Superpuchar Europy UEFA i trzy razy Klubowe Mistrzostwa Świata. W 2021 został zawodnikiem francuskiego klubu Paris Saint-Germain, w barwach którego dwukrotnie zdobył mistrzostwo Francji, a także Superpuchar Francji. Od 2023 jest zawodnikiem Interu Miami, z którym zdobył Leagues Cup oraz Supporters’ Shield, odpowiednio w 2023 i 2024. Jest także jej najskuteczniejszym strzelcem.
Od 2005 występuje w reprezentacji Argentyny, a od 2011 jest jej kapitanem. Z 193 występami i 112 bramkami jest rekordzistą pod względem liczby występów w reprezentacji Argentyny i jej najlepszym strzelcem w historii. Zwycięzca, najlepszy piłkarz i król strzelców Młodzieżowych Mistrzostw Świata 2005, a także zwycięzca, najlepszy piłkarz i król strzelców Copa América 2021. Triumfator Copa América 2024, trzykrotny finalista Copa América z 2007, 2015, i 2016, laureat trzeciego miejsca w edycji z 2019 oraz uczestnik Copa América 2011. Z Argentyną został mistrzem świata i najlepszym piłkarzem na Mistrzostwach Świata 2022, a finalistą i najlepszym piłkarzem Mistrzostw Świata 2014, a także wystąpił z nią na Mistrzostwach Świata 2006, 2010, 2018. Pozostaje najmłodszym Argentyńczykiem, który zagrał na mistrzostwach świata. Złoty medalista Igrzysk Olimpijskich 2008.
Ośmiokrotny zdobywca Złotej Piłki.
Najlepszy piłkarz 25–lecia 1994–2019 według magazynu „FourFourTwo”, najlepszy piłkarz i najlepszy rozgrywający dekady 2011–2020 według IFFHS. Strzelec największej liczby goli w ciągu jednego roku kalendarzowego – 91 goli (2012) oraz w sezonie – 73 (sezon 2011/2012) w historii piłki nożnej, a także strzelec największej liczby goli dla jednego klubu piłkarskiego w historii. Czterokrotnie zdobywał nagrodę Piłkarza Roku FIFA, a dwukrotnie Piłkarza Roku UEFA. Sześciokrotnie otrzymał nagrodę Europejskiego Złotego Buta. Z 46 trofeami jest najbardziej utytułowanym piłkarzem w historii piłki nożnej. Powszechnie uważany za jednego z najlepszych piłkarzy wszech czasów, a przez wiele prestiżowych czasopism takich jak Marca, FourFourTwo czy Radio Times za najlepszego piłkarza w historii.
Posiada również hiszpańskie obywatelstwo.

## Dzieciństwo
Lionel Messi urodził się 24 czerwca 1987 w Rosario, w prowincji Santa Fe, jako dziecko Jorge Horácio Messiego, pracownika huty oraz Celii Maríi (z domu Cuccittini), pracującej na pół etatu sprzątaczki. Rodzina piłkarza ze strony ojca pochodzi z włoskiego miasta Ankona, skąd jeden z przodków, Angelo Messi, wyemigrował w 1883 do Argentyny. Piłkarz ma starsze rodzeństwo: braci Rodrigo i Matíasa oraz siostrę Marię Sol. Mając pięć lat, Messi zaczął grać w piłkę w lokalnym zespole Grandoli, który to prowadził jego ojciec Jorge. W 1995 trafił do Newell’s Old Boys, klubu mającego siedzibę w Rosario, rodzinnym mieście piłkarza.
W wieku 11 lat zdiagnozowano u niego karłowatość przysadkową. Występujące w argentyńskiej Primera División River Plate zainteresowało się jego pozyskaniem, jednak klubu nie było stać na leczenie, którego miesięczne koszty wynosiły 900 dolarów. Ojciec piłkarza skontaktował się ze skautami hiszpańskiej Barcelony, którzy po obserwacji gry Messiego zgodzili się opłacać koszty kuracji. Dyrektor sportowy klubu Carles Rexach zaproponował Messiemu kontrakt na serwetce, ponieważ nie miał przy sobie innego papieru. Piłkarz wraz z ojcem przeprowadził się do Hiszpanii i zaczął występować w młodzieżowych drużynach klubu.

## Kariera klubowa

### FC Barcelona
„Nigdy nie zapomnę tego, że to on rozpoczął moją karierę. Nie bał się na mnie postawić, mimo iż miałem 16 czy 17 lat.”

#### Początki
W latach 2000–2003 występował w zespołach Infantil B oraz Cadete B i A (w tym ostatnim zdobył 37 bramek w 30 meczach). W sezonie 2003/2004 pobił klubowy rekord, występując w aż pięciu drużynach. Rozegrał jedno spotkanie w Juvenil B, na którym zdobył bramkę i otrzymał szansę gry w Juvenil A, gdzie strzelił 21 goli w 14 meczach, a 29 listopada 2003 zadebiutował w meczu Tercera División w Barcelonie C. 6 marca 2004 rozegrał pierwsze spotkanie w Segunda División B w barwach zespołu B. Przez cały sezon grał w obydwu tych drużynach (kolejno osiem meczów, pięć goli i pięć spotkań bez żadnej bramki).
Jeszcze wcześniej, bo 16 listopada 2003, w wieku 16 lat i 145 dni, zadebiutował w pierwszej drużynie Barcelony w towarzyskim meczu z FC Porto.
16 października 2004 wystąpił po raz pierwszy w Primera División, w wygranym 1:0 derbowym spotkaniu z Espanyolem. W czasie występu miał 17 lat i 114 dni, stając się trzecim najmłodszym piłkarzem w historii klubu oraz najmłodszym, który zadebiutował w Primera División. 1 maja 2005 w meczu z Albacete Balompié zdobył swojego pierwszego gola w lidze, co uczyniło go najmłodszym strzelcem ligowej bramki dla klubu (17 lat i 311 dni). W tamtym sezonie grał także w zespole B, dla którego zdobył 6 bramek w 17 ligowych spotkaniach.

#### Sezon 2005/2006
16 września, po raz drugi w ciągu trzech miesięcy, klub zmienił warunki kontraktu piłkarza – Messi zaczął być opłacany jak pełnoprawny członek pierwszego zespołu, a samą umowę przedłużono do czerwca 2014. 26 września uzyskał hiszpańskie obywatelstwo, dzięki czemu mógł grać w Primera División (wcześniej nie mógł zagrać w lidze, bo Barcelona miała wyczerpany limit posiadania w drużynie zawodników spoza Unii Europejskiej). Pierwszym spotkaniem Ligi Mistrzów rozegranym na Camp Nou, w którym wziął udział Messi, był pojedynek z Udinese Calcio. Wchodząc na boisko, otrzymał od fanów owacje, a w czasie meczu imponował spokojem oraz udaną współpracą z Ronaldinho.
Zdobył sześć bramek w 17 ligowych występach, a w sześciu rozegranych meczach w Lidze Mistrzów strzelił jednego gola. 7 marca 2006 w meczu z Chelsea doznał naderwania mięśnia w prawym udzie, przez co nie mógł grać do końca sezonu. Barcelona zakończyła rozgrywki, zwyciężając w Primera División oraz w Lidze Mistrzów.

#### Sezon 2006/2007

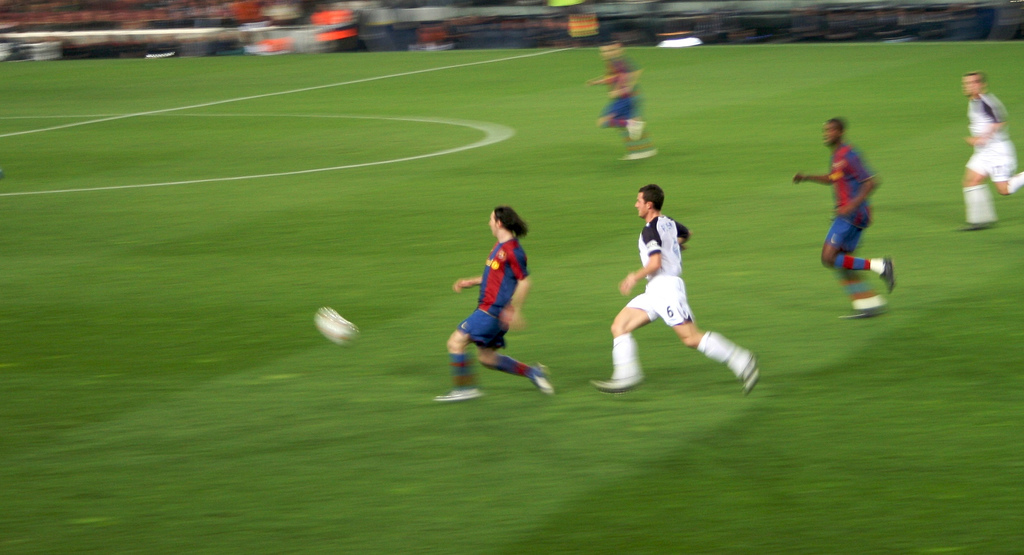
Messi w meczu z Rangers w 2007

W sezonie 2006/07 był podstawowym zawodnikiem Barcelony, zdobywając 14 bramek w 26 ligowych spotkaniach. 12 listopada w spotkaniu z Realem Saragossa doznał kontuzji kości śródstopia, która wyeliminowała go z gry na trzy miesiące. 11 marca odegrał kluczową rolę w El Clásico, zdobywając hat tricka, dzięki czemu grająca z jednym zawodnikiem mniej Barcelona zremisowała z Realem 3:3. Ostatnią bramkę Messi zdobył w doliczonym czasie gry, stał się tym samym pierwszym piłkarzem od czasu Ivána Zamorano oraz pierwszym zawodnikiem Barcelony od czasu Romário, któremu udało się zdobyć trzy bramki w El Clásico. Jest również najmłodszym piłkarzem, który zdobył bramkę w tych spotkaniach. Im bliżej było końca sezonu, tym Messi uzyskiwał więcej trafień – 11 z 14 ligowych goli zdobył w ostatnich 13 spotkaniach.

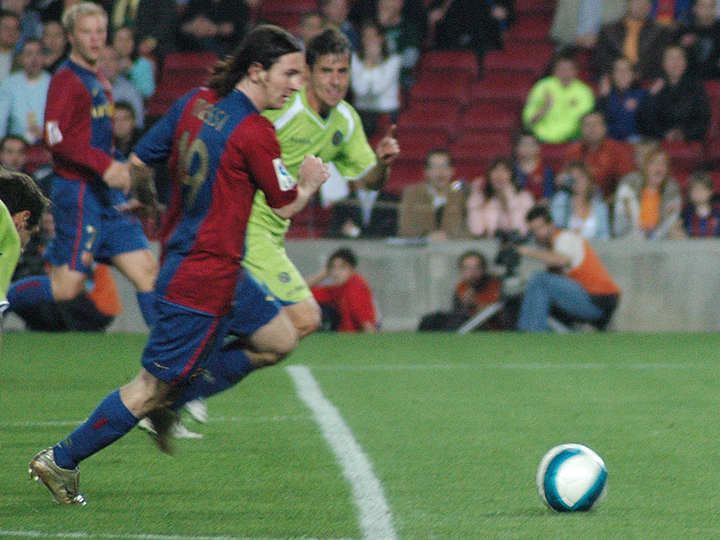
Messi na krótko przed zdobyciem gola w meczu z Getafe

Starał się udowodnić, że porównania do Maradony nie były przesadzone, zdobywając na przestrzeni jednego sezonu bramki podobne do najsłynniejszych trafień byłego napastnika. 18 kwietnia 2007 strzelił dwie bramki w półfinałowym meczu Copa del Rey przeciwko Getafe CF, a jeden z goli przypominał bramkę Maradony w ćwierćfinałowym meczu Mistrzostw Świata 1986 przeciwko Anglii. Dziennikarze sportowi wnikliwie doszukiwali się podobieństwa do gola Maradony, a hiszpańska prasa nazwała Messiego „Messidona”. Przebiegł ten sam dystans co Maradona (62 metry), minął tę samą liczbę przeciwników (sześciu, w tym bramkarza), oddał strzał z podobnej pozycji, a – celebrując bramkę – również podbiegł do bocznej chorągiewki boiska. Na pomeczowej konferencji, kolega z drużyny, Deco, powiedział: „Nie ma takiego drugiego jak Leo”. W meczu z RCD Espanyol zdobył bramkę podobną do tej strzelonej przez Maradonę w spotkaniu z Anglią – ręką przerzucił piłkę nad interweniującym bramkarzem, Carlosem Kamenim, lecz mimo powtórek zagrania i protestów piłkarzy Espanyolu gol został uznany.

#### Sezon 2007/2008
W rozegranym 22 września spotkaniu z Sevillą dwukrotnie wpisał się na listę strzelców. Kilka dni wcześniej strzelił gola w wygranym 3:0 meczu Ligi Mistrzów z Olympique Lyon, z kolei 26 września zdobył dwie bramki w zwycięskiej potyczce (4:1) z Realem Zaragoza. 27 lutego, przeciwko Valencii, rozegrał swój 100. oficjalny mecz w barwach klubu.
Został nominowany do nagrody FIFPro w kategorii Napastnik. W internetowym sondażu hiszpańskiej gazety „Marca” został wybrany najlepszym piłkarzem na świecie, uzyskując 77 procent wszystkich głosów. Zdaniem felietonistów katalońskich gazet „El Mundo Deportivo” i „Sport” oraz byłego niemieckiego piłkarza, Franza Beckenbauera, Messi powinien otrzymać Złotą Piłkę. Wiele piłkarskich osobistości, m.in. Ronaldinho, Samuel Eto’o, Frank Rijkaard, Bernd Schuster, Raúl, Gianluca Zambrotta, Francesco Totti, Alfredo Di Stéfano, Diego Maradona oraz Pelé przyznało, że uważają Messiego za jednego z najlepszych obecnie piłkarzy świata.
Po raz czwarty w ciągu trzech sezonów doznał kontuzji kości śródstopia, tym razem 4 marca w meczu Ligi Mistrzów z Celtikiem Glasgow, przez co musiał pauzować przez kolejne sześć tygodni.

#### Sezon 2008/2009

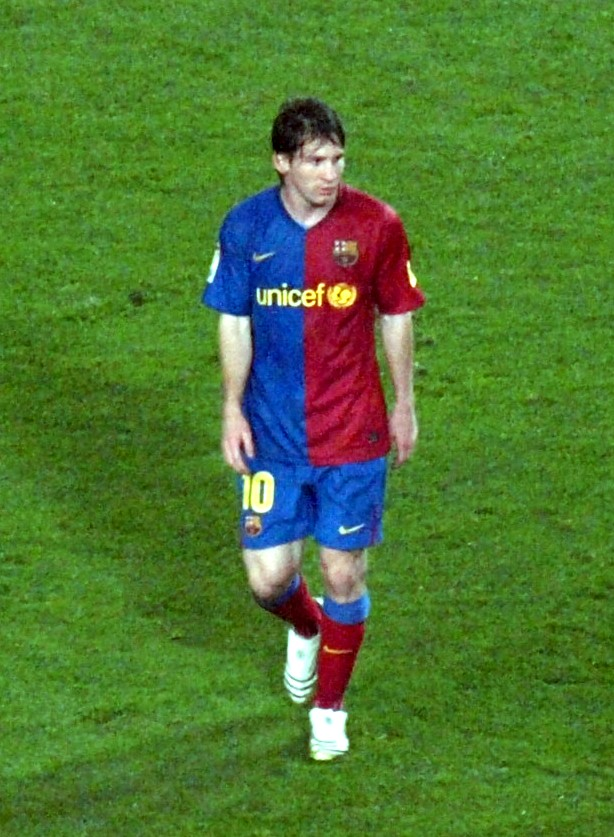
Messi w meczu z UD Almería

Po tym, jak Ronaldinho odszedł z klubu, Messi przejął po nim numer „10” na koszulce. 1 października 2008 w meczu Ligi Mistrzów z Szachtarem Donieck zmienił na boisku Thierry’ego Henry’ego i po siedmiu minutach zdołał dwukrotnie wpisać się na listę strzelców, dzięki czemu Barcelona, przegrywająca 0:1, zdołała ostatecznie zwyciężyć 2:1. Następna ligowa potyczka przeciwko Atlético Madryt określana była mianem „przyjacielskiej rywalizacji” pomiędzy Messim i jego przyjacielem, Sergio Agüero. Messi zdobył w tym meczu gola z rzutu wolnego oraz asystował przy jednej z bramek, a Barcelona wygrała spotkanie 6:1. Kolejny dobry występ zaliczył w meczu z Sevillą, zdobywając dwie bramki – jedną z woleja z odległości 23 metrów, a przy kolejnej ominął bramkarza i oddał strzał z ostrego kąta boiska. 13 grudnia w El Clásico Barcelona zwyciężyła 2:0, a Messi zdobył drugiego gola dla zespołu. Argentyńczyk został wybrany drugim piłkarzem świata podczas gali FIFA, gromadząc 678 punktów.
W meczu z Atlético Madryt zdobył swojego pierwszego hat tricka w 2009, a Barcelona wygrała spotkanie 3:1. Niespełna miesiąc później po wejściu na zmianę w potyczce z Racingiem Santander, przy stanie 1:0 dla Racingu, zdobył dwie bramki, zapewniając swojej drużynie zwycięstwo. Strzelony przez niego drugi gol w tym meczu był zarazem 5000. bramką Barcelony w historii jej ligowych występów. Messi w 28. kolejce rozgrywek ligowych zdobył swojego 30. gola w sezonie (we wszystkich rozgrywkach), przyczyniając się do wygranej 6:0 nad Málagą. 8 kwietnia 2009 uzyskał dwa trafienia w spotkaniu Ligi Mistrzów z Bayernem Monachium. Dziesięć dni później, zdobywając 20. gola w sezonie, zapewnił drużynie zwycięstwo w meczu z Getafe, dzięki czemu Barcelona utrzymała sześć punktów przewagi nad drugim w tabeli Realem Madryt.

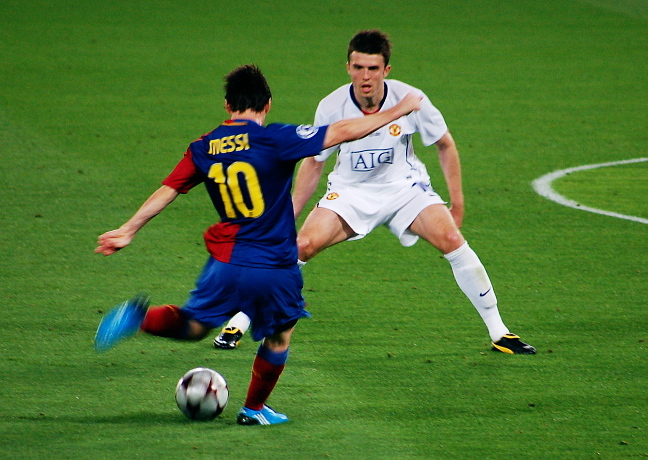
Michael Carrick (z tyłu) obserwuje strzał Messiego – finał Ligi Mistrzów 2009.

Pieczętując dominację klubu w sezonie, Messi dwukrotnie wpisał się na listę strzelców w zwycięskiej 6:2 potyczce z Realem Madryt rozegranej na Santiago Bernabéu; była to najwyższa porażka madryckiego klubu od 1930. Po zdobyciu tych bramek podbiegł do kibiców i przed kamerami zdjął koszulkę, pokazując podkoszulek z napisem Síndrome X Fràgil (pol. Zespół łamliwego chromosomu X), by wesprzeć dzieci cierpiące na tę dolegliwość. 13 maja po raz pierwszy zwyciężył w rozgrywkach o Puchar Króla, zdobywając bramkę i asystując przy kolejnych dwóch, prowadząc zespół do wygranej 4:1 przeciwko Athletic Bilbao. 27 maja w finale Ligi Mistrzów Barcelona wygrała z Manchesterem United 2:0, a Messi strzałem głową w 70. minucie spotkania zdobył drugą bramkę. Z dziewięcioma trafieniami został królem strzelców rozgrywek. Barcelona sezon zakończyła, triumfując w Copa del Rey, Primera División i Lidze Mistrzów, dzięki czemu stała się pierwszym hiszpańskim klubem w historii, któremu udało się zdobyć potrójną koronę.

#### Sezon 2009/2010

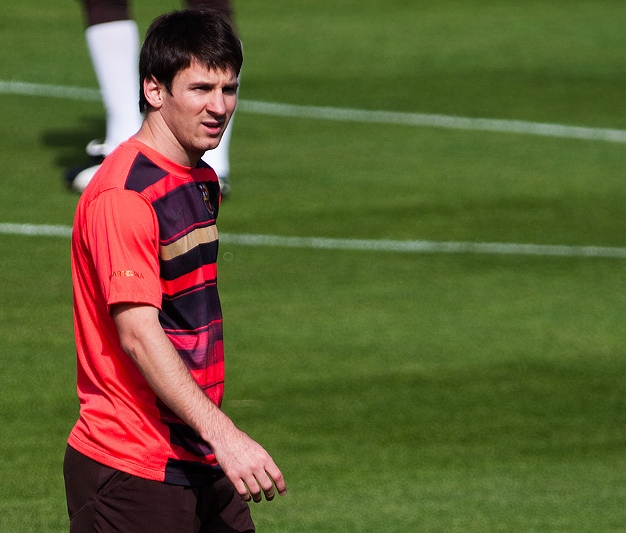
Messi w czasie treningu

Przed rozpoczęciem sezonu przedłużył kontrakt z klubem do 2016, stając się najwyżej opłacanym zawodnikiem w lidze hiszpańskiej – miał zarabiać ok. 9,5 mln euro rocznie przy klauzuli wykupu wynoszącej 250 mln euro. W rozegranym 28 sierpnia meczu o Superpuchar Europy z Szachtarem Donieck asystował przy bramce Pedro, dającej drużynie zwycięstwo 1:0. Po tym spotkaniu Josep Guardiola powiedział, że Messi jest „prawdopodobnie najlepszym piłkarzem, jakiego kiedykolwiek widział”. Wcześniej zdobył dwie bramki w finale Superpucharu Hiszpanii, przyczyniając się tym samym do zwycięstwa w tych rozgrywkach. Udanie rozpoczął zmagania ligowe, strzelając gola w wygranym 2:0 meczu z Getafe oraz zaliczając po dwa trafienia i jednej asyście podczas spotkań z Atlético Madryt i Racingiem Santander. W półfinałowym meczu Klubowych Mistrzostw Świata przeciwko Atlante FC wszedł na boisko w 55. minucie, a dwie minuty później strzelił bramkę na 2:1; był to jego pierwszy kontakt z piłką w tym spotkaniu. Barcelona ostatecznie zwyciężyła 3:1. W finale Klubowych Mistrzostw Świata Duma Katalonii z Messim w składzie pokonała po dogrywce Estudiantes La Plata 2:1, a Argentyńczyk klatką piersiową strzelił gola dającego swojej drużynie tytuł najlepszej drużyny globu. Został również wybrany najlepszym zawodnikiem turnieju. Kilka tygodni później w meczu z Sevillą na Camp Nou (4:0) strzelił dwie bramki, zdobywając tym samym setnego gola dla FC Barcelony.
Podczas kolejnych czterech meczów ligowych z Malagą, Almerią, Valencią i Saragossą strzelił łącznie dziewięć bramek. W przerwie pomiędzy nimi w rewanżu Ligi Mistrzów z VFB Stuttgart zdobył dwa gole. Zagrał też w następnej fazie Champions League i stał się bohaterem spotkania z Arsenalem, któremu strzelił cztery bramki, niwecząc tym samym marzenia Anglików o awansie do półfinału. Rozegrał również udane zawody podczas Klasyku w Madrycie i zdobył bramkę na 1:0 dla Barcelony. W Lidze Mistrzów FC Barcelona z Messim w składzie dotarła do półfinału, gdzie w kontrowersyjnych okolicznościach przegrała z Interem. Messi został królem strzelców turnieju z ośmioma trafieniami na koncie, w tym sześcioma w fazie pucharowej. Sezon 2009/10 zakończył się dla klubu z Katalonii zwycięstwem w lidze z dorobkiem 99 punktów. Messi zdołał wyrównać rekord Ronaldo z sezonu 1996/97 (któremu udało się zdobyć 34 bramki), za co otrzymał pierwszego w swojej karierze Europejskiego Złotego Buta.

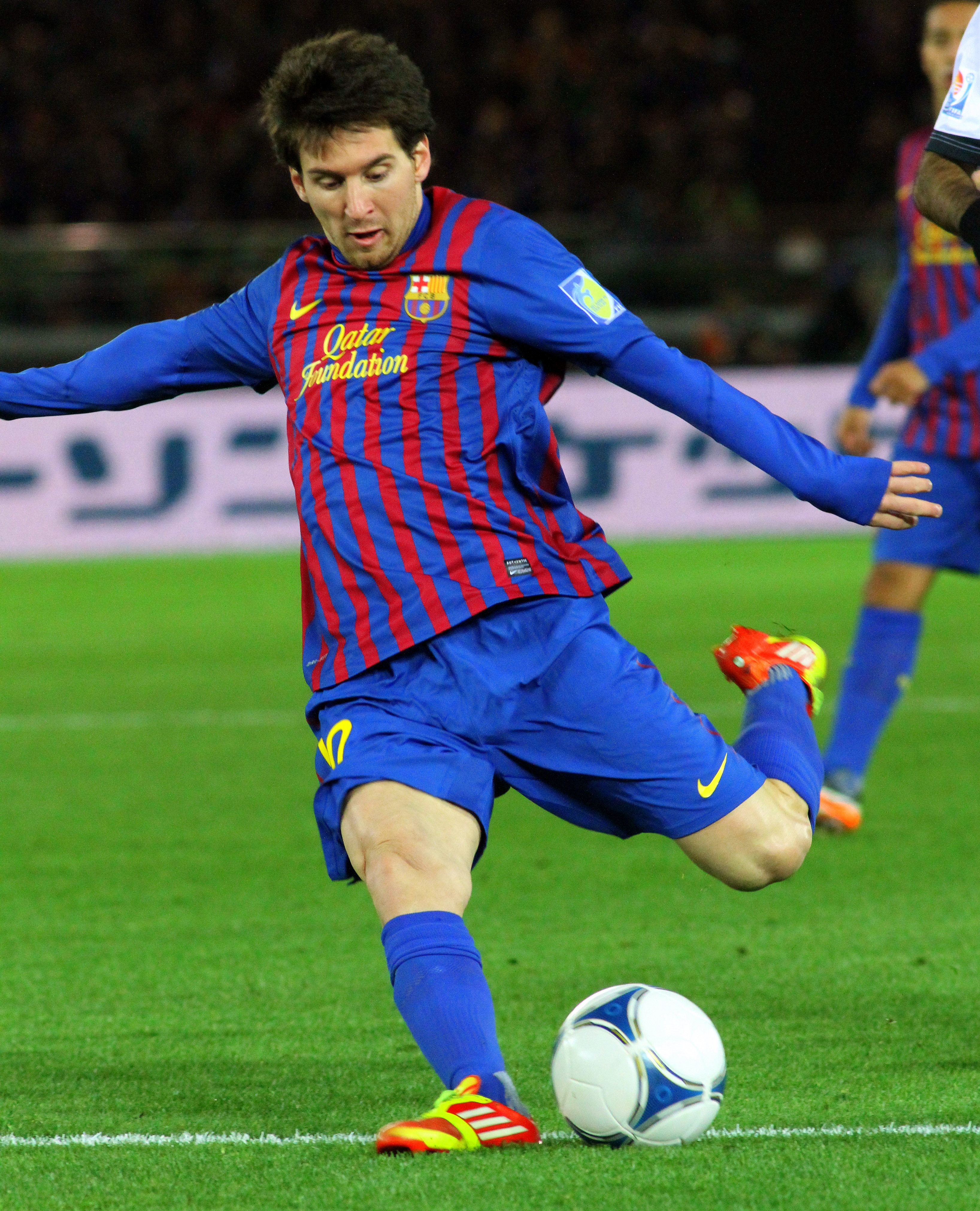
Lionel Messi (2011)

#### Sezon 2010/2011
21 sierpnia 2010 skompletował hat tricka w swoim pierwszym meczu sezonu, a Barcelona wygrała 4:0 z Sevillą w Superpucharze Hiszpanii. Sezon ligowy rozpoczął 29 sierpnia od zdobycia gola po zaledwie trzech minutach w meczu przeciwko Racingowi Santander. 19 września 2010, zdobyła gola w meczu przeciwko Atlético Madryt (2:1) przez interwencję obrońcy rywali, Tomáša Ujfalusiego, doznał skręcenia wewnętrznych wiązadeł prawej kostki. 3 października powrócił do gry, zdobywając gola na 1:1 przeciwko RCD Mallorca. Później zdobył dwie kolejne bramki w rozgrywkach Ligi Mistrzów przeciwko København i pomógł zespołowi wygrać 2:0 na Camp Nou. Przeciwko Almeríi zdobył swojego drugiego hat tricka w sezonie w imponującym zwycięstwie 8:0 na wyjeździe. 29 listopada na Camp Nou zanotował dwie asysty w wygranym 5:0 starciu przeciwko Realowi Madryt.
W styczniu 2011 otrzymał swoją drugą Złotą Piłkę. Dwa dni po otrzymaniu nagrody skompletował swojego pierwszego hat tricka w roku i trzeciego w sezonie, przeciwko Realowi Betis w ramach rozgrywek Pucharu Króla. 11 maja 2011 FC Barcelona zdobyła kolejne Mistrzostwo Hiszpanii. W półfinale Ligi Mistrzów Messi zdobył dwa gole na Santiago Bernabéu przeciwko Realowi Madryt, a jego bramki dały Barcelonie awans do finału (0:2 w pierwszym meczu i 1:1 w drugim). Mecz finałowy został rozegrany 28 maja przeciwko Manchesterowi United. Barcelona wygrała Ligę Mistrzów, zwyciężając w spotkaniu 3:1, a jednego z goli strzelił Messi, który został królem strzelców rozgrywek. Z 31 trafieniami został również wicekrólem strzelców La Liga, za Cristiano Ronaldo.

#### Sezon 2011/2012

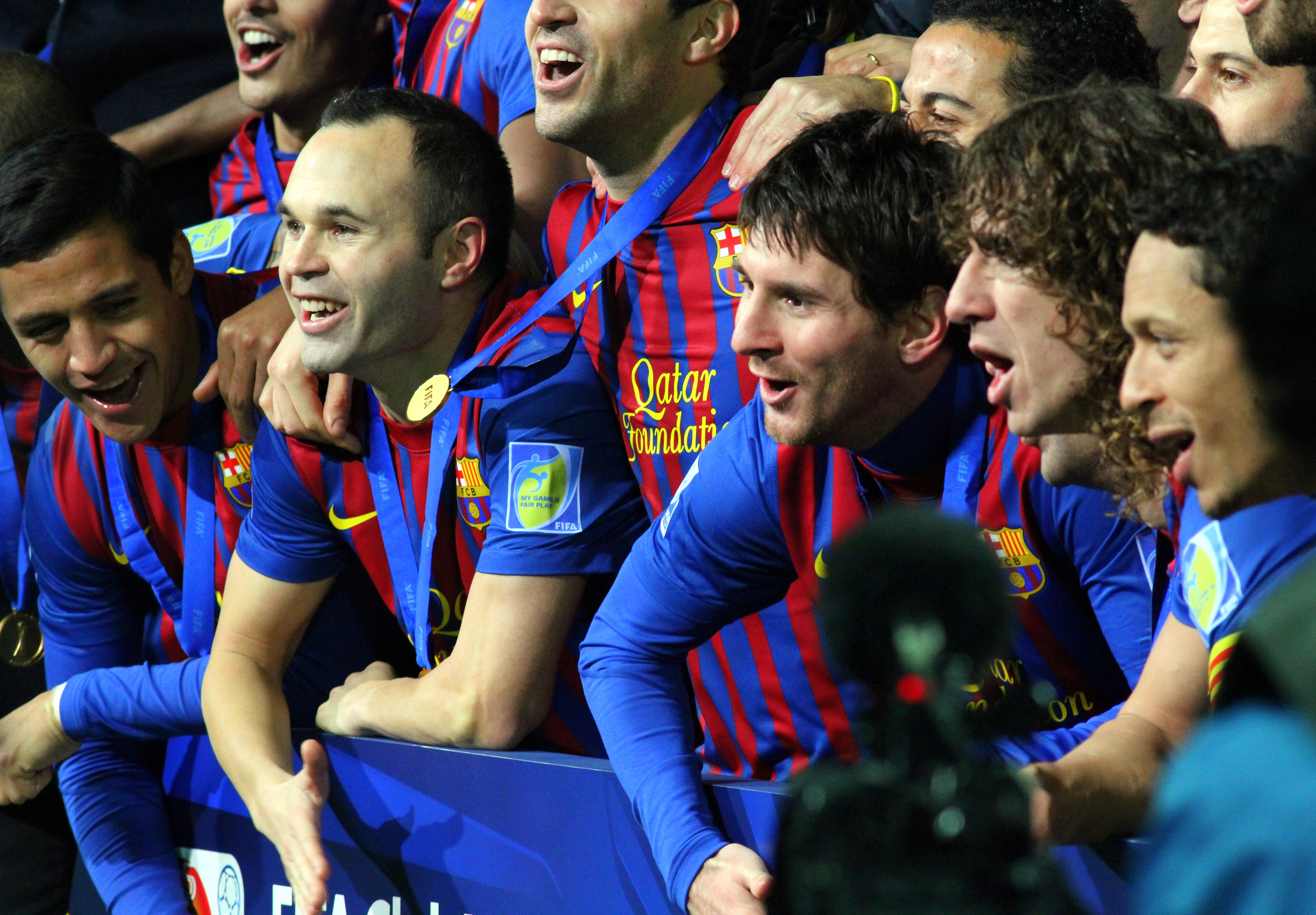
Messi wraz z kolegami świętujący zdobycie Klubowego Mistrzostwa Świata 2011.

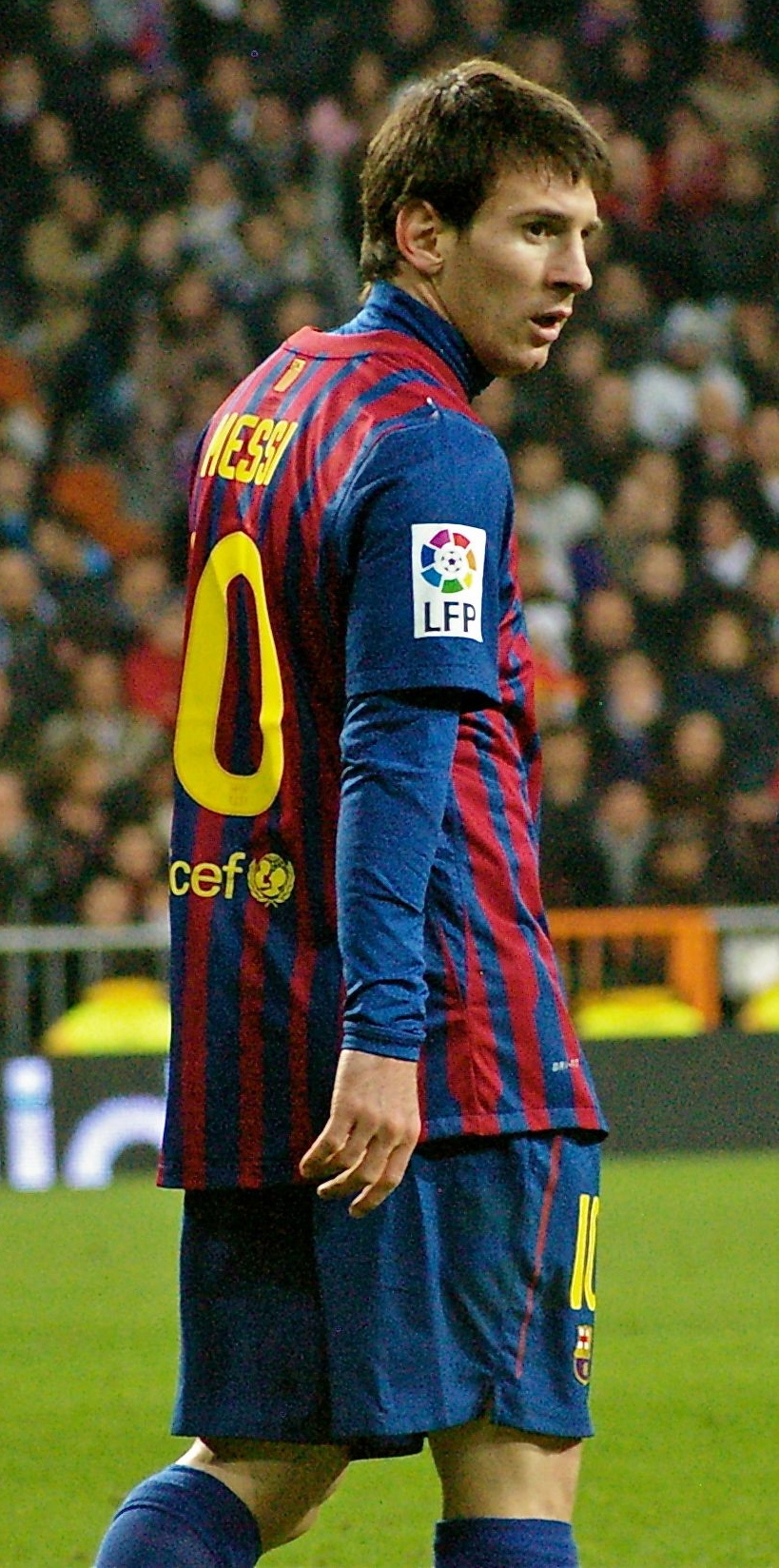
Messi w sezonie 2011/2012 podczas spotkania Copa Del Rey.

Messi zaczął sezon od występów w Superpucharze Hiszpanii. W dwumeczu przeciwko Realowi Madryt (5:4) strzelił trzy gole i zaliczył dwie asysty, zapewniając FC Barcelonie zwycięstwo i zdobycie pierwszego trofeum w sezonie. Wraz z FC Barceloną jako zwycięzca Ligi Mistrzów rozegrał także spotkanie ze zwycięzcą Ligi Europejskiej, portugalskim FC Porto, w ramach Superpucharu Europy. W tym meczu strzelił gola oraz asystował przy bramce Cesca Fàbregasa, który ustalił wynik na 2:0 dla Barcelony, tym samym zapewniając klubowi drugie trofeum w sezonie. W sierpniu, w meczu Ligi Mistrzów przeciwko BATE Borysów, strzelił 195. gola, bijąc klubowy rekord pod względem strzelonych bramek, który ustanowił Ladislao Kubala. W kolejnym meczu Ligi Mistrzów przeciwko Viktorii Pilzno strzelił swojego 200. gola w oficjalnych rozgrywkach. Podczas finału Klubowych Mistrzostw Świata strzelił dwa gole brazylijskiemu klubowi Santos FC (4:0), zdobywając trzecie trofeum w sezonie dla FC Barcelony. Został również wybrany najlepszym zawodnikiem tego turnieju, a także zdobył nagrodę dla najlepszego piłkarza Europy. Wygrał też Złotą Piłkę, stając się tym samym czwartym zawodnikiem, który trzy razy zdobył tę statuetkę. 19 stycznia 2011 w ligowym meczu z Valencią CF (5:1) strzelił swojego 200. gola w Primera División. 7 marca w meczu z Bayernem Leverkusen (7:1) stał się zawodnikiem, który jako pierwszy w historii Ligi Mistrzów strzelił pięć goli w jednym meczu. 20 marca, strzelając hat tricka w meczu ligowym przeciwko Granada CF, pobił klubowy rekord 232 goli ustanowiony przez Césara Rodrígueza i stał się najlepszym strzelcem w historii FC Barcelony. 2 maja, strzelając hat tricka z Málagą, pobił rekord w liczbie goli strzelonych w sezonie, wcześniej ustanowiony przez Gerda Müllera (67 trafień). 5 maja w derbach Barcelony z Espanyolem strzelił cztery gole, a sezon zakończył z 73 golami i 28 asystami w 60 meczach.

#### Sezon 2012/2013
Sezon 2012/13 zaczął od porażki w Superpucharze Hiszpanii z Realem Madryt 4:4 (o wygranej zdecydowała liczba bramek strzelonych na wyjeździe). Podczas tych finałów dwa razy wpisywał się na listę strzelców. W pierwszym meczu Primera División FC Barcelona zmierzyła się z Realem Sociedad i wygrała 5:1, a Messi zaliczył dwie bramki. 19 września rozegrał pierwszy mecz fazy grupowej Ligi Mistrzów UEFA ze Spartakiem Moskwa (3:2), w którym zanotował dwa trafienia. 7 października strzelił dwa gole w zremisowanym 2:2 meczu z Realem Madryt. 20 października w ligowym meczu z Deportivo La Coruña, Messi zanotował pierwszego hat tricka w sezonie 2012/2013. 11 listopada w meczu 11. kolejki La Liga strzelił dwie bramki przeciwko zespołowi RCD Mallorca (4:2) i tym samym rozpoczął serię 21 ligowych meczów z golem. W meczu 15. kolejki, rozegranym 9 grudnia przeciwko Real Betis, Messi, notując dublet, pobił rekord Césara Rodrígueza i stał się najskuteczniejszym strzelcem Primera División jako piłkarz Barcelony (190 goli), a także pobił rekord Gerda Müllera, który wynosił 85 bramek i stał się piłkarzem z największą liczbą bramek w roku kalendarzowym. Messi zdołał strzelić jeszcze 5 bramek i ustanowił nowy rekord na 91 goli. Za wspomniany rekord został wpisany do Księgi rekordów Guinnessa.
Zgodnie z przewidywaniami wygrał Złotą Piłkę FIFA 2012. Plebiscyt wygrał po raz czwarty i tym samym został zawodnikiem z największą liczbą zwycięstw, bijąc osiągnięcie Johana Cruyffa, Michela Platiniego, Marco van Bastena i siebie samego. 27 stycznia 2013 strzelił 4 gole w meczu z Osasuną (5:1). 12 marca strzelił dwa gole w wygranym 4:0 meczu rewanżowym 1/8 finału Ligi Mistrzów UEFA z A.C. Milan (w dwumeczu 4:2). 23 kwietnia wystąpił w przegranym 4:0 meczu półfinału Ligi Mistrzów z Bayernem Monachium. W drugim meczu Barcelona ponownie przegrała (0:3) i tym samym odpadła, a Bayern później został triumfatorem, pokonując w finale Borussię Dortmund. 12 maja w meczu Primera División z Atlético Madryt, Messi nie zanotował trafienia, tym samym kończąc serię meczów z golem. Łącznie w sezonie rozegrał 50 meczów, zanotował 17 asyst i strzelił 60 goli, z czego 46 w lidze i tym samym został królem strzelców, a także dostał nagrodę Europejskiego Złotego Buta, zdobywając wyróżnienie trzeci raz. W Lidze Mistrzów strzelił osiem bramek, co dało mu trzecie miejsce w klasyfikacji strzelców.

#### Sezon 2013/2014

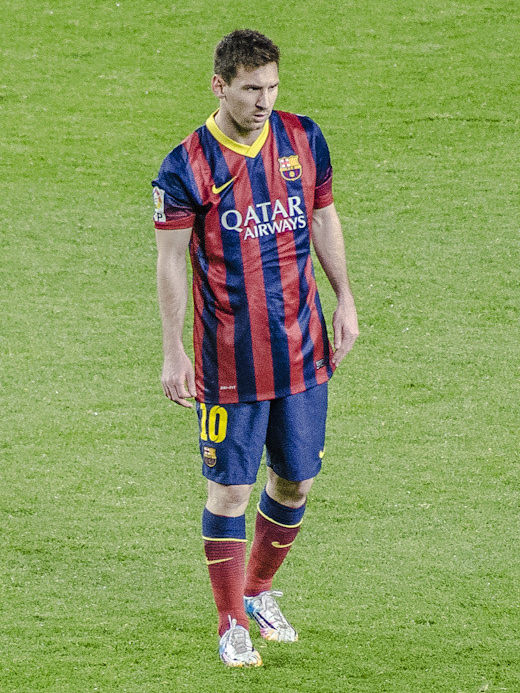
Messi w meczu z Almeríą (2014)

Sezon rozpoczął od rozegrania Superpucharu Hiszpanii, w którym drużyna FC Barcelony wygrała z Atlético Madryt. W pierwszej kolejce Barcelona pokonała Levante UD 7:0, a Messi strzelił dwie bramki i zaliczył asystę. Następnie w spotkaniu 3. kolejki Primera División z Valencią CF zdobył trzy bramki w wygranym 3:2 meczu. 18 września strzelił 24. hat tricka w barwach katalońskiego klubu w meczu fazy grupowej Pucharu Europy z AFC Ajax (4:0). 6 listopada ustrzelił dublet w wygranym 3:1 meczu z Milanem. Z powodu kontuzji, Messi nie rozegrał meczów: 2. kolejki, 8. kolejki, a także od 14. do 18. kolejki La Liga. Kontuzje wykluczyły go również z części meczów rozgrywek Ligi Mistrzów (2. kolejka oraz 5. i 6.); pauzował również w rozgrywkach krajowego pucharu.
Do gry powrócił 8 stycznia 2014, strzelając dwa gole w 90. i 90+3. minucie przeciwko Getafe w Pucharze Króla. 13 stycznia zajął drugie miejsce w plebiscycie Złotej Piłki, za Cristiano Ronaldo. 22 stycznia w ćwierćfinale Pucharu Króla z Levante (4:1) zaliczył hat trick asyst. 16 marca w meczu ligowym przeciwko Osasunie strzelił hat tricka, dzięki czemu stał się najskuteczniejszym strzelcem wszech czasów FC Barcelony z 371 bramkami na koncie (wliczając mecze towarzyskie), bijąc rekord Paulino Alcántary (369 goli). Tydzień później wystąpił w El Clásico przeciwko Realowi Madryt, w którym zdobył trzy gole i zanotował asystę, a jego zespół wygrał 4:3. Dzięki hat trickowi pobił rekord Alfredo di Stéfano i został najskuteczniejszym strzelcem w historii Klasyków.
Sezon zakończył z 41 golami i 14 asystami, rozgrywając łącznie 46 spotkań. Barcelona zakończyła sezon ze zdobytym Superpucharem Hiszpanii, a na 2. miejscu zakończyła rozgrywki ligowe, w finale Pucharu Króla przegrała z Realem Madryt, w Lidze Mistrzów odpadła na etapie ćwierćfinałów, w którym poległa przeciwko Atlético.

#### Sezon 2014/2015

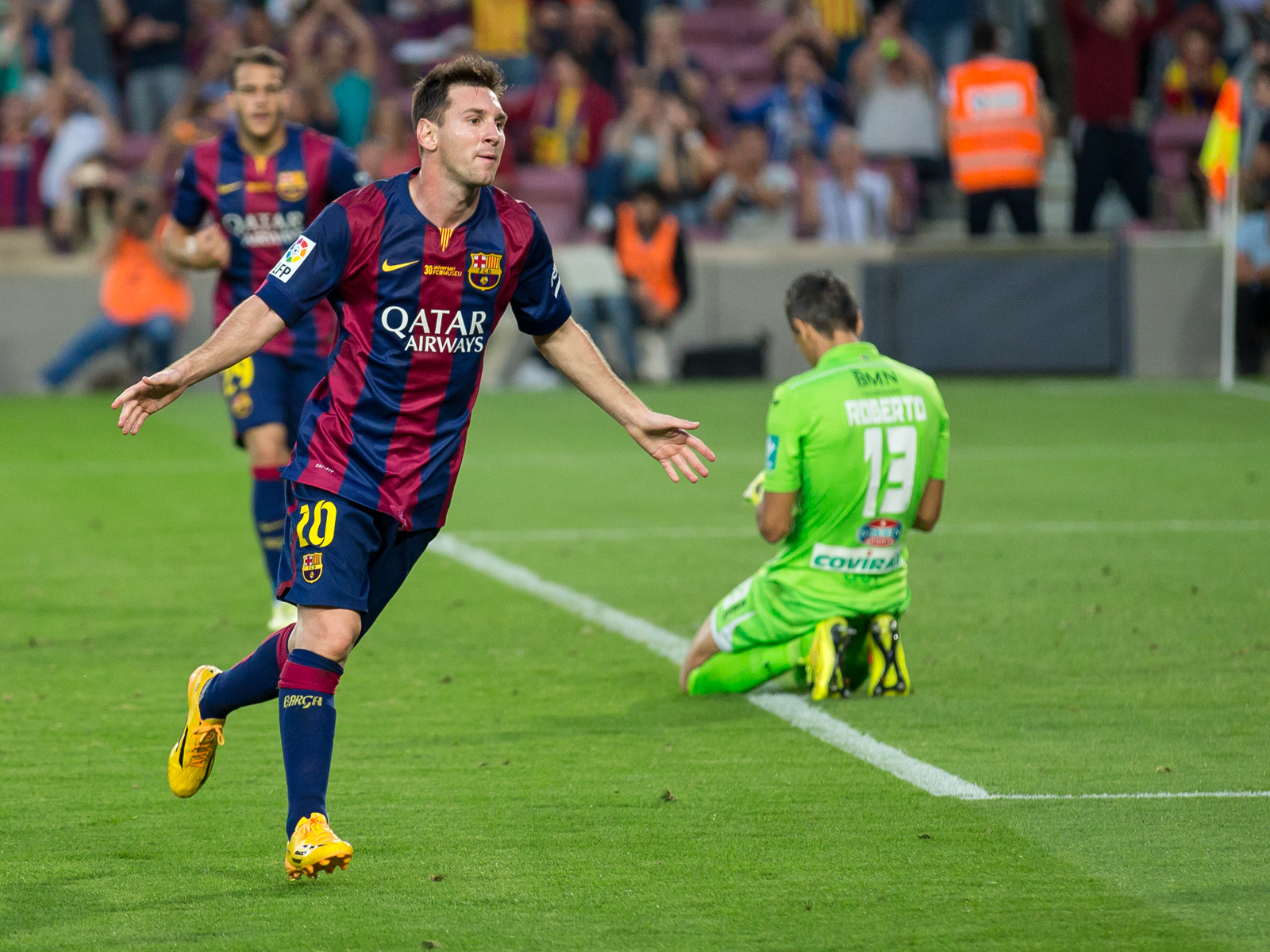
Messi celebrujący trafienie przeciwko Granadzie (2014)

Sezon rozpoczął od strzelenia dwóch bramek w meczu 1. kolejki La Liga przeciwko Elche CF (3:0). 22 listopada w wygranym 5:1 meczu przeciwko Sevilli strzelił swojego pierwszego hat tricka w sezonie. Trzy gole pozwoliły mu wyprzedzić Telmo Zarrę w klasyfikacji strzelców hiszpańskiej ligi, który ustanowił rekord rozgrywek na 251 goli. 25 listopada wystąpił z opaską kapitańską podczas meczu fazy grupowej Ligi Mistrzów UEFA przeciwko APOEL FC. W czasie spotkania udało mu się skompletować drugiego hat tricka w sezonie. 7 grudnia w wygranym 5:1 meczu z Espanyolem trzykrotnie trafił do siatki, a trafienia te pozwoliły mu stać się najlepszym strzelcem w historii derbów Barcelony.
Na początku 2015 ogłoszono, że zajął drugie miejsce w plebiscycie Złotej Piłki, ustępując Cristiano Ronaldo. 18 stycznia 2015 w meczu Primera División z Deportivo La Coruña zanotował pierwszego hat tricka w 2015. 15 lutego rozegrał swój 300. mecz w lidze hiszpańskiej, w którym ustrzelił hat tricka drużynie Levante, a trafienia pozwoliły na wygraną 5:0. 8 marca w meczu 26. kolejki przeciwko Rayo Vallecano (6:1) ponownie zanotował trzy trafienia, zdobywając 32. hattricka, tym samym bijąc rekord Telmo Zarry w liczbie hat tricków w hiszpańskiej piłce nożnej. 17 maja strzelił jedyną bramkę w wygranym 1:0 meczu 37. kolejki z Atlético Madryt, zapewniając Barcelonie mistrzostwo Hiszpanii. 30 maja skompletował dublet przeciwko Athletic Bilbao w finale Pucharu Króla, który Barça wygrała 3:1.
6 maja w meczu półfinału Ligi Mistrzów UEFA przeciwko Bayernowi Monachium, dwukrotnie pokonał Manuela Neuera, a dzięki jego trafieniom Barcelona pokonała w pierwszym meczu Bayern 3:0. W meczu rewanżowym jego drużyna uległa Bayernowi 2:3, jednak rezultat z poprzedniego meczu oznaczał awans Barcelony. Finał Ligi Mistrzów UEFA 2014/2015 został rozegrany 6 czerwca w Berlinie. Przeciwnikiem Barcelony był Juventus, a mecz zakończył się zwycięstwem hiszpańskiego klubu 3:1, a Messi zanotował asystę przy golu Luisa Suáreza na 2:1.
Z 10 golami na koncie Messi został królem strzelców edycji 2014/2015 (ex aequo z Neymarem oraz Cristiano Ronaldo). Łącznie w sezonie rozegrał 57 meczów, w których strzelił 58 goli oraz zanotował 31 asyst.

#### Sezon 2015/2016

Lionel Messi podczas meczu Superpucharu Europy UEFA 2015

Messi rozpoczął sezon 2015/2016 od strzelenia dwóch goli z rzutów wolnych przeciwko Sevilli w ramach Superpucharu Europy UEFA, który Barcelona wygrała po doliczonym czasie gry 5:4. 17 sierpnia strzelił honorowego gola przeciwko Athletic Bilbao w Superpucharze Hiszpanii, przegranym w dwumeczu 1:5. 20 grudnia wygrał Klubowe mistrzostwo świata 2015, zdobywając swoje piąte klubowe trofeum w 2015. 9 stycznia, występując jako kapitan, strzelił hat tricka w meczu 19. kolejki Primera División z Granadą (4:0).
11 stycznia 2016 został laureatem Złotej Piłki FIFA, wygrywając z Cristiano Ronaldo oraz Neymarem. Była to jego piąta nagroda w karierze. 23 lutego ustrzelił dublet przeciwko Arsenalowi (2:0) w 1/8 finału Ligi Mistrzów UEFA. 3 marca, w wygranym 5:1 meczu ligi hiszpańskiej z Rayo Vallecano, Messi zdobył trzy gole, notując swojego 35. hat tricka w karierze. 22 maja zanotował dwie asysty przy golach Jordiego Alby oraz Neymara i, pokonując 2:0 zespół Seviili FC, zdobył wraz z drużyną Puchar Króla.
Sezone rozgrywki klubowe zakończył z dorobkiem 41 bramek i 24 asyst, uzyskanych w 49 występach, zdobywając mistrzostwo Hiszpanii, puchar Hiszpanii, Superpuchar Hiszpanii oraz Superpuchar Europy, a także zostając królem strzelców krajowego pucharu.

#### Sezon 2016/2017
Sezon 2016/2017 rozpoczął od wygrania Superpucharu Hiszpanii, w którym w drugim meczu, wygranym przez Barcelonę, 3:0 przeciwko Sevilli strzelił bramkę. 20 sierpnia strzelił dwa gole oraz zanotował asystę przy jednym z trzech trafień Luisa Suáreza w meczu 1. kolejki La Liga przeciwko Realowi Betis (6:2). 13 września, w pierwszym meczu fazy grupowej Ligi Mistrzów UEFA przeciwko szkockiemu klubowi Celtic (7:0), strzelił swojego szóstego hat tricka w karierze w tych rozgrywkach. 19 października, po trzytygodniowej kontuzji, Messi strzelił hat tricka w wygranym 4:0 meczu Ligi Mistrzów z Manchesterem City. Był to jego 41. hat trick w karierze, a siódmy w Lidze Mistrzów. 1 listopada, wystąpił po raz 100. w rozgrywkach Ligi Mistrzów w przegranym 3:1 meczu z Manchesterem, strzelając swoją 54. bramkę w fazie grupowej tych rozgrywek, bijąc rekord Raúla wynoszący 53 trafienia.
Messi zajął 2. miejsce w plebiscycie Złotej Piłki, ustępując Cristiano Ronaldo. Na drugim miejscu znalazł się również w nagrodzie Piłkarza Roka FIFA, ponownie ustępując Portugalczykowi. 14 stycznia strzelił gola w meczu z Las Palmas (5:0). Był to 35. zespół w Primera División, przeciwko któremu strzelił bramkę – tym samym wyrównał osiągnięcie Raúla, który również strzelał przeciwko 35 zespołom z najwyższej klasy rozgrywkowej w Hiszpanii. 23 kwietnia w meczu 33. kolejki La Ligi z Realem Madryt (3:2), Messi strzelił dwa gole, a jego drugie trafienie, strzelone na 3:2, było 500. w barwach Barcelony. 6 maja zdobył swoje 49. i 50. trafienie w sezonie, dwukrotnie trafiając w wygranym 4:1 starciu przeciwko Villarrealowi. 27 maja strzelił gola i zanotował asystę w finale Pucharu Króla, wygranym przez Dumę Katalonii 3:1 z Deportivo Alavés. W rozgrywkach Ligi Mistrzów jego zespół poległ w ćwierćfinale, w którym przegrał 0:3 z Juventusem.
Łącznie w sezonie 2016/2017 strzelił 54 gole oraz zanotował 20 asyst w 52 meczach. Z klubem wygrał Puchar Króla oraz Superpuchar Hiszpanii. Z 37 golami został królem strzelców hiszpańskiej ligi, a także dostał nagrodę Europejskiego Złotego Buta dla najskuteczniejszego strzelca Europy.

#### Sezon 2017/2018
Na inaugurację sezonu Messi strzelił bramkę z rzutu karnego w przegranym 1:3 pierwszym meczu o Superpuchar Hiszpanii z Realem Madryt. Kolejne trafienie zanotował 26 sierpnia w meczu 2. kolejki La Liga z Deportivo Alavés, kiedy to strzelił dublet. 9 września podczas meczu z Espanyolem zdobył 3 gole, które pozwoliły zwyciężyć Barcelonie 5:0 nad lokalnym rywalem. 12 września strzelił dwa gole Juventusowi w meczu fazy grupowej Ligi Mistrzów. 19 września w meczu z Eibarem (6:1) udało mu się strzelić 4 bramki, był to piąty raz w jego karierze, kiedy to uczynił. 4 listopada, rozgrywając mecz 11. kolejki z Sevillą (2:1), zanotował swój 600. występ dla Barcelony. Takim dorobkiem mogło wtedy pochwalić się dwóch piłkarzy: Xavi i Andrés Iniesta. 7 grudnia ogłoszono, że został laureatem 2. miejsca w plebiscycie Złotej Piłki (laureatem został Cristiano Ronaldo).
4 marca zdobył swoją 600. bramkę w karierze, strzelając z rzutu wolnego w meczu 27. kolejki Primera División przeciwko Atlético Madryt (1:0). 14 marca w wygranym 3:0 meczu 1/8 finałów Ligi Mistrzów UEFA z Chelsea zdobył dublet. Jego drugie trafienie było jego 100. w karierze w europejskich pucharach. 7 kwietnia zdobył hat tricka w meczu ligowym z Leganés (3:1), był to jego 40. hat trick dla Barcelony we wszystkich rozgrywkach. Wyczyn powtórzył 29 kwietnia, kiedy to trzykrotnie pokonał bramkarza Deportivo La Coruña, Rubéna Martíneza. 21 kwietnia strzelił gola w finale Pucharu Króla przeciwko Sevilli, który został wygrany przez Katalończyków 5:0. Triumf Barcelony w edycji 2017/2018 był łącznie 30. w historii.
W sezonie 2017/2018 zdobył 45 goli i zaliczył 20 asyst. W lidze strzelił 34 gole, zdobywając tym samym Trofeo Pichichi dla króla strzelców ligi hiszpańskiej. Prócz tego zdobył nagrodę Europejskiego Złotego Buta po raz piąty w swojej karierze. Ze swoim zespołem został mistrzem Hiszpanii, zdobył również Puchar Króla. W Lidze Mistrzów UEFA poległ na etapie ćwierćfinałów, w których Barcelonę wyeliminowała AS Roma.

#### Sezon 2018/2019

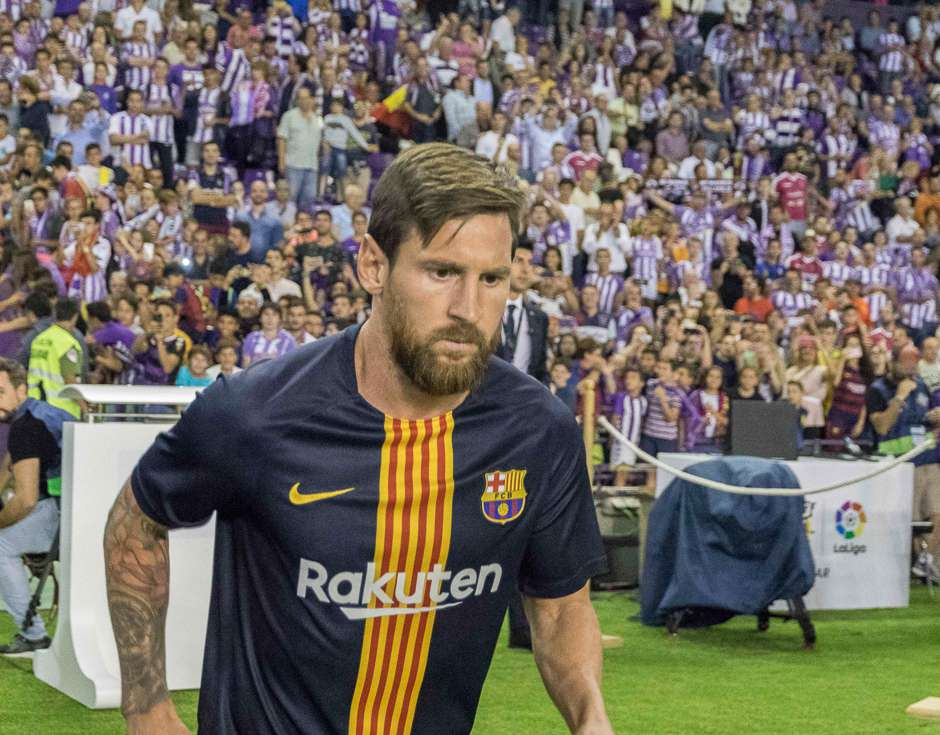
Lionel Messi podczas meczu z Realem Valladolid (2018)

Po odejściu Andrésa Iniesty, Messi został mianowany nowym kapitanem Barcelony. Pierwszym trofeum, jakie wzniósł jako kapitan był Superpuchar Hiszpanii, który Barcelona wygrała 2:1 z Sevillą. Wspomniane trofeum było 33. w jego karierze, czym pobił klubowy rekord. 19 sierpnia w pierwszym ligowym meczu przeciwko Alavés strzelił dwie bramki. 2 września w wygranym 8:2 meczu z Huescą strzelił dwa gole oraz zanotował dwie asysty. 18 września w meczu przeciwko PSV Eindhoven (4:0) strzelił swojego ósmego hat tricka w rozgrywkach Ligi Mistrzów UEFA, stając się samodzielnym liderem klasyfikacji. W meczu 2. kolejki fazy grupowej Ligi Mistrzów z Tottenhamem (4:2) strzelił dwa gole. 30 listopada w meczu z PSV zdobył 106. bramkę dla FC Barcelony w Lidze Mistrzów, bijąc rekord rozgrywek ustanowiony przez Cristiano Ronaldo, który podczas występów dla Realu Madryt zanotował 105 trafień. Trafieniem przeciwko holendreskiej drużynie przebił również osiągnięcie Gerda Müllera w liczbie bramek dla jednego klubu, przed nim plasował się ówcześnie Pelé. 8 grudnia zanotował dublet przeciwko RCD Espanyol (4:0).
3 grudnia został sklasyfikowany na 5. miejscu w plebiscycie Złotej Piłki, było to jego najgorsze od 2006 miejsce w głosowaniu. 16 grudnia zaliczył trzy trafienia w wygranym 5:0 meczu Primera División z Levante. Nowy rok rozpoczął od zdobycia bramki przeciwko Getafe (2:1) w meczu 18. kolejki. 13 stycznia strzelił swoją 400. bramkę w 435. meczu w lidze hiszpańskiej, stając się pierwszym, który tego dokonał spośród pięciu najmocniejszych lig Europy. 23 lutego w meczu z Sevillą strzelił swojego 50. hat tricka w karierze, który pozwolił mu przekroczyć granicę 650 goli w karierze seniorskiej. 13 lutego, po bezbramkowym remisie w 1/8 finału Pucharu Europy z Lyon, strzelił dwie bramki i zanotował dwie asysty w wygranym 5:1 drugim meczu, zapewniając tym samym awans do ćwierćfinału rozgrywek. Tam Barcelona pokonała w dwumeczu Manchester United 4:0, a Lionel Messi strzelił dublet w rewanżowym starciu. 17 marca w meczu 28. kolejki La Ligi strzelił trzy bramki przeciwko Realowi Betis (4:1). 1 maja dwukrotnie pokonał bramkarza Liverpoolu, Alissona w półfinale Ligi Mistrzów UEFA, a mecz pomiędzy Barceloną i angielskim klubem zakończył się zwycięstwem Katalończyków 3:0. Drugi gol Messiego z rzutu wolnego był jego 600. dla FC Barcelony, a także został wybrany Golem Sezonu według UEFA.com. W spotkaniu rewanżowym Barça przegrała 0:4 (dwumecz: 3:4), odpadając z walki o trofeum Ligi Mistrzów UEFA. 25 maja Barcelona poległa w finale Copa del Rey 1:2 z Valencią, tym samym kończąc passę czterech zwycięstw Barcelony z rzędu w tych rozgrywkach.
Łącznie w sezonie strzelił 51 goli i zaliczył 22 asysty w 50 występach. W lidze hiszpańskiej strzelił 36 bramek, zostając królem strzelców ligi po raz szósty. W wyścigu o Europejski Złoty But przegonił Kyliana Mbappé, który zakończył kampanię ligową z 33 golami. Był to jego szósty łącznie, a trzeci z rzędu triumf. Z klubem zdobył mistrzostwo Hiszpanii oraz Superpuchar Hiszpanii.

#### Sezon 2019/2020
Z powodu kontuzji, jaką doznał przed tournée Barcelony do Stanów Zjednoczonych, Messi zaliczył swój pierwszy występ w sezonie 17 września, w meczu 1. kolejki fazy grupowej Ligi Mistrzów UEFA, bezbramkowo zremisowanym z Borussią Dortmund. Pierwszego gola strzelił 6 października w meczu ligowym z Sevillą (4:0). 9 listopada, strzelając jedną bramkę z rzutu karnego, a pozostałe dwie wykorzystując rzut wolny, w meczu 13. kolejki z Celtą Vigo (4:1) zanotował swojego 34. hat tricka w lidze, dzięki czemu zrównał się w klasyfikacji hat tricków La Liga z Cristiano Ronaldo. 27 listopada rozegrał 700. mecz dla FC Barcelony, w którym zmierzył się z Borussią Dortmund. Messi zakończył jubileuszowy mecz z bramką i dwiema asystami. Borussia była 34. zespołem przeciwko, któremu strzelił gola w Lidze Mistrzów – tym samym Messi pobił wcześniejszy rekord rozgrywek należący do Raúla i Cristiano Ronaldo.
2 października, z 686 punktami, został laureatem Złotej Piłki 2019, wygrywając plebiscyt po raz szósty w karierze. Tym samym wyprzedził Cristiano Ronaldo, z którym dzielił rekord pod względem zdobytych Złotych Piłek. 7 grudnia strzelił trzy gole przeciwko Mallorce (5:2). 25 lutego w meczu z Eibarem (5:0) strzelił cztery gole. 7 marca w meczu 27. kolejki ligi hiszpańskiej z Realem Sociedad (1:0) strzelił ostatniego gola przed zawieszeniem rozgrywek, spowodowanym pandemią COVID-19. Do gry powrócił 13 czerwca, strzelając bramkę w meczu z Mallorcą, wygranym 4:0; było to jego 20. ligowe trafienie w sezonie – dzięki temu pobił ligowy rekord, zostając pierwszym piłkarzem, który strzelał 20 goli w 12 sezonach z rzędu. 30 czerwca, w meczu z Atlético Madryt (2:2), zdobył swoją 700. bramkę w karierze seniorskiej. 19 lipca, w starciu przeciwko Alavés, strzelił swoją 24. i 25. bramkę w ligowym sezonie, dzięki czemu został królem strzelców Primera División po raz siódmy w karierze. Jednocześnie z 21 asystami, został drugim piłkarzem w historii (po Thierrym Henrym, który w sezonie 2002/2003 strzelił 24 bramek i zanotował 20 asyst), który strzelił 20 goli i zanotował 20 asyst w jednym sezonie w pięciu najsilniejszych ligach Europy. 9 lipca powrócił z Barceloną do rozgrywek Ligi Mistrzów UEFA. W meczu rewanżowym 1/8 finału z Napoli strzelił gola i wywalczył rzut karny, który wykorzystał Luis Suárez. Mecz zakończył się zwycięstwem Dumy Katalonii 3:1, a w dwumeczu 4:2. W ćwierćfinale Barcelona przegrała 2:8 z Bayernem Monachium, późniejszym triumfatorem tej edycji.
Łącznie w sezonie, Messi zdobył 31 goli i zanotował 25 asyst, występując w 44 meczach. Z klubem nie zdobył żadnego trofeum, była to pierwsza taka sytuacja od sezonu 2007/2008.

#### Sezon 2020/2021
Pomimo narastających spekulacji odnośnie odejścia Messiego, Argentyńczyk ostatecznie pozostał w FC Barcelonie. 27 sierpnia strzelił pierwszego gola w nowym sezonie, a spotkanie w ramach Primera División z Villarealem zakończyło się wygraną 4:0. 20 października strzelił gola z rzutu karnego w rozgrywkach Ligi Mistrzów UEFA przeciwko Ferencváros, tym samym zostając pierwszym piłkarzem w historii, który zdobył gola 16 sezonach z rzędu Ligi Mistrzów. 29 listopada, po strzeleniu gola przeciwko Osasunie (4:0), zdjął koszulkę meczową Barcelony i zaprezentował się z koszulką Newell’s Old Boys w hołdzie dla Diego Maradony, który zmarł 4 dni wcześniej. 23 grudnia w wygranym 3:0 meczu z Realem Valladolid, Messi strzelił swoją 644. bramkę dla Dumy Katalonii, stając się tym samym zawodnikiem z największą liczbą bramek dla jednego klubu, biją rekord Pelé.
15 marca 2021, występując w starciu z Realem Sociedad, rozegrał 768. spotkanie w barwach Blaugrany, bijąc klubowy rekord Xaviego. 17 kwietnia w finale Pucharu Króla z Atheltic Bilbao strzelił dwa gole, a jego zespół wygrał 4:0. 16 maja strzelił gola przeciwko Celta Vigo, a jego występ okazał się później ostatnim w barwach katalońskiego klubu. Z 30 trafieniami został po raz ósmy łącznie, a piąty z rzędu królem strzelców La Liga. Sezon zakończył z 38 golami i 14 asystami, które zanotował występując w 47 meczach.
Z powodu problemów finansowych i organizacyjnych FC Barcelona zwlekała z przedłużeniem kontaktu z Lionelem Messim, wskutek czego 30 czerwca 2021 umowa wygasła i Messi stał się on wolnym zawodnikiem. Ta nietypowa sytuacja miała trwać do powrotu Messiego z Copa América 2021, w którym brał on udział z reprezentacją Argentyny. Około trzech tygodni po powrocie Messiego z wakacji wydawało się, że zostanie podpisana nowa umowa z Messim, jednak wieczorem 5 sierpnia 2021 roku zarząd FC Barcelony nieoczekiwanie poinformował, że z powodów finansowych nie jest w stanie podpisać umowy z Messim, który miał zgodzić się na obniżkę zarobków o 50 procent. 8 sierpnia 2021 roku na stadionie Camp Nou zorganizowano pożegnalną konferencję prasową, podczas której Lionel Messi przemawiał i pożegnał się z kolegami z drużyny i z pracownikami klubu.

### Paris Saint-Germain

#### Sezon 2021/2022

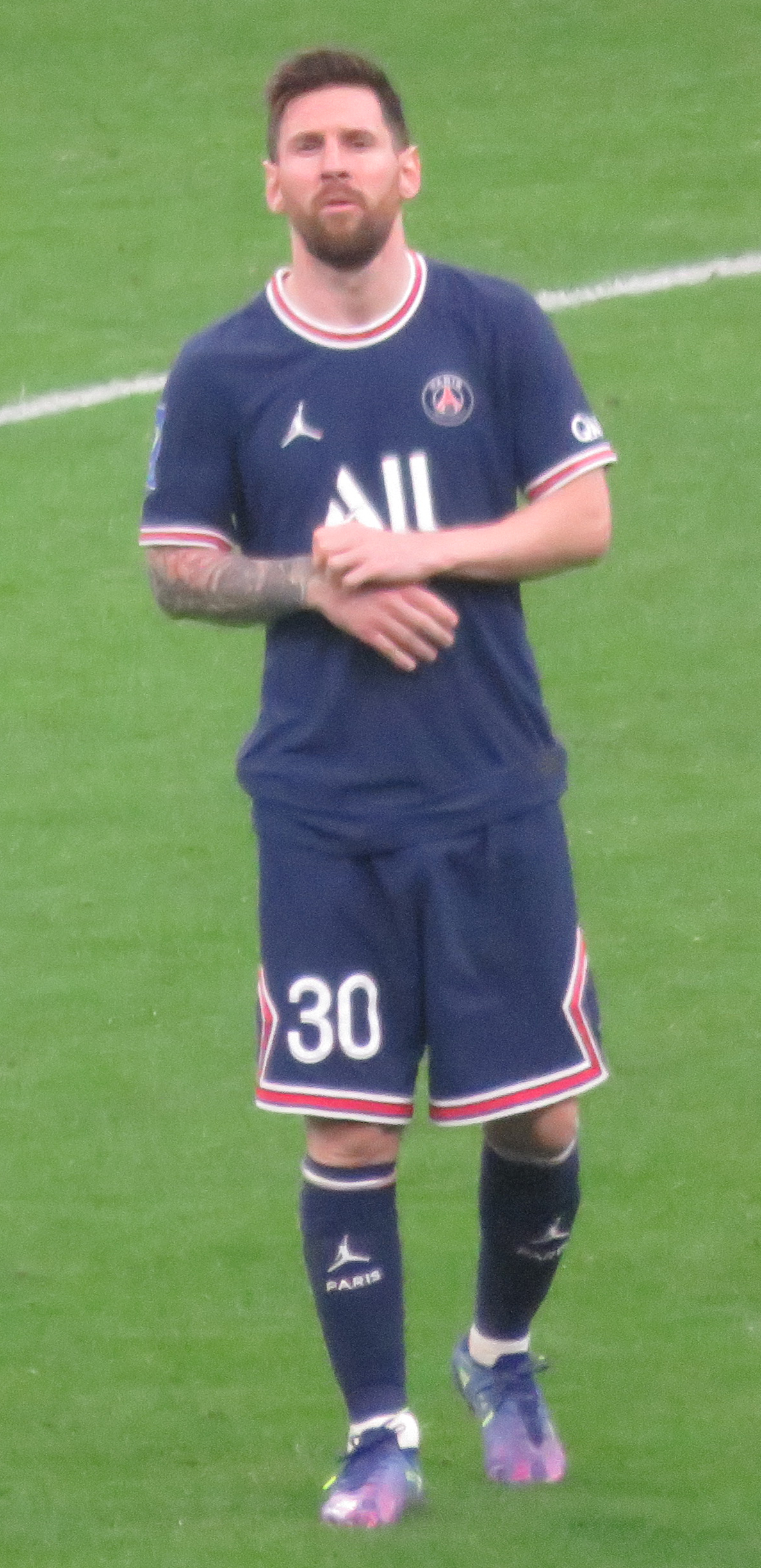
Messi podczas meczu Ligue 1 z Olympique Marsylia (2021)

10 sierpnia 2021 klub Paris Saint-Germain poinformował o podpisaniu kontraktu z Lionelem Messim na okres dwóch lat z opcją przedłużenia o rok. Został zaprezentowany z numerem 30 na koszulce meczowej, który nosił wcześniej na początku występów dla Barcelony. 29 sierpnia 2021 zadebiutował w Ligue 1 w wygranym ze Stade de Reims (2:0), gdzie wszedł w 66. minucie spotkania, a dwie bramki zdobył Kylian Mbappé. 28 września podczas drugiej kolejki Ligi Mistrzów w sezonie 2021/2022 w wygranym meczu przeciwko Manchesterowi City (2:0) w 74. minucie spotkania strzelił pierwszego gola w barwach PSG w Lidze Mistrzów. 20 listopada 2021 w 14. kolejce ligi francuskiej strzelił pierwszego gola w tych rozgrywkach w 87. minucie w wygranym meczu 3:1 z FC Nantes. 29 listopada 2021 odebrał swoją siódmą Złotą Piłkę, pokonując w głosowaniu Roberta Lewandowskiego. 23 kwietnia strzelił gola w zremisowanym 1:1 meczu francuskiej ligi z Lens, dzięki czemu przypieczętował 10. ligowy tytuł paryskiej drużyny.
Messi zakończył sezon z 11 golami i 14 asystami, które zdobył, rozgrywając 34 mecze. W Ligue 1 strzelił 6 goli, tym samym nie przekraczając granicy 10 ligowych trafień po raz pierwszy od sezonu 2005/2006. W tym sezonie Paris Saint-Germain wywalczył mistrzostwo Francji, natomiast w Pucharze Francji jego zespół poległ w 1/8 finału, przegrywając z Niceą w konkursie rzutów karnych 6:5. W Lidze Mistrzów PSG dotarło również do etapu 1/8 finału, w którym poległo w dwumeczu 3:2 z Realem Madryt.

#### Sezon 2022/2023
31 lipca 2022 w wygranym 4:0 meczu o Superpuchar Francji przeciwko FC Nantes strzelił gola w 22. minucie spotkania, a dwie bramki zdobył Neymar i jedną Sergio Ramos. 6 sierpnia 2022 podczas 1. kolejki Lique 1 w sezonie 2022/2023 w wygranym meczu 5:0 przeciw Clermont Foot 63 strzelił dwie bramki, w tym jedną z przewrotki. Było to jego 400. zwycięstwo ligowe w 547 spotkaniu w karierze. 1 października w meczu z OGC Nice (2:1) strzelił swoją 60. bramkę z rzutu wolnego, a pierwszą taką w barwach paryskiego klubu. 5 października zdobył bramkę w zremisowanym 1:1 meczu fazy grupowej Ligi Mistrzów UEFA z Benfiką. Trafienie pozwoliło mu stać się pierwszym piłkarzem w historii rozgrywek, który strzelił gola przeciwko 40. drużynom. 25 października dwukrotnie trafił w wygranym 7:2 meczu z Maccabi Hajfą w ramach fazy grupowej LM, tym samym zapewniając sobie awans do fazy pucharowej tych rozgrywek.
12 stycznia 2023 został nominowany do nagrody dla najlepszego piłkarza na świecie, przyznawaną przez FIFA. 10 lutego znalazł się w finałowej trójce plebiscytu, wraz z Kylianem Mbappé oraz Karimem Benzemą. Przez media wymieniany był jako główny faworyt do zwycięstwa. Wygrał plebiscyt, uzyskując 52 punkty, z przewagą ośmiu punktów nad laureatem 2. miejsca Kylianem Mbappé.
26 lutego w wygranym 3:0 meczu Ligue 1 z Olympique Marsylia zdobył gola i zanotował dwie asysty, a jego trafienie było 700. w karierze klubowej i tym samym został pierwszym piłkarzem w historii pięciu czołowych lig w Europie, który tego dokonał. 8 kwietnia, trafiając przeciwko Nice (2:0) w meczu 30. kolejki Ligue 1, strzelił swoją 702. bramkę w karierze klubowej i został najskuteczniejszym piłkarzem w historii europejskich rozgrywek klubowych, bijąc rekord, który dzielił wcześniej z Cristiano Ronaldo. 8 maja został wybrany sportowcem roku w plebiscycie Laureus World Sports Awards.
Rozgrywki klubowe zakończył z dorobkiem 21 bramek i 20 asyst uzyskanych w 41 meczach. W sezonie 2022/2023 zdobył mistrzostwo Francji oraz Superpuchar Francji.
W kwietniu pojawiły się informacje o możliwym przejściu zawodnika do swojego poprzedniego klubu – FC Barcelony. Jednak w maju ujawniono, że Messi może przejść do saudyjskiego klubu Al-Hilal, który miałby mu zaoferować kontrakt w wysokości 400 milionów euro. Później pojawiły się informacje o zwiększeniu oferty i zaoferowaniu 500 milionów euro za sezon. 3 czerwca 2023 Paris Saint-Germain oficjalnie poinformował o odejściu Messiego. W klubie rozegrał łącznie 75 meczów, w których strzelił 32 bramki i zanotował 35 asyst.

### Inter Miami

#### Sezon 2023

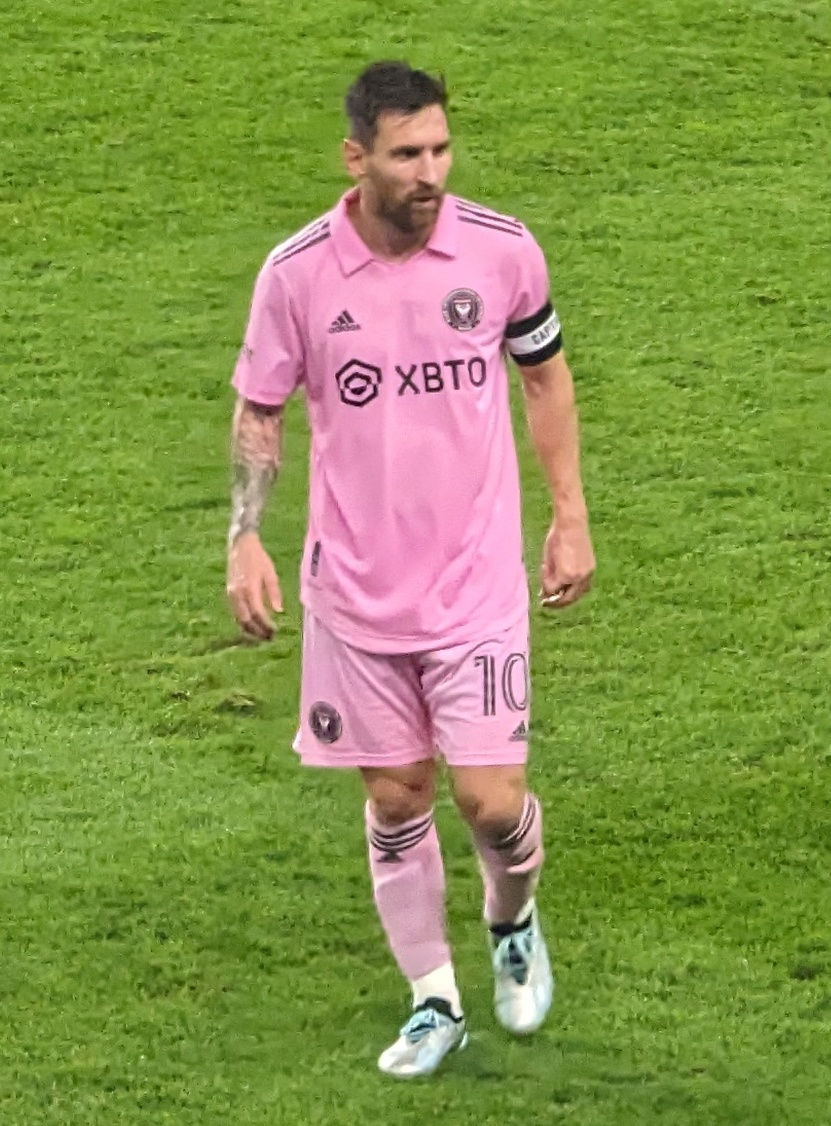
Messi w barwach Interu Miami (2023)

7 czerwca 2023 Lionel Messi potwierdził przenosiny do Major League Soccer, kiedy ogłosił osiągnięcie porozumienia z zespołem Inter Miami CF. 15 lipca 2023 klub ogłosił podpisanie z Messim dwuipółletniego kontraktu, a dzień później zaprezentował go podczas transmitowanego na żywo wydarzenia o nazwie „La PresentaSÍon” na stadionie DRV PNK. 22 lipca 2023 zaliczył swój debiut w klubie, wchodząc z ławki rezerwowych w 54. minucie, strzelając zwycięską bramkę z rzutu wolnego w 90+4 minucie na 2:1 w rozgrywkach Leagues Cup. 25 lipca został ogłoszony kapitanem drużyny. W swoim drugim meczu dla Interu Miami, w którym wystąpił od pierwszej minuty, strzelił dwa gole i zanotował asystę przeciwko Atlancie United (4:0). Atlanta była 100. klubem, przeciwko któremu udało mu się zdobyć co najmniej dwie bramki. 7 sierpnia, w zremisowanym 4:4 meczu z FC Dallas, strzelił dwa gole, co pozwoliło mu awansować na 4. pozycję w klasyfikacji strzelców wszech czasów Interu Miami. Jego pierwszy gol we wspomnianym spotkaniu był 20. w roku kalendarzowym – dorobek taki osiągał w 17 latach z rzędu (2007–2023). 16 sierpnia, podczas wygranego 4:1 meczu półfinałowego Leagues Cup przeciwko Philadelphii Union, Messi strzelił bramkę z odległości 32,1 metra – był to gol strzelony z najdalszej odległości podczas jego kariery seniorskiej. 20 sierpnia, w finale rozgrywek przeciwko Nashville, strzelił bramkę w 23. minucie. Z powodu wyrównującej bramki ze strony rywali odbył się konkurs rzutów karnych, w których Messi wykorzystał „jedenastkę”, a Inter wygrał 10:9. Po meczu został ogłoszony najlepszym zawodnikiem turnieju, a z 10 bramkami został królem strzelców turnieju. Zdobyte trofeum było 44. w seniorskiej karierze Messiego i tym samym stał się on najbardziej utytułowanym piłkarzem w historii.
17 sierpnia został nominowany do nagrody Piłkarza Roku UEFA. W trójce nominowanych znalazł się wraz z Erlingiem Haalandem oraz Kevinem De Bruyne. 31 sierpnia znalazł się na drugim miejscu w plebiscycie, przegrywając z Erlingiem Haalandem. 24 sierpnia zanotował dwie asysty przy golach Leonardo Campany w meczu półfinału U.S. Open Cup przeciwko Cincinnati (3:3, k. 5:4). Trzy dni później Messi zadebiutował w barwach Interu w rozgrywkach Major League Soccer w meczu z New York Red Bulls (2:0) w którym strzelił swoją pierwszą bramkę dla klubu w rozgrywkach ligowych, trafiając na 2:0 w 89. minucie. 6 września 2023 Messi znalazł się wśród 30 zawodników nominowanych do Złotej Piłki France Football. Zgodnie z przewidywaniami, podczas gali w Paryżu, która odbyła się 30 października w Théâtre du Châtelet, Lionel Messi został po raz ósmy laureatem Złotej Piłki.

#### Sezon 2024
15 stycznia 2024 został uznany Piłkarzem Roku FIFA. W głosowaniu zdobył 48 głosów – tyle samo co Erling Haaland, jednak o wyborze Messiego przesądziła większa liczba głosów, na których znalazł się on na 1. miejscu. Prócz tego został także wybrany po raz 17. do Jedenastki Roku FIFA FIFPro.
22 lutego 2024 rozegrał pierwszy mecz nowego sezonu, w którym Inter Miami pokonał Real Salt Lake 2:0, a on sam asystował przy golu Roberta Taylora. Cztery dni później zdobył wyrównującą bramkę w drugiej minucie doliczonego czasu w zremisowanym 1:1 meczu z Los Angeles Galaxy. 2 marca, w wygranym 5:0 meczu przeciwko Orlando City, zanotował dublet. Jego drugi gol był 500. w 587. meczach w lidze, stając się czwartym piłkarzem w historii, który tego dokonał, po Cristiano Ronaldo (534 goli), Josefie Bicanie oraz Ferencu Puskásie (obaj 514 goli). 8 marca strzelił swoją pierwszą bramkę w rozgrywkach Pucharu Mistrzów CONCACAF, trafiając w 52. minucie przeciwko Nashville (2:2). 21 kwietnia strzelił dwa gole i zanotował asystę przy bramce Sergio Busquetsa w wygranym 3:1 meczu z Nashville; jego druga bramka była 20. w barwach Interu Miami. Tydzień później ponownie ustrzelił dublet i zanotował dwie asysty – przeciwko New England Revolution (4:1), asystując przy bramce Benjamina Cremaschiego i Luisa Suáreza. Dzięki bramkom i asystom, Messi został pierwszym piłkarzem w historii MLS, który w siedmiu pierwszych meczach miał udział w 16 golach. 5 maja w wygranym 6:2 meczu przeciwko New York Red Bulls, Messi zanotował jedno trafienie i pięć asyst, przy dwóch golach Matíasa Rojasa i trzech golach Luisa Suáreza. 15 września po powrocie z kontuzji w wygranym meczu z Philadelphia Union 3:1, zaliczył dublet oraz asystę przy trafieniu Luisa Suáreza. 29 września strzelił wyrównującą bramkę w zremisowanym 1:1 starciu przeciwko Charlotte, odpowiadając na trafienie Karola Świderskiego.
4 dni później zdobył dublet w wygranym spotkaniu 3:2 z Columbus Crew, zapewniając swojej drużynie MLS Supporters Shield, trofeum za najwięcej zdobytych punktów w sezonie zasadniczym. Druga bramka w meczu była jego 30. trafieniem w barwach Interu Miami, dzięki której stał się jej drugim najskuteczniejszym strzelcem, wyprzedzając Gonzalo Higuaína (29 goli).
Gol był także jego 66. strzelonym rzutem wolnym w karierze, co pozwoliło mu przebić wyczyn Davida Beckhama (65 goli) oraz zrównać się z Ronaldinho i Víctorem Legrotaglie, stając się trzecim najlepszym wykonawcom w historii zaraz po Pelé (70 goli) oraz Juninho (77 goli). 20 października w starciu przeciwko New England Revolution (6:2), wchodząc na boisko z ławki rezerwowych w 58. minucie, strzelił swojego pierwszego hat-tricka w barwach Interu Miami. Drugi gol pozwolił mu wyrównać, a trzeci zdetronizować dotychczasowego lidera Leonardo Campanę (32 gole) i stać się jej najskuteczniejszym strzelcem w historii.
Po zwycięstwach w ostatnich dwóch kolejkach ligowych, jego drużynie udało się ustanowić nowy rekord punktów w sezonie (74 pkt), pobijając dotychczasowy rekord New England Revolution z sezonu 2021 (73 pkt). W ramach wygrania MLS Supporters Shield, drużyna z Miami zakwalifikowała się do przyszłorocznych Klubowych Mistrzostw Świata, gdzie będzie reprezentować gospodarzy turnieju.
26 października rozegrał swój pierwszy mecz w ramach MLS Cup Playoffs przeciwko Atlancie United (2:1), w którym zanotował asystę przy zwycięskim trafieniu Jordiego Alby. 10 listopada w meczu rewanżowym z Atlantą zdobył swoją 850. bramkę w karierze. Sezon 2024 zakończył z 23 golami i 13 asystami, rozgrywając 25 spotkań. Po zakończonym sezonie został uznany Najbardziej Wartościowym Zawodnikiem MLS.

#### Sezon 2025

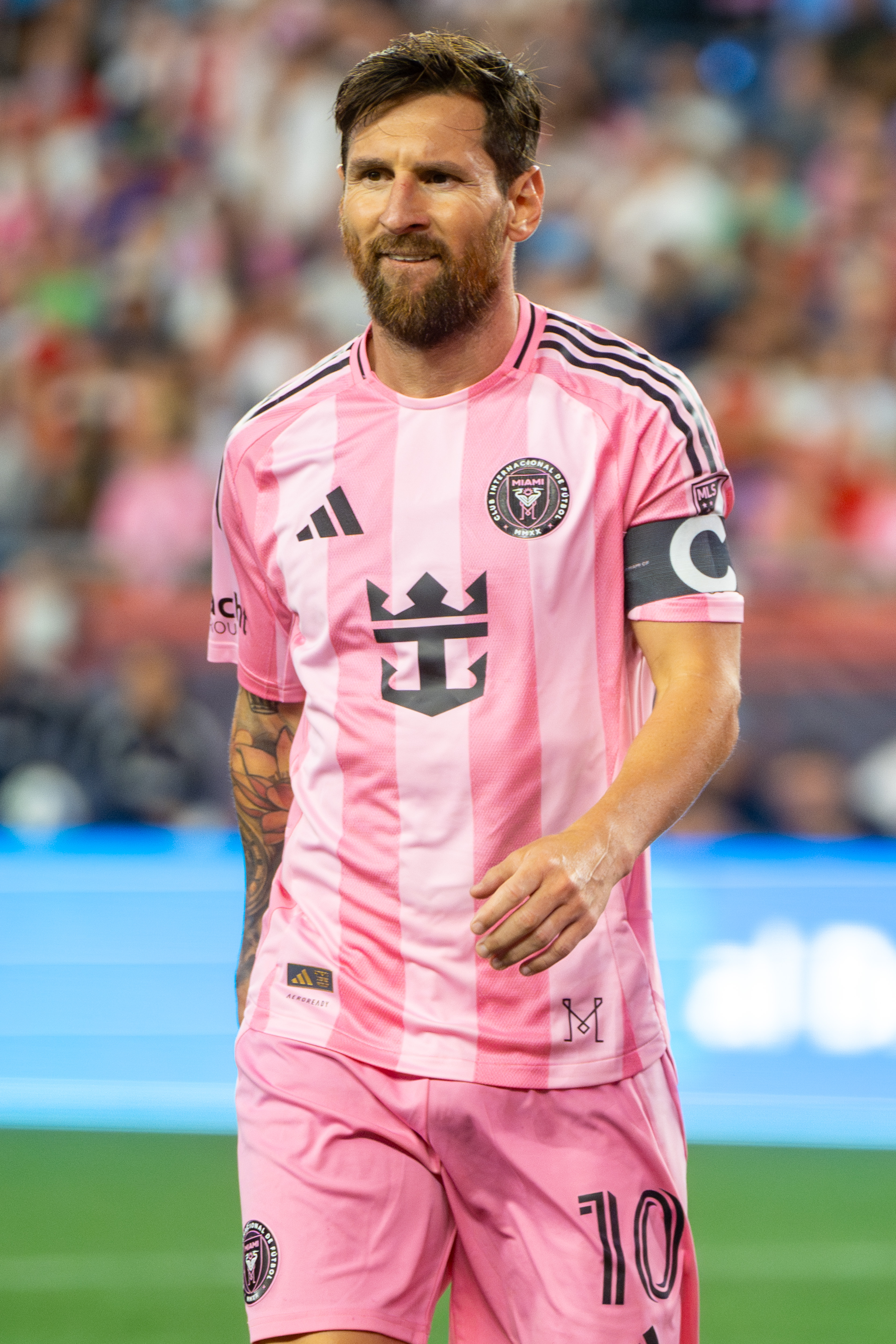
Messi w barwach Interu Miami (2025)

Pierwszy mecz w nowym sezonie rozegrał 19 stycznia 2025, występując w towarzyskim spotkaniu z meksykańskim Club América (2:2, 3:2 w rzutach karnych), w którym strzelił pierwszą w nowym roku bramkę. Sezon 2025 rozpoczął od Pucharu Mistrzów CONCACAF, w którym strzelił także premierową bramkę - przeciwko Kansas. W pierwszym meczu sezonu 2025 MLS zanotował dwie asysty, a Miami zremisowało 2:2 z New York. Pierwszą bramkę w lidze zdobył 17 marca w wygranym 2:1 meczu z Atlantą. 10 kwietnia zdobył dwa gole w meczu ćwierćfinału Pucharu Mistrzów z Los Angeles (3:1), dzięki czemu Miami awansowało do półfinału. 29 maja zdobył dwa gole i zanotował asystę w meczu MLS przeciwko Montréalowi. Dwa dni później skompletował dublet goli i trzy asysty, a Miami pokonało 5:1 zespół Columbus Crew – trafienia Messiego były jego 30. i 31. w sezonie regularnym, bijąc tym samym klubowy rekord należący do strzelca 29 bramek, Gonzalo Higuaína.
15 czerwca wystąpił w pierwszym meczu Klubowych mistrzostw świata, rozegranym przeciwko Al-Ahly (0:0). Pięć dni później strzelił bramkę bezpośrednio z rzutu wolnego – była to jego 50. bramka w barwach Interu Miami w 61. meczu. Po remisie 2:2 w trzecim meczu z Palmeiras, Miami awansowało do fazy pucharowej KMŚ 2025, w której poległo w 1/8 finału z Paris Saint-Germain.
Po powrocie do rozgrywek ligowych Messi ponownie zdobył dublet – dwukrotnie trafiając 5 lipca z drużyną Montréalu (4:1). 9 lipca, w wygranym 2:1 starciu z New England Messi ponownie zdobył dwie bramki, bijąc rekord ligi w liczbie meczów z rzędu z co najmniej dwoma bramkami. Jego druga bramka była 20. w trwającym sezonie oraz w roku 2025. 12 lipca, dzięki dwóm bramkom przeciwko Nashville (2:1), przedłużył do pięciu meczów rekordową passę z dwoma bramkami. Jego pierwsze trafienie z rzutu wolnego było 69. celnym strzałem w karierze. Dzięki golom zrównał się na pierwszej pozycji w klasyfikacji najlepszych strzelców MLS ze zdobywcą 16 bramek, Samem Surridgem.
Kilka dni później Messi strzelił dwa gole w meczu Interu Miami z New York Red Bulls (5:1). Tym samym pobił rekord wszech czasów w liczbie trafień bez rzutów karnych – 764.

## Kariera reprezentacyjna

### Lata 2004–2008
W czerwcu 2004 zadebiutował w reprezentacji Argentyny U-20 w towarzyskim spotkaniu z rówieśnikami z Paragwaju. Rok później zwyciężył z drużyną na Młodzieżowych Mistrzostwach Świata 2005 rozegranych w Holandii. Został królem strzelców i uznano go za najlepszego gracza turnieju.
4 sierpnia 2005 selekcjoner José Pekerman powołał Messiego do pierwszej reprezentacji. Zadebiutował w niej 17 sierpnia w spotkaniu z Węgrami; miał 18 lat i 54 dni. Został wprowadzony na boisko w 63. minucie, jednak 40 sekund później arbiter Markus Merk pokazał mu czerwoną kartkę za uderzenie łokciem węgierskiego obrońcy, Vilmosa Vanczáka. Decyzja sędziego wywołała kontrowersje, a Diego Maradona stwierdził, że arbiter postąpił zbyt pochopnie. Messi powrócił do drużyny 3 września w przegranym 0:1 meczu z Paragwajem. Przed meczem powiedział: „Dzisiaj będzie mój prawdziwy debiut. Poprzedni mecz trwał dla mnie zbyt krótko...”. Po kolejnym spotkaniu, przeciwko Peru, Pekerman nazwał Messiego „diamentem”.
Kontuzja odniesiona pod koniec sezonu 2005/2006 narażała Messiego na absencję na Mistrzostwach Świata 2006. Mimo to, 15 maja 2006 piłkarz otrzymał powołanie do kadry na turniej. Zagrał również swój ostatni mecz w barwach Argentyny U-20, zaś później wystąpił w towarzyskim spotkaniu z Angolą. W pierwszym meczu Argentyny na mistrzostwach przeciwko Wybrzeżu Kości Słoniowej, Messi wszedł na boisko z ławki rezerwowych. W następnym spotkaniu z Serbią i Czarnogórą zastąpił w 74 minucie Maxiego Rodrigueza, stając się tym samym najmłodszym reprezentantem Argentyny na Mistrzostwach Świata w historii. Asystował przy trafieniu Hernana Crespo oraz zdobył ostatnią bramkę w wygranym 6:0 meczu, dzięki czemu został najmłodszym strzelcem w turnieju oraz szóstym najmłodszym zdobywcą gola w historii Mistrzostw Świata. Wystąpił w zakończonym bezbramkowym remisem spotkaniu z Holandią. W kolejnym meczu z Meksykiem Messi pojawił się na murawie w 84. minucie przy stanie 1:1 i zdołał trafić do siatki, uczynił to jednak z pozycji spalonej i bramka nie została uznana, jednak drużyna zdołała w dogrywce strzelić gola dającego awans. Ćwierćfinałowe spotkanie z Niemcami spędził na ławce rezerwowych, a Argentyna przegrała w rzutach karnych 2:4.

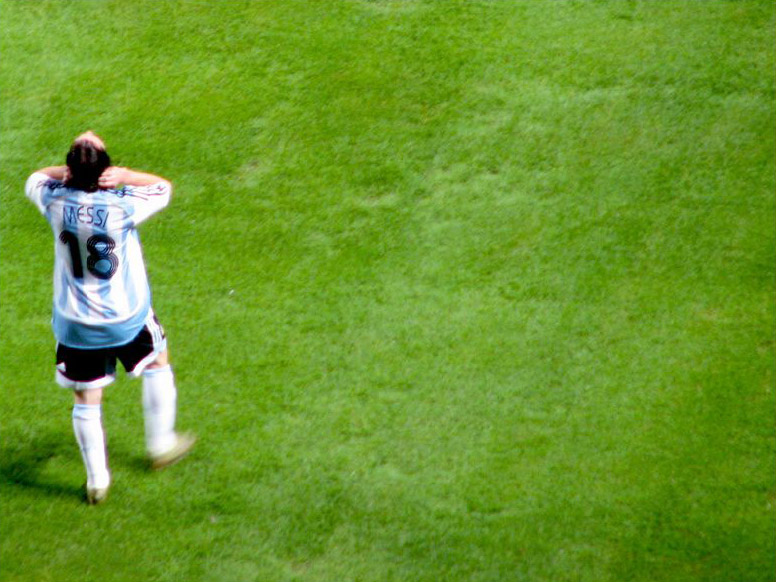
Messi na Copa América 2007.

Messi został najmłodszym zawodnikiem powołanym na Copa América 2007. Pierwszy mecz rozegrał 29 czerwca, a jego drużyna wygrała 4:1 ze Stanami Zjednoczonymi. W tym spotkaniu pokazał swoje zdolności jako rozgrywający. Wypracował sytuację, dzięki której Hernán Crespo zdobył gola oraz sam kilkakrotnie oddał celne strzały na bramkę. Został zastąpiony w 79. minucie przez Carlosa Teveza, który kilka minut później wpisał się na listę strzelców.
W swoim drugim spotkaniu, przeciwko Kolumbii, wywalczył rzut karny, który wykorzystał Crespo, doprowadzając tym samym do remisu 1:1. Miał również udział przy drugiej bramce Argentyny, kiedy to po faulu na nim podyktowany został rzut wolny, z którego gola zdobył Juan Román Riquelme, podwyższając prowadzenie na 3:1. Ostatecznie mecz zakończył się zwycięstwem Argentyny 4:2, dzięki czemu zespół awansował do ćwierćfinału turnieju.
W trzecim meczu z Paragwajem trener dał odpocząć Messiemu przed kolejną fazą rozgrywek. Na boisko wszedł w 64. minucie, zastępując Estebana Cambiasso. W 79. minucie wypracował sytuację bramkową Javierowi Mascherano, którą ten wykorzystał. W ćwierćfinale Argentyna zwyciężyła z Peru 4:0, a Messi po podaniu Riquelme zdobył jedną z bramek. W półfinałowej potyczce z Meksykiem, strzelił gola, lobując bramkarza Oswaldo Sancheza, przyczyniając się do wygranej zespołu 3:0. W finale Argentyna przegrała z Brazylią 0:3.

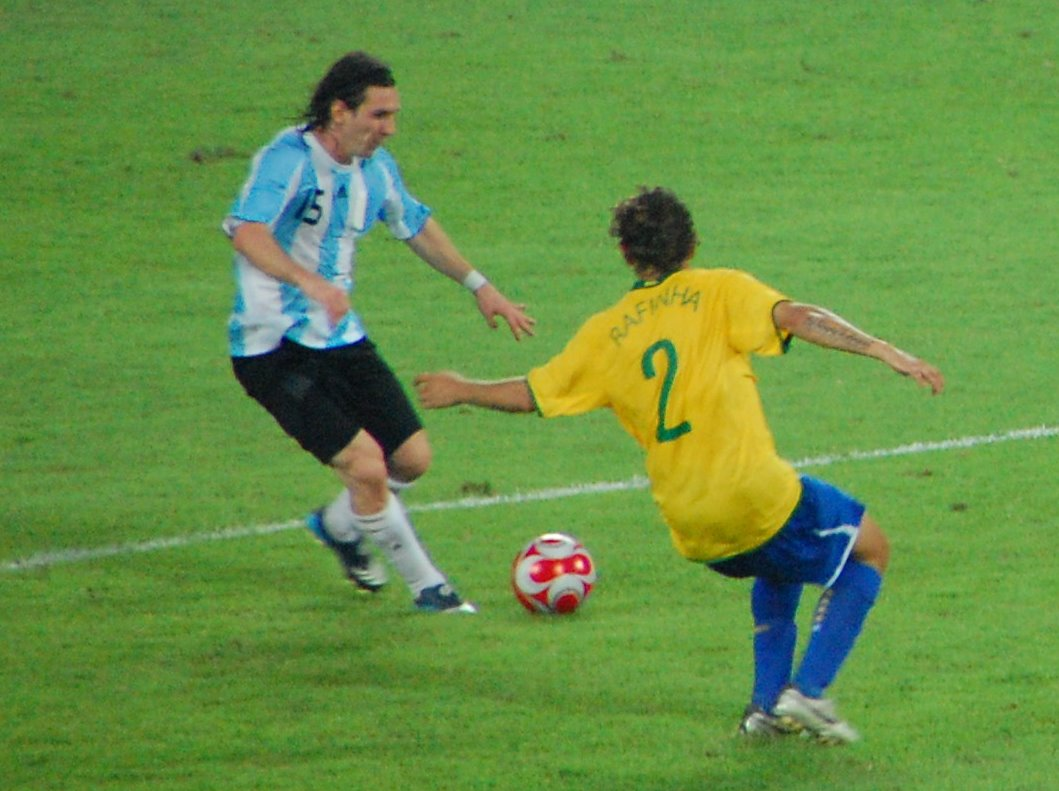
Messi w meczu z Brazylią podczas Igrzysk Olimpijskich 2008

Początkowo Messi nie otrzymał zgody klubu na wyjazd na Igrzyska Olimpijskie 2008, jednak po odbyciu rozmowy z trenerem Josepem Guardiolą ostatecznie dostał pozwolenie na uczestnictwo w zawodach. Dołączył do kadry zespołu i pierwszą bramkę zdobył w wygranym 2:1 meczu z Wybrzeżem Kości Słoniowej. W spotkaniu z Holandią otworzył wynik spotkania oraz asystował przy bramce Ángela Di Maríi, dzięki czemu Argentyna zwyciężyła spotkanie po dogrywce 2:1. Zagrał również w wygranym 3:0 meczu z Brazylią. W finale ponownie asystował przy trafieniu Di Maríi, dającemu zwycięstwo 1:0 nad Nigerią.

### Lata 2009–2011
28 marca 2009 w spotkaniu z Wenezuelą rozegranym w ramach kwalifikacji do Mistrzostw Świata, Messi po raz pierwszy zagrał z numerem „10” na koszulce. Mecz ten był również debiutem Diego Maradony w roli selekcjonera reprezentacji. Argentyna zwyciężyła 4:0, a Messi w 25. minucie otworzył wynik spotkania.

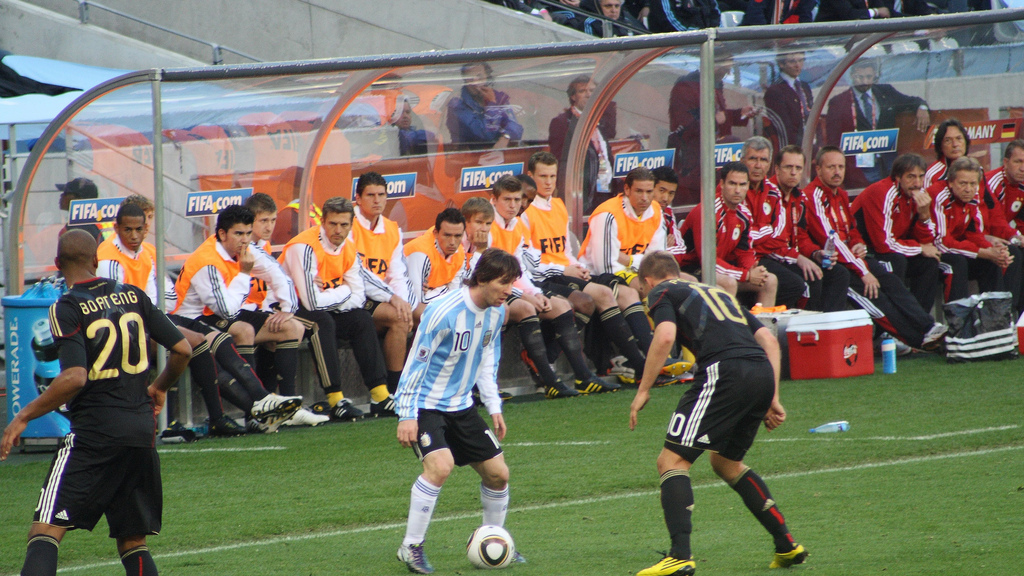
Messi podczas przegranego ćwierćfinału z Niemcami.

Messi wystąpił w meczu otwarcia Mistrzostw Świata 2010, w którym Argentyna pokonała Nigerię 1:0. Argentyńczyk miał wiele okazji do strzelenia bramki, jednak został zatrzymany przez bramkarza Vincenta Enyeamę. Messi wyszedł w podstawowej jedenastce Argentyny w kolejnym meczu mistrzostw przeciwko Korei Południowej zakończonym zwycięstwem 4:1. Uczestniczył we wszystkich bramkowych akcjach zespołu, ponadto pomógł zdobyć hat trick Gonzalo Higuaínowi. W trzecim, ostatnim meczu grupowym, Argentyna wygrała 2:0 z Grecją, a Messi był kapitanem drużyny oraz został wybrany „graczem meczu”. W pierwszym spotkaniu drugiej rundy, wygranym 3:1 z Meksykiem, Messi asystował przy bramce Carlosa Téveza. Argentyna zakończyła występ w mistrzostwach po przegranej w ćwierćfinale z Niemcami 0:4.
9 lutego 2011 strzelił bramkę oraz zanotował asystę w wygranym 2:1 meczu towarzyskim z reprezentacją Portugalii.
2 lipca 2011 rozegrał pierwszy mecz Copa América 2011, a spotkanie z Boliwią zakończyło się remisem 1:1. Po meczu został wybrany zawodnikiem meczu. W kolejnym meczu Argentyna również zremisowała (0:0), a Messi kilkukrotnie był wygwizdywany przez kibiców. W ostatnim, kluczowym spotkaniu, Albiceleste wygrali 3:0 z Kostaryką, a Messi był jednym z wyróżniających się graczy, notując dwie asysty. Za dobrą postawę został wybrany mvp starcia. W ćwierćfinale przeciwko Urugwajowi zaliczył asystę przy golu Gonzalo Higuaína, ale reprezentacja Argentyny po zremisowanym 1:1 meczu, przegrała 4:5 w rzutach karnych. Messi trafił w serii rzutów karnych; strzelał jako pierwszy. Z 3 asystami został królem asyst turnieju (razem z Ganso).
28 sierpnia nowy selekcjoner reprezentacji Argentyny Alejandro Sabella poinformował o objęciu przez Messiego funkcji kapitana, którym dotychczas był Javier Mascherano.

### Lata 2012–2014

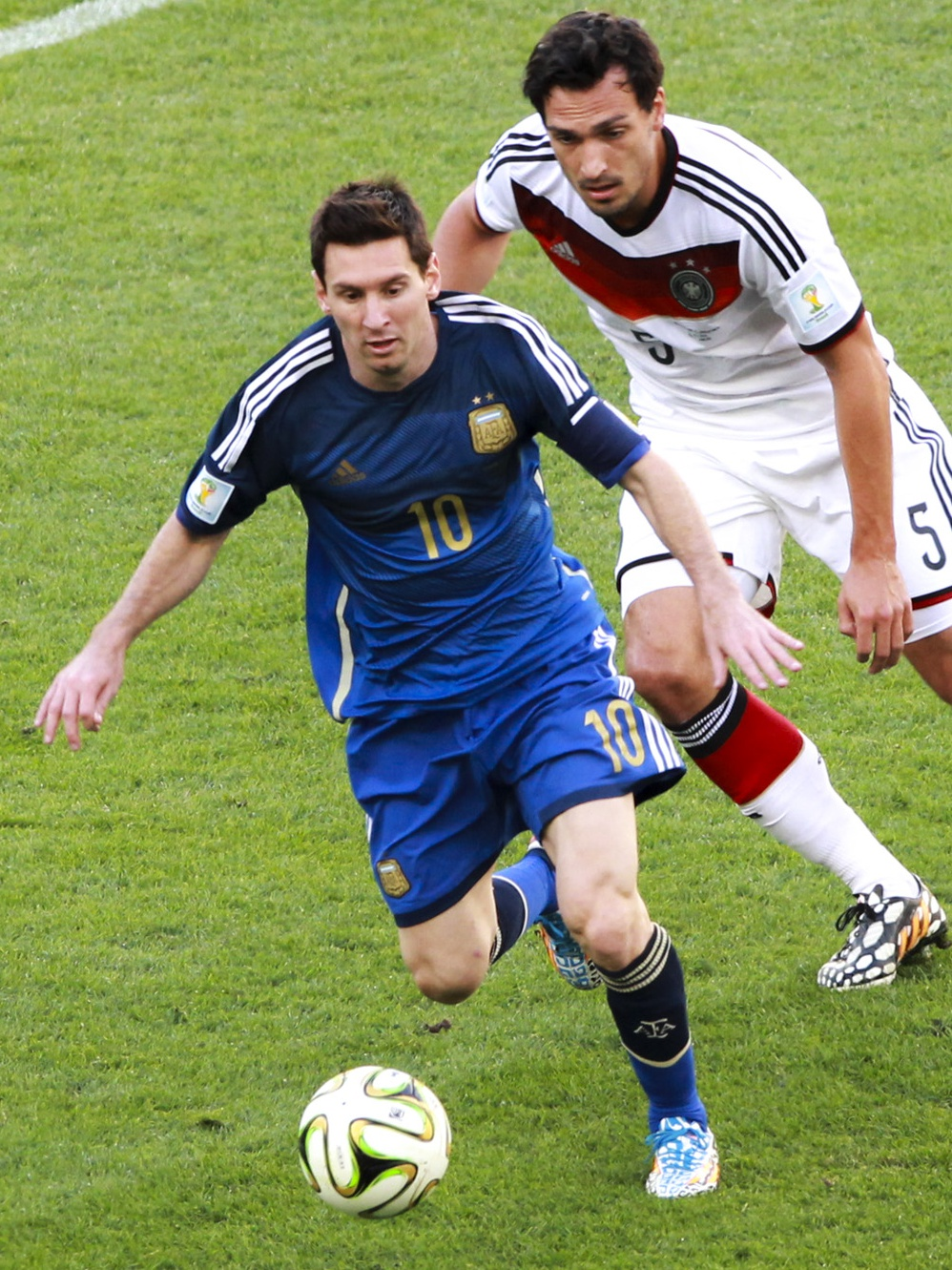
Messi walczący o piłkę z Matsem Hummelsem podczas finału Mistrzostw Świata 2014

29 lutego 2012 w meczu towarzyskim z reprezentacją Szwajcarii (3:1) skompletował pierwszego hat tricka dla Argentyny. 9 czerwca ponownie strzelił trzy bramki, tym razem w wygranym 4:3 meczu z Brazylią. 12 października zanotował dublet w meczu eliminacji do Mistrzostw Świata 2014 z Urugwajem (3:0). Łącznie w 2012 wystąpił w 9 meczach, w których zdobył 12 bramek, co pozwoliło mu wyrównać rekord reprezentacji w liczbie goli w jednym roku kalendarzowym, który został ustanowiony w 1998 przez Gabriela Batistutę.
14 czerwca 2013 w meczu towarzyskim z Gwatemalą (4:0) strzelił kolejnego reprezentacyjnego hat tricka, notując swoje 33, 34 i 35. trafienie i w klasyfikacji najskuteczniejszych zawodników reprezentacji Argentyny pobił Diego Maradonę. 10 września, strzelając dwa gole w meczu eliminacji do MŚ 2014 z Paragwajem, zapewnił Argentynie awans na Mistrzostwa Świata 2014 w Brazylii. Dublet w meczu z Paragwajem pozwolił mu wyprzedzić o dwie bramki zdobywcę 35 goli dla Argentyny, Hernána Crespo, w klasyfikacji strzelców Argentyny i awansować na pozycję wicelidera tego rankingu – za zdobywcą 56 goli, Gabrielem Batistutą.
Łącznie w eliminacjach do Mistrzostw Świata 2014 strzelił 10 goli i został wicekrólem strzelców eliminacji, za zdobywcą 11 bramek, Luisem Suárezem.
Messi rozpoczął mundial w Brazylii od rozegrania meczu fazy grupowej z Bośnią i Hercegowiną. Starcie zakończyło się wygraną Argentyny 2:1, a Messi został strzelcem drugiej bramki swojego zespołu. Był to jego pierwszy, od jego debiutu w 2006, gol na MŚ. W drugim meczu (z Iranem), Messi strzelił swojego kolejnego gola. Do bramki trafił w pierwszej minucie doliczonego czasu; było to jedyne trafienie meczu. 25 czerwca rozegrał ostatnie spotkanie fazy grupowej. W meczu przeciwko Nigerii (3:2) strzelił dwie bramki (w tym jedną z rzutu wolnego), tym samym zapewniając Argentynie awans do fazy pucharowej. W każdym z trzech grupowych meczów, Lionel Messi był wybierany najlepszym zawodnikiem meczu. W 1/8 finału zaliczył asystę przy golu Ángela Di Maríi w 118. minucie meczu i został wybrany mvp meczu. W ćwierćfinale pokonał reprezentację Belgii 1:0, awansując pierwszy raz od 1990 do półfinału mundialu, gdzie zmierzył się z Holandią. Po bezbramkowym remisie, Argentyna pokonała rywali 4:2 w konkursie rzutów karnych, a Messi strzelił pierwszego „karnego” dla swojej drużyny.
W finale Argentyna zmierzyła się z reprezentacją Niemiec, która na etapie półfinałów pokonała 7:1 gospodarzy. Mecz zakończył się porażką Albiceleste 0:1 po golu Mario Götzego w 113. minucie. Po meczu odebrał statuetkę dla najlepszego zawodnika turnieju. Z 4 bramkami zajął trzecie miejsce w klasyfikacji strzelców (ex aequo z Neymarem i Robinem van Persiem).

### Lata 2015–2017

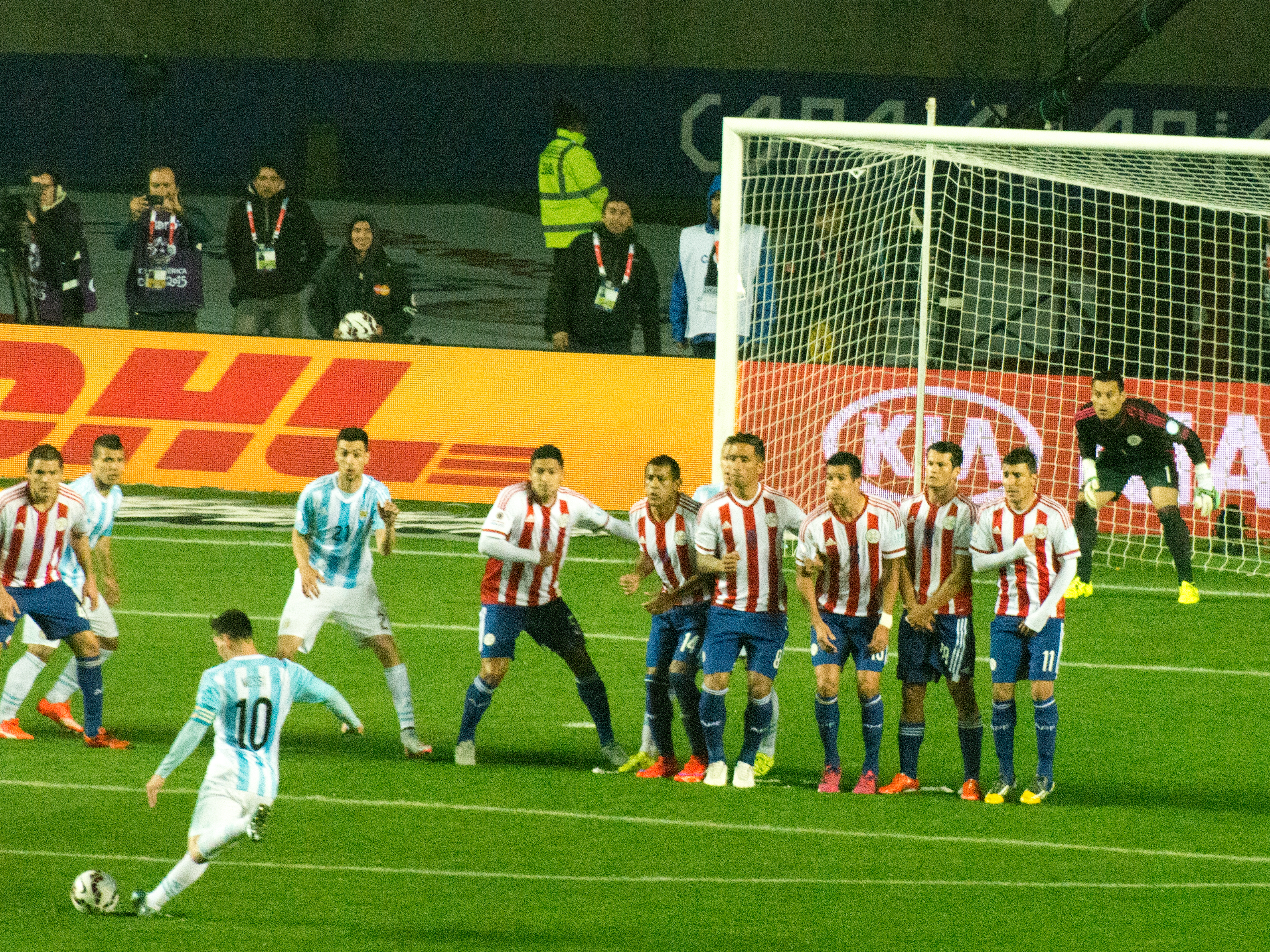
Messi podczas meczu Copa América 2015 przeciwko Paragwajowi

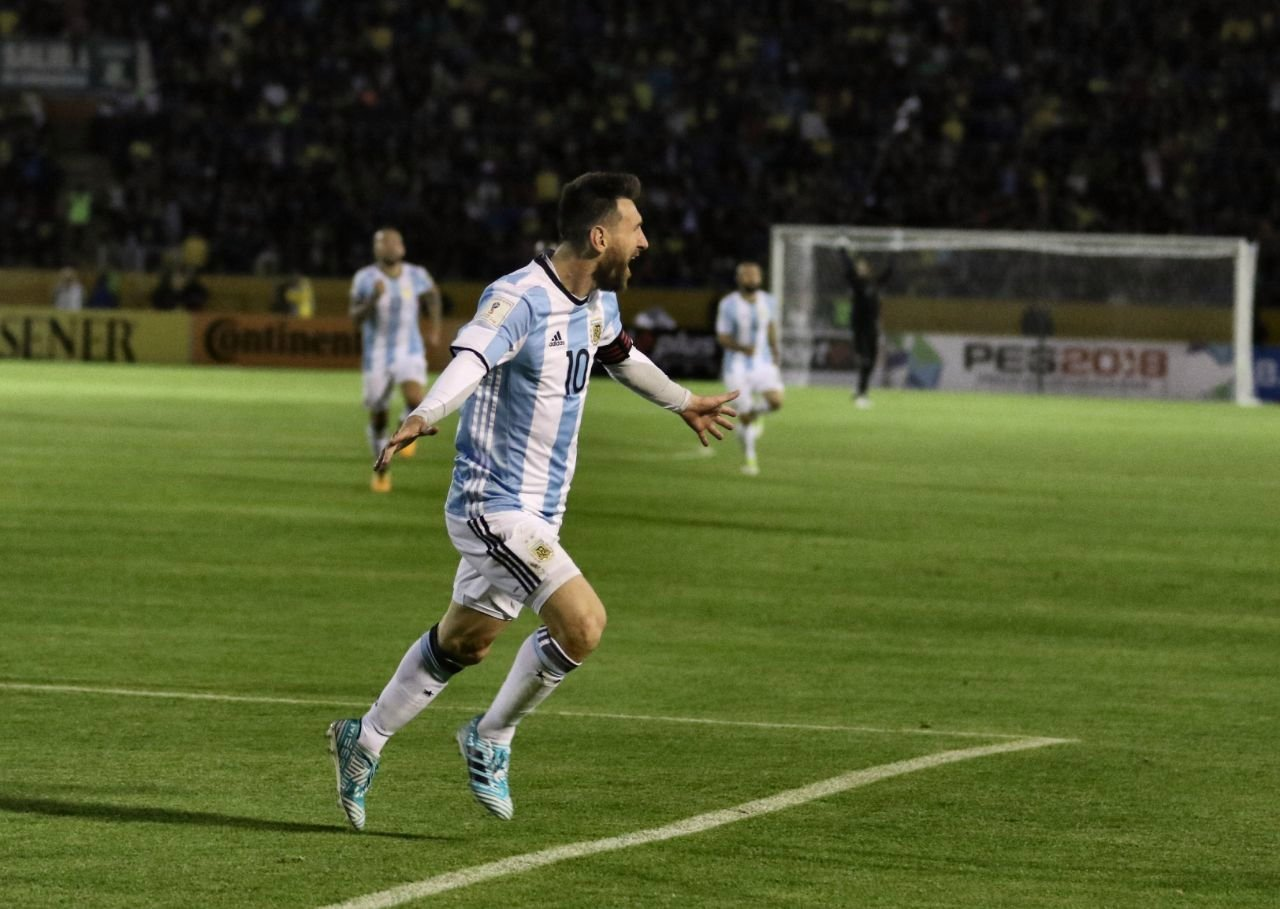
Messi podczas spotkania z Ekwadorem (2017)

Copa América 2015 rozpoczął od remisu 2:2 z Paragwajem, gdzie strzelił jedyną bramkę w turnieju. W drugim meczu Argentyna pokonała 1:0 mistrzów z 2011, reprezentację Urugwaju. Rozgrywając trzeci mecz fazy grupowej, Lionel Messi wystąpił po raz 100. dla narodowej drużyny, mając na koncie 46 goli, tym samym zostając piątym Argentyńczykiem, który rozegrał 100 meczów dla reprezentacji swojego kraju. W ćwierćfinale Argentyna zwyciężyła po doliczonym czasie gry w rzutach karnych (5:4) z Kolumbią. W półfinale, w którym Argentyna pokonała 6:1 reprezentację Paragwaju, Messi okazał się świetnym rozgrywającym, notując trzy asysty i zbierając owacje od kibiców. Finał został rozegrany przeciwko Chile. Argentyna przystępowała do meczu jako faworyt, jednakże po zakończeniu meczu bezbramkowym remisem, Argentyńczycy polegli w konkursie rzutów karnych 1:4. Messi został jedynym ze swojego zespołu, który wykorzystał „jedenastkę”. Po zakończonym turnieju został wybrany MVP Copa América 2015, które jednak odrzucił.
4 września w towarzyskim meczu z Boliwią (7:0) strzelił dwie bramki. 29 marca 2016, strzelając gola przeciwko reprezentacji Boliwii (2:0), zanotował swoje 50. trafienie w narodowych barwach, czyniąc to jako drugi Argentyńczyk, po Gabrielu Batistucie.
Z powodu kontuzji, jaką Messi doznał w meczu towarzyskim z Hondurasem (1:0), jego występ na Copa América 2016 był zagrożony. W pierwszym meczu fazy grupowej (przeciwko Chile), Messi przebywał na ławce rezerwowych, koncentrując się na przygotowaniach do kolejnego meczu. W drugim spotkaniu, wygranym 5:0 z Panamą, Messi wszedł na boisko w 61. minucie, a zaledwie 19 minut później świętował zdobycie hat tricka, później notując jeszcze asystę przy trafieniu Sergio Agüero. Za znakomity występ został wybrany najlepszym zawodnikiem meczu. W ostatnim starciu fazy grupowej, Argentyna wygrała 3:0 z Boliwią. Z 9 punktami Argentyńczycy pewnie awansowali do fazy pucharowej. 19 czerwca Argentyna rozegrała mecz ćwierćfinału z Wenezuelą. W trakcie spotkania, Messi strzelił gola i zanotował dwie asysty, czym zapracował na kolejny tytuł mvp spotkania. Trafienie przeciwko Wenezueli było jego 54. w barwach narodowej drużyny; wyrównał tym samym rekord Gabriela Batistuty, który był dotychczasowym najskuteczniejszym zawodnikiem w historii reprezentacji Argentyny. Rekord ten pobił 3 dni później, kiedy to w meczu półfinałowym ze Stanami Zjednoczonymi (4:0) strzelił gola z rzutu wolnego; w meczu zanotował także dwie asysty. Za dobrą postawę został ponownie nagrodzony tytułem mvp meczu.
26 czerwca rozegrano finał turnieju, gdzie spotkały się te same drużyny (Argentyna i Chile) z poprzedniej edycji. Spotkanie zakończyło się przegraną 2:4 w serii rzutów karnych, a Messi był jednym z dwóch Argentyńczyków, którzy nie strzelili swojej „jedenastki”. Był to jego trzeci z rzędu, a czwarty łącznie przegrany finał w barwach Argentyny. Po przegranym meczu, Messi zdecydował się na rezygnację z gry dla reprezentacji Argentyny. W oświadczeniu napisał: „To ciężka chwila do analizowania. Przede wszystkim jednak już wystarczy. Dla mnie skończyła się reprezentacja”. Turniej zakończył z 5 golami, zostając wicekrólem strzelców, tuż za Eduardo Vargasem (6 goli), z 4 asystami został królem asyst (ex aequo z Jorge Valdivią). Łącznie uzbierał trzy nagrody najlepszego zawodnika meczu, lecz Złota Piłka dla najlepszego zawodnika turnieju trafiła do Alexisa Sáncheza.
Po ogłoszeniu decyzji o zakończeniu kariery reprezentacyjnej, w Argentynie rozpoczęła się kampania, która miała przekonać Messiego do powrotu do gry dla reprezentacji. Po przyjeździe do Argentyny, Messi został powitany hasłami „Nie odchodź, Leo”. W akcję włączył się także prezydent Argentyny Mauricio Macri oraz prezydent Buenos Aires Horacio Rodríguez Larreta. Dopiero po spotkaniu z nowym selekcjonerem reprezentacji Argentyny, Edgardo Bauzą, zdecydował się wrócić do reprezentacji. 1 września, w pierwszym meczu po powrocie do reprezentacji, strzelił zwycięską bramkę przeciwko reprezentacji Urugwaju (1:0) w ramach eliminacji do Mistrzostw Świata 2018. 10 października, w meczu rozgrywanym w Quito, skompletował hat tricka przeciwko reprezentacji Ekwadoru (3:1). Była to pierwsza od 2001 wygrana w stolicy Ekwadoru; zwycięstwo zapewniło także Argentynie awans na Mistrzostwa Świata 2018.

### Lata 2018–2019

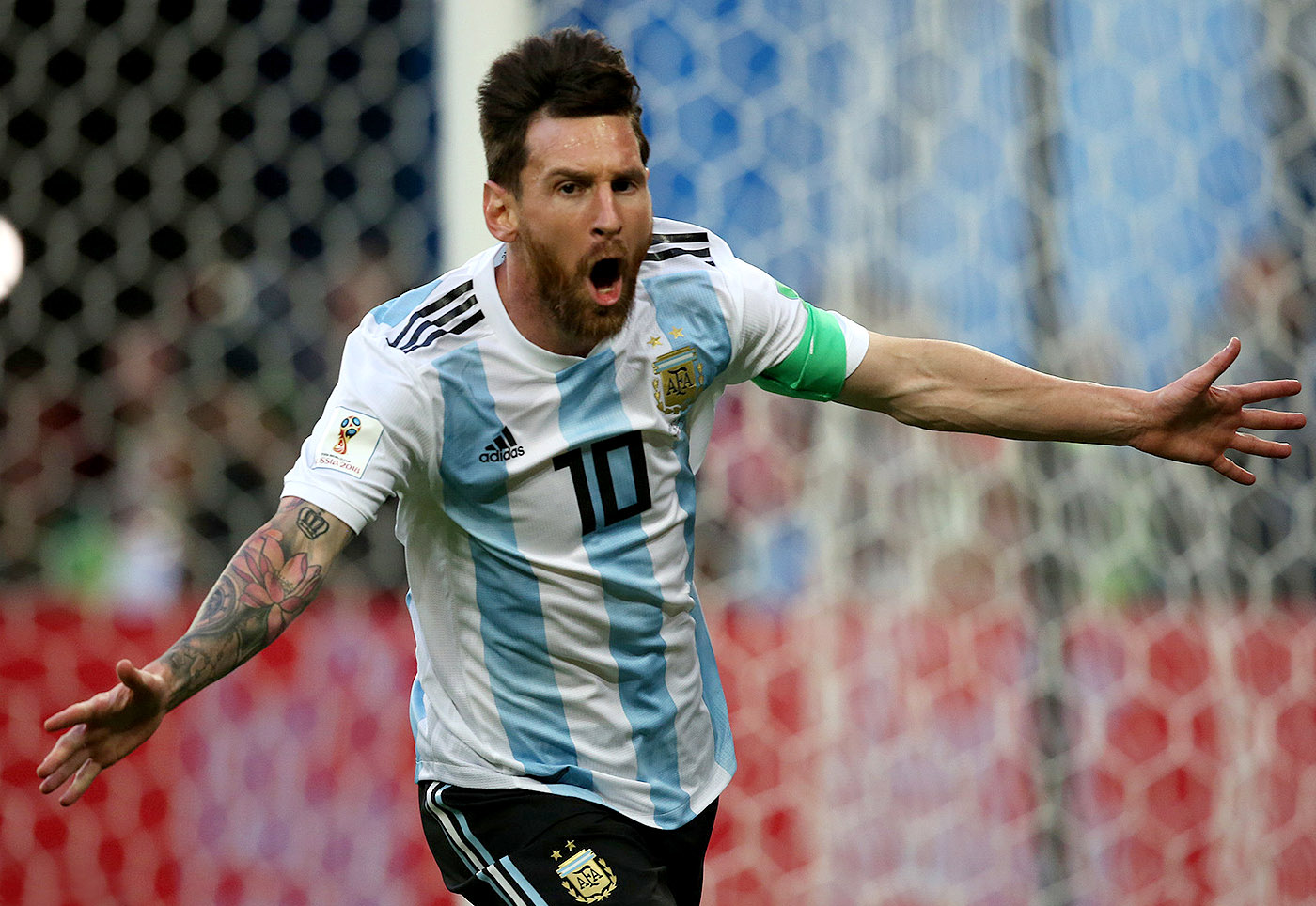
Messi celebrujący swoje trafienie przeciwko Nigerii podczas Mistrzostw Świata 2018

29 maja 2018 strzelił trzy gole w meczu towarzyskim z reprezentacją Haiti (4:0).
12 czerwca znalazł się na liście powołanych przez Jorge Sampaoliego na Mistrzostwa Świata 2018. Mundial w Rosji rozpoczął od meczu fazy grupowej z Islandią. Spotkanie zakończyło się remisem 1:1, a Messi nie wykorzystał rzutu karnego. W drugim meczu Argentyna przegrała z reprezentacją Chorwacji 3:0. Z 1 punktem po dwóch meczach, Argentyna musiała wygrać ostatni mecz fazy grupowej, aby awansować do fazy pucharowej. Decydujące starcie przeciwko Nigerii zakończyło się wygraną 2:1; Messi strzelił pierwszą bramkę (w 14. minucie) i dostał nagrodę dla najlepszego zawodnika meczu. Z 4 punktami, Argentyna awansowała za Chorwacją (z 9 punktami) do fazy pucharowej.
30 czerwca rozegrał mecz 1/8 finału przeciwko Francji. W przegranym 3:4 spotkaniu, Lionel Messi dwukrotnie asystował (przy golach Gabriela Mercado i Sergio Agüero). Z dwoma asystami został królem asystentów (Ex aequo z Éverem Banegą, Kevinem De Bruyne, Edenem Hazardem, Thomasem Meunierem, Yourim Tielemansem, Philippe Coutinho, Juanem Fernando Quintero, Jamesem Rodríguezem, Antoinem Griezmannem, Lucasem Hernándezem, Artiomem Dziubą, Aleksandrem Gołowinem, Viktorem Claessonem, Wahbim Khazrim i Carlosem Sánchezem).
Argentyna rozpoczęła Copa América 2019 od przegrania 2:0 z Kolumbią. W drugim meczu fazy grupowej grupy B, Messi wykorzystał rzut karny w 57. minucie, tym samym zapewniając swojemu zespołowi remis 1:1 z reprezentacją Paragwaju; było to jego piąte trafienie przeciwko temu zespołowi – żadnej innej reprezentacji nie strzelał tak często. W trzecim meczu Argentyna zwyciężyła z Katarem (2:0) i awansowała do fazy pucharowej turnieju.
W ćwierćfinale Albiceleste pokonali Wenezuelę 2:0, jednakże Messi był krytykowany za słaby występ, a sam stwierdził, że nie są to jego najlepsze mistrzostwa. W czasie przegranego starcia o finał z Brazylią (0:2), Messi krytykował pracę sędziów, a później stwierdził, że rozgrywki zostały tak „ustawione”, aby gospodarz je wygrał. W starciu o trzecie miejsce, Messi asystował w 12. minucie przy bramce Sergio Agüero, lecz już w 37. minucie został wyrzucony z boiska za sprzeczkę z chijiskim obrońcą Gary Medelem. Pomimo zwycięstwa 2:1, Messi odrzucił odebranie brązowego medalu, a w pomeczowym wywiadzie przyznał, że jego komentarze z poprzedniego spotkania poskutkowały czerwoną kartką. Później Messi przeprosił za swoje komentarze, lecz CONMEBOL ukarał go grzywną 1500 $ i opuszczeniem jednego reprezentacyjnego meczu. 15 listopada zdobył bramkę w wygranym 1:0 meczu Superclásico de las Américas z Brazylią.

### Lata 2020–2021
8 października 2020 strzelił gola z rzutu karnego w meczu eliminacji do MŚ 2022 z Ekwadorem (1:0).
10 czerwca 2021 został powołany przez Lionela Scaloniego na Copa América 2021. Pierwszy mecz turnieju, Messi rozegrał 14 czerwca przeciwko reprezentacji Chile (1:1), jednocześnie strzelając swoją pierwszą bramkę na turnieju; za dobry występ zgarnął później nagrodę mvp spotkania. Wystąpił w drugim meczu fazy grupowej, gdzie Argentyna wygrała 1:0 z Urugwajem, a Messi asystował przy golu Guido Rodrígueza i ponownie został wyróżniony tytułem najlepszego zawodnika meczu. W trzecim meczu Argentyna pokonała Paragwaj 1:0, a Messi rozgrywając spotkanie, zrównał się z Javierem Mascherano w liczbie występów dla reprezentacji (147 meczów). Rekord ten pobił 29 czerwca w ostatnim meczu fazy grupowej przeciwko Boliwii (4:1), gdzie strzelił dwa gole i zanotował asystę (przy golu Papu Gómeza), a po meczu zdobył trzecią statuetkę dla mvp spotkania.
W ćwierćfinale, rozegranym 4 lipca, Argentyna zmierzyła się z reprezentacją Ekwadoru. Argentyńczycy wygrali 3:0, a Lionel Messi brał udział we wszystkich bramkach swojego zespołu: strzelił gola z rzutu wolnego i zanotował dwie asysty; po zakończeniu się spotkania czwarty raz dostał nagrodę mvp meczu. 7 lipca w półfinale przeciwko Kolumbii rozegrał 150. mecz dla narodowej drużyny, w którym zanotował asystę przy golu Lautaro Martíneza, a Argentyna awansowała do finału po wygranym 3:2 konkursie rzutów karnych, w którym Messi wykorzystał swoją „jedenastkę”. W finale Argentyna zmierzyła się z gospodarzem turnieju, Brazylią i wygrała 1:0 po golu Ángela Di Maríi. Triumf na Copa América 2021 był pierwszym seniorskim reprezentacyjnym trofeum Messiego i pierwszym od 1993 triumfem Argentyny na Copa América. Z 4 golami i 5 asystami został najlepszym zawodnikiem turnieju, królem strzelców (razem z Luisem Díazem), jednakże to Messi zgarnął nagrodę Złotego Buta dla najskuteczniejszego zawodnika (Luis Díaz nie dostał nagrody z uwagi na większą liczbę asyst Messiego) i został królem asyst.
9 września 2021 strzelił hat tricka w meczu eliminacji do Mistrzostw Świata 2022 z Boliwią. Trzy trafienia pozwoliły mu wyprzedzić Pelégo i, z 79 golami, stać się najskuteczniejszym strzelcem w historii strefy CONMEBOL.

### Od 2022
1 czerwca 2022 zanotował dwie asysty w wygranym 3:0 meczu z reprezentacją Włoch o Superpuchar CONMEBOL–UEFA. 5 czerwca w meczu towarzyskim z reprezentacją Estonii strzelił 5 bramek. Ten wyczyn pozwolił mu wyprzedzić Ferenca Puskása w klasyfikacji najskuteczniejszych strzelców reprezentacyjnych i awansować na 4. miejsce za: Moktarem Daharim (89 goli), Alim Daeim (109) i Cristiano Ronaldo (117). Został ponadto trzecim piłkarzem w historii reprezentacji Argentyny, który zdobył 5 goli w jednym meczu po: Juanie Marvezzim (w 1941) oraz José Manuelu Moreno (w 1942). 23 września zanotował dublet w meczu z Hondurasem (3:0). 27 września zdobył dwa gole w meczu z Jamajką (3:0) i dorobkiem 90. bramek awansował na 3. miejsce najlepszych strzelców reprezentacyjnych.

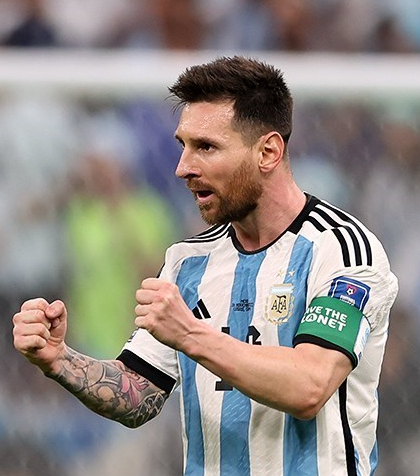
Messi podczas meczu z Meksykiem (2:0) na Mistrzostwach Świata 2022

21 października 2022 został powołany przez Lionela Scaloniego do szerokiej kadry na Mistrzostwa Świata 2022 w Katarze, a 11 listopada do ścisłego składu. 22 listopada w pierwszym meczu fazy grupowej grupy C przeciwko Arabii Saudyjskiej (1:2) otworzył wynik, strzelając z rzutu karnego. W drugim meczu fazy grupowej z Meksykiem ponownie otworzył wynik, strzelając gola z ok. 20 metrów, a starcie zakończyło się zwycięstwem 2:0. W trzecim meczu, z reprezentacją Polski, nie strzelił bramki z rzutu karnego, który został obroniony przez Wojciecha Szczęsnego, ale jego drużyna wygrała 2:0, dzięki czemu awansowała do fazy pucharowej.

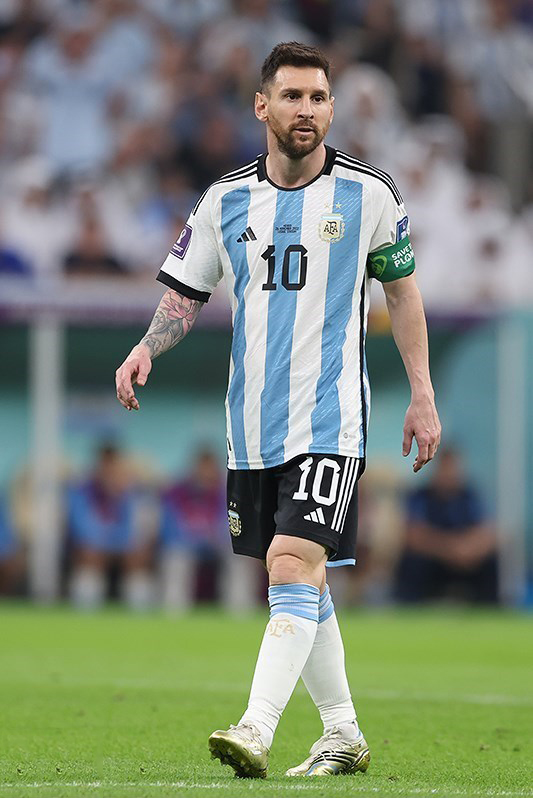
Messi podczas Mistrzostw Świata 2022

3 grudnia w wygranym 2:1 meczu 1/8 finału z Australią strzelił gola, a rozgrywając spotkanie, został zawodnikiem z 1000. meczów na koncie; wyrównał również osiągnięcie Ivána Hurtado, z którym dotychczas dzierżył rekord największej liczby występów ze strefy CONMEBOL. 9 grudnia wystąpił w meczu ćwierćfinału przeciwko reprezentacji Holandii, w którym strzelił gola i zanotował asystę przy trafieniu Nahuela Moliny, a później w serii rzutów karnych skutecznie wykorzystał swoją „jedenastkę” i dzięki wygranej 4:3 awansował do półfinału. Tam zmierzył się z Chorwacją, a podczas spotkania strzelił gola z rzutu karnego w 34. minucie spotkania, a później asystował przy bramce Juliána Álvareza na 3:0, dzięki czemu dokonał znacznego wkładu w zwycięstwo 3:0. Mecz półfinału był jego 25. na Mundialu, zrównał się tym samym z Lotharem Matthäusem w liczbie występów w Pucharze Świata. Przed finałowym meczem zapowiedział, że będzie to jego ostatni mecz na Mistrzostwach Świata.
18 grudnia 2022 zmierzył się w finale z reprezentacją Francji. Wyszedł w podstawowym składzie drużyny, a w 23. minucie, pokonując bramkarza rywali Hugo Llorisa, strzałem z rzutu karnego otworzył wynik spotkania. Po remisie 2:2 w podstawowym czasie strzelił gola na 3:2 w 109. minucie. Z powodu wyrównującej bramki Kyliana Mbappé doszło do konkursu rzutów karnych, w których Argentyna wygrała 4:2, a Messi strzelił gola jako pierwszy z drużyny. Po meczu odebrał statuetkę dla najlepszego piłkarza turnieju, a później trofeum Pucharu Świata FIFA. Turniej zakończył z 7 golami i 3 asystami, zostając wicekrólem strzelców (za Kylianem Mbappé, który zdobył 8 bramek) i królem asystentów (razem z Antoinem Griezmannem, Bruno Fernandesem, Harrym Kane’em, Ivanem Perišićem).
Rok zakończył z 18 trafieniami, co pozwoliło mu pobić jego rekord z 2012 roku, kiedy to zanotował 12 goli.
23 marca 2023 strzelił bramkę z rzutu wolnego w wygranym 2:0 meczu towarzyskim z reprezentacją Panamy. Było to jego 800. trafienie w karierze seniorskiej. 28 marca, podczas wygranego 7:0 meczu towarzyskiego z reprezentacją Curaçao, Lionel Messi zanotował swoje 100, 101 i 102. trafienie w narodowej drużynie, tym samym zostając trzecim piłkarzem w historii, który strzelił 100 goli dla reprezentacji kraju. 18 października, w meczu eliminacji do Mistrzostw Świata 2026 przeciwko reprezentacji Peru (2:0), Messi strzelił dwa gole i z 31 golami na koncie w eliminacjach do MŚ stał się samodzielnym liderem tej klasyfikacji w strefie CONMEBOL, wyprzedzając Luisa Suáreza, z którym dzielił ten rekord.
15 czerwca 2024 został powołany na turniej Copa América 2024 rozgrywanym w Stanach Zjednoczonych. 20 czerwca w pierwszym meczu grupowym i zarazem meczu otwarcia rozegrał całe spotkanie wygrane z Kanadą 2:0 i zaliczył asystę przy drugim golu. 25 czerwca w drugim meczu grupowym przeciwko Chile zagrał całe spotkanie, gdzie Argentyna zapewniła sobie awans do ćwierćfinału, wygrywając 1:0 po golu Lautaro Martíneza. 29 czerwca w trzecim meczu grupowym wygranym 2:0 z Peru i zapewniając wyjście z grupy z pierwszego miejsca z 9 punktami w grupie, nie zagrał z powodu kontuzji. 4 lipca w meczu ćwierćfinałowym zakończonym remisem 1:1 przeciwko reprezentacji Ekwadoru nie wykorzystał jedenastki w serii rzutów karnych, gdzie Argentyna wygrała w karnych 4:2, awansując do półfinału. 9 lipca w meczu półfinałowym przeciwko Kanadzie strzelił gola w 51' minucie spotkania na 2:0 i tym samym awansując do finału turnieju. 14 lipca w finale Copa America 2024 przeciwko Kolumbii w 66' minucie musiał opuścić boisko z powodu urazu kostki, w dogrywce 112' minucie meczu Lautaro Martínez strzelił gola na wagę zwycięstwa i powtórzyła dokonanie Hiszpanii z lat 2008–2012, kiedy „La Roja” została dwa razy z rzędu mistrzem kontynentu, a w międzyczasie triumfowała także w mundialu, a także tym samym stając się najbardziej utytułowanym zawodnikiem w historii. Jego gablotę zdobi już 45 trofeów, wliczając w to również nagrody indywidualne.
15 października 2024 w meczu eliminacji do Mistrzostw Świata 2026 przeciwko Boliwii strzelił hat tricka i zaliczył dwie asysty przy golach Lautaro Martíneza i Juliána Álvareza.

## Statystyki

### Klubowe
| Sezon     | Klub           | Liga      | Liga  | Liga |
| Sezon     | Klub           | Liga      | Mecze | Gole |
| --------- | -------------- | --------- | ----- | ---- |
| 2003/2004 | FC Barcelona C | Tercera   | 10    | 5    |
| 2003/2004 | FC Barcelona B | Segunda B | 5     | 0    |
| 2004/2005 | FC Barcelona B | Segunda B | 17    | 6    |
| Ogólnie   | Ogólnie        | Ogólnie   | 32    | 11   |

| Szczegółowe informacje o spotkaniach (stan na 17.08.2025) | Szczegółowe informacje o spotkaniach (stan na 17.08.2025) | Szczegółowe informacje o spotkaniach (stan na 17.08.2025) | Szczegółowe informacje o spotkaniach (stan na 17.08.2025) | Szczegółowe informacje o spotkaniach (stan na 17.08.2025) | Szczegółowe informacje o spotkaniach (stan na 17.08.2025) | Szczegółowe informacje o spotkaniach (stan na 17.08.2025) | Szczegółowe informacje o spotkaniach (stan na 17.08.2025) | Szczegółowe informacje o spotkaniach (stan na 17.08.2025) | Szczegółowe informacje o spotkaniach (stan na 17.08.2025) | Szczegółowe informacje o spotkaniach (stan na 17.08.2025) | Szczegółowe informacje o spotkaniach (stan na 17.08.2025) | Szczegółowe informacje o spotkaniach (stan na 17.08.2025) | Szczegółowe informacje o spotkaniach (stan na 17.08.2025) | Szczegółowe informacje o spotkaniach (stan na 17.08.2025) | Szczegółowe informacje o spotkaniach (stan na 17.08.2025) | Szczegółowe informacje o spotkaniach (stan na 17.08.2025) | Szczegółowe informacje o spotkaniach (stan na 17.08.2025) | Szczegółowe informacje o spotkaniach (stan na 17.08.2025) | Szczegółowe informacje o spotkaniach (stan na 17.08.2025) | Szczegółowe informacje o spotkaniach (stan na 17.08.2025) | Szczegółowe informacje o spotkaniach (stan na 17.08.2025) | Szczegółowe informacje o spotkaniach (stan na 17.08.2025) | Szczegółowe informacje o spotkaniach (stan na 17.08.2025) | Szczegółowe informacje o spotkaniach (stan na 17.08.2025) | Szczegółowe informacje o spotkaniach (stan na 17.08.2025) |
| Sezon                                                     | Klub                                                      | Liga                                                      | Liga                                                      | Liga                                                      | Puchar kraju                                              | Puchar kraju                                              | Puchar kraju                                              | Kontynentalne                                             | Kontynentalne                                             | Kontynentalne                                             | Superpuchar                                               | Superpuchar                                               | Superpuchar                                               | Superpuchar Europy                                        | Superpuchar Europy                                        | Superpuchar Europy                                        | Klubowe MŚ                                                | Klubowe MŚ                                                | Klubowe MŚ                                                | Inne                                                      | Inne                                                      | Inne                                                      | Ogólnie                                                   | Ogólnie                                                   | Ogólnie                                                   |
| Sezon                                                     | Klub                                                      | Mecze                                                     | Bramki                                                    | Asysty                                                    | Mecze                                                     | Bramki                                                    | Asysty                                                    | Mecze                                                     | Bramki                                                    | Asysty                                                    | Mecze                                                     | Bramki                                                    | Asysty                                                    | Mecze                                                     | Bramki                                                    | Asysty                                                    | Mecze                                                     | Bramki                                                    | Asysty                                                    | Mecze                                                     | Bramki                                                    | Asysty                                                    | Mecze                                                     | Bramki                                                    | Asysty                                                    |
| --------------------------------------------------------- | --------------------------------------------------------- | --------------------------------------------------------- | --------------------------------------------------------- | --------------------------------------------------------- | --------------------------------------------------------- | --------------------------------------------------------- | --------------------------------------------------------- | --------------------------------------------------------- | --------------------------------------------------------- | --------------------------------------------------------- | --------------------------------------------------------- | --------------------------------------------------------- | --------------------------------------------------------- | --------------------------------------------------------- | --------------------------------------------------------- | --------------------------------------------------------- | --------------------------------------------------------- | --------------------------------------------------------- | --------------------------------------------------------- | --------------------------------------------------------- | --------------------------------------------------------- | --------------------------------------------------------- | --------------------------------------------------------- | --------------------------------------------------------- | --------------------------------------------------------- |
| 2004/2005                                                 | FC Barcelona                                              | 7                                                         | 1                                                         | 0                                                         | 1                                                         | 0                                                         | 0                                                         | 1                                                         | 0                                                         | 0                                                         | –                                                         | –                                                         | –                                                         | –                                                         | –                                                         | –                                                         | –                                                         | –                                                         | –                                                         | –                                                         | –                                                         | –                                                         | 9                                                         | 1                                                         | 0                                                         |
| 2005/2006                                                 | FC Barcelona                                              | 17                                                        | 6                                                         | 2                                                         | 2                                                         | 1                                                         | 0                                                         | 6                                                         | 1                                                         | 1                                                         | 0                                                         | 0                                                         | 0                                                         | –                                                         | –                                                         | –                                                         | –                                                         | –                                                         | –                                                         | –                                                         | –                                                         | –                                                         | 25                                                        | 8                                                         | 3                                                         |
| 2006/2007                                                 | FC Barcelona                                              | 26                                                        | 14                                                        | 2                                                         | 2                                                         | 2                                                         | 1                                                         | 5                                                         | 1                                                         | 0                                                         | 2                                                         | 0                                                         | 0                                                         | 1                                                         | 0                                                         | 0                                                         | 0                                                         | 0                                                         | 0                                                         | –                                                         | –                                                         | –                                                         | 36                                                        | 17                                                        | 3                                                         |
| 2007/2008                                                 | FC Barcelona                                              | 28                                                        | 10                                                        | 12                                                        | 3                                                         | 0                                                         | 0                                                         | 9                                                         | 6                                                         | 1                                                         | –                                                         | –                                                         | –                                                         | –                                                         | –                                                         | –                                                         | –                                                         | –                                                         | –                                                         | –                                                         | –                                                         | –                                                         | 40                                                        | 16                                                        | 13                                                        |
| 2008/2009                                                 | FC Barcelona                                              | 31                                                        | 23                                                        | 11                                                        | 8                                                         | 6                                                         | 1                                                         | 12                                                        | 9                                                         | 5                                                         | –                                                         | –                                                         | –                                                         | –                                                         | –                                                         | –                                                         | –                                                         | –                                                         | –                                                         | –                                                         | –                                                         | –                                                         | 51                                                        | 38                                                        | 17                                                        |
| 2009/2010                                                 | FC Barcelona                                              | 35                                                        | 34                                                        | 10                                                        | 3                                                         | 1                                                         | 0                                                         | 11                                                        | 8                                                         | 0                                                         | 1                                                         | 2                                                         | 0                                                         | 1                                                         | 0                                                         | 1                                                         | 2                                                         | 2                                                         | 0                                                         | –                                                         | –                                                         | –                                                         | 53                                                        | 47                                                        | 11                                                        |
| 2010/2011                                                 | FC Barcelona                                              | 33                                                        | 31                                                        | 18                                                        | 7                                                         | 7                                                         | 2                                                         | 13                                                        | 12                                                        | 3                                                         | 2                                                         | 3                                                         | 0                                                         | –                                                         | –                                                         | –                                                         | –                                                         | –                                                         | –                                                         | –                                                         | –                                                         | –                                                         | 55                                                        | 53                                                        | 23                                                        |
| 2011/2012                                                 | FC Barcelona                                              | 37                                                        | 50                                                        | 16                                                        | 7                                                         | 3                                                         | 4                                                         | 11                                                        | 14                                                        | 6                                                         | 2                                                         | 3                                                         | 2                                                         | 1                                                         | 1                                                         | 1                                                         | 2                                                         | 2                                                         | 1                                                         | –                                                         | –                                                         | –                                                         | 60                                                        | 73                                                        | 30                                                        |
| 2012/2013                                                 | FC Barcelona                                              | 32                                                        | 46                                                        | 12                                                        | 5                                                         | 4                                                         | 1                                                         | 11                                                        | 8                                                         | 2                                                         | 2                                                         | 2                                                         | 0                                                         | –                                                         | –                                                         | –                                                         | –                                                         | –                                                         | –                                                         | –                                                         | –                                                         | –                                                         | 50                                                        | 60                                                        | 15                                                        |
| 2013/2014                                                 | FC Barcelona                                              | 31                                                        | 28                                                        | 11                                                        | 6                                                         | 5                                                         | 3                                                         | 7                                                         | 8                                                         | 0                                                         | 2                                                         | 0                                                         | 0                                                         | –                                                         | –                                                         | –                                                         | –                                                         | –                                                         | –                                                         | –                                                         | –                                                         | –                                                         | 46                                                        | 41                                                        | 14                                                        |
| 2014/2015                                                 | FC Barcelona                                              | 38                                                        | 43                                                        | 18                                                        | 6                                                         | 5                                                         | 4                                                         | 13                                                        | 10                                                        | 5                                                         | –                                                         | –                                                         | –                                                         | –                                                         | –                                                         | –                                                         | –                                                         | –                                                         | –                                                         | –                                                         | –                                                         | –                                                         | 57                                                        | 58                                                        | 27                                                        |
| 2015/2016                                                 | FC Barcelona                                              | 33                                                        | 26                                                        | 16                                                        | 5                                                         | 5                                                         | 6                                                         | 7                                                         | 6                                                         | 1                                                         | 2                                                         | 1                                                         | 0                                                         | 1                                                         | 2                                                         | 0                                                         | 1                                                         | 1                                                         | 0                                                         | –                                                         | –                                                         | –                                                         | 49                                                        | 41                                                        | 23                                                        |
| 2016/2017                                                 | FC Barcelona                                              | 34                                                        | 37                                                        | 9                                                         | 7                                                         | 5                                                         | 3                                                         | 9                                                         | 11                                                        | 2                                                         | 2                                                         | 1                                                         | 2                                                         | –                                                         | –                                                         | –                                                         | –                                                         | –                                                         | –                                                         | –                                                         | –                                                         | –                                                         | 52                                                        | 54                                                        | 16                                                        |
| 2017/2018                                                 | FC Barcelona                                              | 36                                                        | 34                                                        | 12                                                        | 6                                                         | 4                                                         | 4                                                         | 10                                                        | 6                                                         | 2                                                         | 2                                                         | 1                                                         | 0                                                         | –                                                         | –                                                         | –                                                         | –                                                         | –                                                         | –                                                         | –                                                         | –                                                         | –                                                         | 54                                                        | 45                                                        | 18                                                        |
| 2018/2019                                                 | FC Barcelona                                              | 34                                                        | 36                                                        | 13                                                        | 5                                                         | 3                                                         | 2                                                         | 10                                                        | 12                                                        | 3                                                         | 1                                                         | 0                                                         | 1                                                         | –                                                         | –                                                         | –                                                         | –                                                         | –                                                         | –                                                         | –                                                         | –                                                         | –                                                         | 50                                                        | 51                                                        | 19                                                        |
| 2019/2020                                                 | FC Barcelona                                              | 33                                                        | 25                                                        | 21                                                        | 2                                                         | 2                                                         | 1                                                         | 8                                                         | 3                                                         | 3                                                         | 1                                                         | 1                                                         | 0                                                         | –                                                         | –                                                         | –                                                         | –                                                         | –                                                         | –                                                         | –                                                         | –                                                         | –                                                         | 44                                                        | 31                                                        | 25                                                        |
| 2020/2021                                                 | FC Barcelona                                              | 35                                                        | 30                                                        | 9                                                         | 5                                                         | 3                                                         | 1                                                         | 6                                                         | 5                                                         | 2                                                         | 1                                                         | 0                                                         | 0                                                         | –                                                         | –                                                         | –                                                         | –                                                         | –                                                         | –                                                         | –                                                         | –                                                         | –                                                         | 47                                                        | 38                                                        | 12                                                        |
| Ogólnie                                                   | Ogólnie                                                   | 520                                                       | 474                                                       | 192                                                       | 80                                                        | 56                                                        | 33                                                        | 149                                                       | 120                                                       | 36                                                        | 20                                                        | 14                                                        | 5                                                         | 4                                                         | 3                                                         | 2                                                         | 5                                                         | 5                                                         | 1                                                         | 0                                                         | 0                                                         | 0                                                         | 778                                                       | 672                                                       | 269                                                       |
| 2021/2022                                                 | Paris Saint-Germain                                       | 26                                                        | 6                                                         | 14                                                        | 1                                                         | 0                                                         | 0                                                         | 7                                                         | 5                                                         | 0                                                         | –                                                         | –                                                         | –                                                         | –                                                         | –                                                         | –                                                         | –                                                         | –                                                         | –                                                         | –                                                         | –                                                         | –                                                         | 34                                                        | 11                                                        | 14                                                        |
| 2022/2023                                                 | Paris Saint-Germain                                       | 32                                                        | 16                                                        | 16                                                        | 1                                                         | 0                                                         | 0                                                         | 7                                                         | 4                                                         | 4                                                         | 1                                                         | 1                                                         | 0                                                         | –                                                         | –                                                         | –                                                         | –                                                         | –                                                         | –                                                         | –                                                         | –                                                         | –                                                         | 41                                                        | 21                                                        | 20                                                        |
| Ogólnie                                                   | Ogólnie                                                   | 58                                                        | 22                                                        | 30                                                        | 2                                                         | 0                                                         | 0                                                         | 14                                                        | 9                                                         | 4                                                         | 1                                                         | 1                                                         | 0                                                         | 0                                                         | 0                                                         | 0                                                         | 0                                                         | 0                                                         | 0                                                         | 0                                                         | 0                                                         | 0                                                         | 75                                                        | 32                                                        | 34                                                        |
| 2023                                                      | Inter Miami                                               | 6                                                         | 1                                                         | 2                                                         | 1                                                         | 0                                                         | 2                                                         | –                                                         | –                                                         | –                                                         | –                                                         | –                                                         | –                                                         | –                                                         | –                                                         | –                                                         | –                                                         | –                                                         | –                                                         | 7                                                         | 10                                                        | 1                                                         | 14                                                        | 11                                                        | 5                                                         |
| 2024                                                      | Inter Miami                                               | 19                                                        | 20                                                        | 10                                                        | –                                                         | –                                                         | –                                                         | 3                                                         | 2                                                         | 2                                                         | –                                                         | –                                                         | –                                                         | –                                                         | –                                                         | –                                                         | –                                                         | –                                                         | –                                                         | 3                                                         | 1                                                         | 1                                                         | 25                                                        | 23                                                        | 13                                                        |
| 2025                                                      | Inter Miami                                               | 19                                                        | 19                                                        | 8                                                         | –                                                         | –                                                         | –                                                         | 7                                                         | 5                                                         | 0                                                         | –                                                         | –                                                         | –                                                         | –                                                         | –                                                         | –                                                         | 4                                                         | 1                                                         | 0                                                         | 2                                                         | 0                                                         | 2                                                         | 32                                                        | 25                                                        | 10                                                        |
| Ogólnie                                                   | Ogólnie                                                   | 44                                                        | 40                                                        | 20                                                        | 1                                                         | 0                                                         | 2                                                         | 10                                                        | 7                                                         | 2                                                         | 0                                                         | 0                                                         | 0                                                         | 0                                                         | 0                                                         | 0                                                         | 4                                                         | 1                                                         | 0                                                         | 12                                                        | 11                                                        | 4                                                         | 71                                                        | 59                                                        | 28                                                        |
| Ogólnie w karierze                                        | Ogólnie w karierze                                        | 622                                                       | 536                                                       | 242                                                       | 83                                                        | 56                                                        | 35                                                        | 173                                                       | 136                                                       | 42                                                        | 21                                                        | 15                                                        | 5                                                         | 4                                                         | 3                                                         | 2                                                         | 9                                                         | 6                                                         | 1                                                         | 12                                                        | 11                                                        | 4                                                         | 924                                                       | 763                                                       | 331                                                       |

### Gole w piłce klubowej
| Szczegółowe informacje o golach (stan na 17.08.2025) | Szczegółowe informacje o golach (stan na 17.08.2025) | Szczegółowe informacje o golach (stan na 17.08.2025) | Szczegółowe informacje o golach (stan na 17.08.2025) | Szczegółowe informacje o golach (stan na 17.08.2025) | Szczegółowe informacje o golach (stan na 17.08.2025) | Szczegółowe informacje o golach (stan na 17.08.2025) | Szczegółowe informacje o golach (stan na 17.08.2025) |
| Lp.                                                  | Data                                                 | Miejsce                                              | Klub                                                 | Przeciwnik                                           | Gol                                                  | Wynik                                                | Rozgrywki                                            |
| ---------------------------------------------------- | ---------------------------------------------------- | ---------------------------------------------------- | ---------------------------------------------------- | ---------------------------------------------------- | ---------------------------------------------------- | ---------------------------------------------------- | ---------------------------------------------------- |
| 1.                                                   | 1 maja 2005                                          | Barcelona, Hiszpania                                 | FC Barcelona                                         | Albacete Balompié                                    | 2 – 0                                                | 2 – 0                                                | Primera División                                     |
| 2.                                                   | 2 listopada 2005                                     | Barcelona, Hiszpania                                 | FC Barcelona                                         | Panathinaikos                                        | 3 – 0                                                | 5 – 0                                                | Liga Mistrzów UEFA                                   |
| 3.                                                   | 27 listopada 2005                                    | Barcelona, Hiszpania                                 | FC Barcelona                                         | Racing Santander                                     | 2 – 0                                                | 4 – 1                                                | Primera División                                     |
| 4.                                                   | 15 stycznia 2006                                     | Barcelona, Hiszpania                                 | FC Barcelona                                         | Athletic Bilbao                                      | 2 – 1                                                | 2 – 1                                                | Primera División                                     |
| 5.                                                   | 22 stycznia 2006                                     | Barcelona, Hiszpania                                 | FC Barcelona                                         | Deportivo Alavés                                     | 2 – 0                                                | 2 – 0                                                | Primera División                                     |
| 6. 7.                                                | 29 stycznia 2006                                     | Palma, Hiszpania                                     | FC Barcelona                                         | RCD Mallorca                                         | 0 – 2 0 – 3                                          | 0 – 3                                                | Primera División                                     |
| 8.                                                   | 1 lutego 2006                                        | Barcelona, Hiszpania                                 | FC Barcelona                                         | Real Saragossa                                       | 1 – 0                                                | 2 – 1                                                | Puchar Króla                                         |
| 9.                                                   | 18 lutego 2006                                       | Barcelona, Hiszpania                                 | FC Barcelona                                         | Real Betis                                           | 5 – 1                                                | 5 – 1                                                | Primera División                                     |
| 10.                                                  | 28 sierpnia 2006                                     | Vigo, Hiszpania                                      | FC Barcelona                                         | Celta Vigo                                           | 1 – 2                                                | 2 – 3                                                | Primera División                                     |
| 11.                                                  | 9 września 2006                                      | Barcelona, Hiszpania                                 | FC Barcelona                                         | CA Osasuna                                           | 3 – 0                                                | 3 – 0                                                | Primera División                                     |
| 12.                                                  | 27 września 2006                                     | Brema, Niemcy                                        | FC Barcelona                                         | Werder Brema                                         | 1 – 1                                                | 1 – 1                                                | Liga Mistrzów UEFA                                   |
| 13.                                                  | 15 października 2006                                 | Barcelona, Hiszpania                                 | FC Barcelona                                         | Sevilla FC                                           | 3 – 1                                                | 3 – 1                                                | Primera División                                     |
| 14. 15. 16.                                          | 10 marca 2007                                        | Barcelona, Hiszpania                                 | FC Barcelona                                         | Real Madryt                                          | 1 – 1 2 – 2 3 – 3                                    | 3 – 3                                                | Primera División                                     |
| 17.                                                  | 17 marca 2007                                        | Huelva, Hiszpania                                    | FC Barcelona                                         | Recreativo Huelva                                    | 0 – 4                                                | 0 – 4                                                | Primera División                                     |
| 18.                                                  | 31 marca 2007                                        | Barcelona, Hiszpania                                 | FC Barcelona                                         | Deportivo La Coruña                                  | 1 – 0                                                | 2 – 1                                                | Primera División                                     |
| 19. 20.                                              | 18 kwietnia 2007                                     | Barcelona, Hiszpania                                 | FC Barcelona                                         | Getafe CF                                            | 2 – 0 3 – 0                                          | 5 – 2                                                | Puchar Króla                                         |
| 21. 22.                                              | 20 maja 2007                                         | Madryt, Hiszpania                                    | FC Barcelona                                         | Atlético Madryt                                      | 0 – 1 0 – 5                                          | 0 – 6                                                | Primera División                                     |
| 23. 24.                                              | 9 czerwca 2007                                       | Barcelona, Hiszpania                                 | FC Barcelona                                         | RCD Espanyol                                         | 1 – 1 2 – 1                                          | 2 – 2                                                | Primera División                                     |
| 25. 26.                                              | 17 czerwca 2007                                      | Tarragona, Hiszpania                                 | FC Barcelona                                         | Gimnàstic Tarragona                                  | 0 – 2 0 – 4                                          | 1 – 5                                                | Primera División                                     |
| 27.                                                  | 19 września 2007                                     | Barcelona, Hiszpania                                 | FC Barcelona                                         | Olympique Lyon                                       | 2 – 0                                                | 3 – 0                                                | Liga Mistrzów UEFA                                   |
| 28. 29.                                              | 22 września 2007                                     | Barcelona, Hiszpania                                 | FC Barcelona                                         | Sevilla FC                                           | 1 – 0 2 – 0                                          | 2 – 1                                                | Primera División                                     |
| 30. 31.                                              | 26 września 2007                                     | Barcelona, Hiszpania                                 | FC Barcelona                                         | Real Saragossa                                       | 1 – 0 2 – 1                                          | 4 – 1                                                | Primera División                                     |
| 32.                                                  | 29 września 2007                                     | Walencja, Hiszpania                                  | FC Barcelona                                         | Levante UD                                           | 0 – 4                                                | 1 – 4                                                | Primera División                                     |
| 33.                                                  | 2 października 2007                                  | Stuttgart, Niemcy                                    | FC Barcelona                                         | VfB Stuttgart                                        | 0 – 2                                                | 0 – 2                                                | Liga Mistrzów UEFA                                   |
| 34.                                                  | 7 października 2007                                  | Barcelona, Hiszpania                                 | FC Barcelona                                         | Atlético Madryt                                      | 2 – 0                                                | 3 – 0                                                | Primera División                                     |
| 35.                                                  | 28 października 2007                                 | Barcelona, Hiszpania                                 | FC Barcelona                                         | UD Almería                                           | 2 – 0                                                | 2 – 0                                                | Primera División                                     |
| 36.                                                  | 7 listopada 2007                                     | Barcelona, Hiszpania                                 | FC Barcelona                                         | Rangers F.C.                                         | 2 – 0                                                | 2 – 0                                                | Liga Mistrzów UEFA                                   |
| 37,                                                  | 24 listopada 2007                                    | Huelva, Hiszpania                                    | FC Barcelona                                         | Recreativo Huelva                                    | 3 – 0                                                | 3 – 0                                                | Primera División                                     |
| 38.                                                  | 27 listopada 2007                                    | Lyon, Francja                                        | FC Barcelona                                         | Olympique Lyon                                       | 1 – 2                                                | 2 – 2                                                | Liga Mistrzów UEFA                                   |
| 39. 40.                                              | 20 lutego 2008                                       | Glasgow, Szkocja                                     | FC Barcelona                                         | Celtic F.C                                           | 1 – 1 2 – 3                                          | 2 – 3                                                | Liga Mistrzów UEFA                                   |
| 41.                                                  | 24 lutego 2008                                       | Barcelona, Hiszpania                                 | FC Barcelona                                         | Levante UD                                           | 2 – 1                                                | 5 – 1                                                | Primera División                                     |
| 42.                                                  | 4 maja 2008                                          | Barcelona, Hiszpania                                 | FC Barcelona                                         | Valencia CF                                          | 1 – 0                                                | 6 – 0                                                | Primera División                                     |
| 43.                                                  | 13 września 2008                                     | Barcelona, Hiszpania                                 | FC Barcelona                                         | Racing Santander                                     | 1 – 0                                                | 1 – 1                                                | Primera División                                     |
| 44. 45.                                              | 21 września 2008                                     | Gijón, Hiszpania                                     | FC Barcelona                                         | Sporting Gijón                                       | 1 – 5 1 – 6                                          | 1 – 6                                                | Primera División                                     |
| 46.                                                  | 27 września 2008                                     | Barcelona, Hiszpania                                 | FC Barcelona                                         | RCD Espanyol                                         | 1 – 2                                                | 1 – 2                                                | Primera División                                     |
| 47. 48.                                              | 1 października 2008                                  | Donieck, Ukraina                                     | FC Barcelona                                         | Szachtar Donieck                                     | 1 – 1 1 – 2                                          | 1 – 2                                                | Liga Mistrzów UEFA                                   |
| 49.                                                  | 4 października 2008                                  | Barcelona, Hiszpania                                 | FC Barcelona                                         | Atlético Madryt                                      | 6 – 1                                                | 6 – 1                                                | Primera División                                     |
| 50.                                                  | 22 października 2008                                 | Bazylea, Szwajcaria                                  | FC Barcelona                                         | FC Basel                                             | 0 – 1                                                | 0 – 5                                                | Liga Mistrzów UEFA                                   |
| 51.                                                  | 1 listopada 2008                                     | Malaga, Hiszpania                                    | FC Barcelona                                         | Málaga CF                                            | 1 – 2                                                | 1 – 4                                                | Primera División                                     |
| 52.                                                  | 4 listopada 2008                                     | Barcelona, Hiszpania                                 | FC Barcelona                                         | FC Basel                                             | 1 – 0                                                | 1 – 1                                                | Liga Mistrzów UEFA                                   |
| 53.                                                  | 12 listopada 2008                                    | Barcelona, Hiszpania                                 | FC Barcelona                                         | Benidorm CF                                          | 1 – 0                                                | 1 – 0                                                | Puchar Króla                                         |
| 54.                                                  | 16 listopada 2008                                    | Huelva, Hiszpania                                    | FC Barcelona                                         | Recreativo Huelva                                    | 0 – 1                                                | 0 – 2                                                | Primera División                                     |
| 55.                                                  | 26 listopada 2008                                    | Lizbona, Portugalia                                  | FC Barcelona                                         | Sporting CP                                          | 0 – 3                                                | 2 – 5                                                | Liga Mistrzów UEFA                                   |
| 56. 57.                                              | 29 listopada 2008                                    | Sewilla, Hiszpania                                   | FC Barcelona                                         | Sevilla FC                                           | 0 – 2 0 – 3                                          | 0 – 3                                                | Primera División                                     |
| 58.                                                  | 13 grudnia 2008                                      | Barcelona, Hiszpania                                 | FC Barcelona                                         | Real Madryt                                          | 2 – 0                                                | 2 – 0                                                | Primera División                                     |
| 59. 60. 61.                                          | 6 stycznia 2009                                      | Madryt, Hiszpania                                    | FC Barcelona                                         | Atlético Madryt                                      | 0 – 1 0 – 2 1 – 3                                    | 1 – 3                                                | Puchar Króla                                         |
| 62.                                                  | 11 stycznia 2009                                     | Pampeluna, Hiszpania                                 | FC Barcelona                                         | CA Osasuna                                           | 2 – 3                                                | 2 – 3                                                | Primera División                                     |
| 63.                                                  | 17 stycznia 2009                                     | Barcelona, Hiszpania                                 | FC Barcelona                                         | Deportivo La Coruña                                  | 1 – 0                                                | 5 – 0                                                | Primera División                                     |
| 64. 65.                                              | 24 stycznia 2009                                     | Barcelona, Hiszpania                                 | FC Barcelona                                         | CD Numancia                                          | 1 – 0 4 – 1                                          | 4 – 1                                                | Primera División                                     |
| 66. 67.                                              | 2 lutego 2009                                        | Santander, Hiszpania                                 | FC Barcelona                                         | Racing Santander                                     | 1 – 1 1 – 2                                          | 1 – 2                                                | Primera División                                     |
| 68.                                                  | 1 marca 2009                                         | Madryt, Hiszpania                                    | FC Barcelona                                         | Atlético Madryt                                      | 0 – 2                                                | 4 – 3                                                | Primera División                                     |
| 69.                                                  | 4 marca 2009                                         | Palma, Hiszpania                                     | FC Barcelona                                         | RCD Mallorca                                         | 1 – 1                                                | 1 – 1                                                | Puchar Króla                                         |
| 70.                                                  | 7 marca 2009                                         | Barcelona, Hiszpania                                 | FC Barcelona                                         | Athletic Bilbao                                      | 2 – 0                                                | 2 – 0                                                | Primera División                                     |
| 71.                                                  | 11 marca 2009                                        | Barcelona, Hiszpania                                 | FC Barcelona                                         | Olympique Lyon                                       | 3 – 0                                                | 5 – 2                                                | Liga Mistrzów UEFA                                   |
| 72.                                                  | 22 marca 2009                                        | Barcelona, Hiszpania                                 | FC Barcelona                                         | Málaga CF                                            | 2 – 0                                                | 6 – 0                                                | Primera División                                     |
| 73. 74.                                              | 8 kwietnia 2009                                      | Barcelona, Hiszpania                                 | FC Barcelona                                         | Bayern Monachium                                     | 1 – 0 3 – 0                                          | 4 – 0                                                | Liga Mistrzów UEFA                                   |
| 75.                                                  | 18 kwietnia 2009                                     | Getafe, Hiszpania                                    | FC Barcelona                                         | Getafe CF                                            | 0 – 1                                                | 0 – 1                                                | Primera División                                     |
| 76.                                                  | 25 kwietnia 2009                                     | Walencja, Hiszpania                                  | FC Barcelona                                         | Valencia CF                                          | 0 – 1                                                | 2 – 2                                                | Primera División                                     |
| 77. 78.                                              | 2 maja 2009                                          | Madryt, Hiszpania                                    | FC Barcelona                                         | Real Madryt                                          | 1 – 3 2 – 5                                          | 2 – 6                                                | Primera División                                     |
| 79.                                                  | 13 maja 2009                                         | Walencja, Hiszpania                                  | FC Barcelona                                         | Athletic Bilbao                                      | 2 – 1                                                | 4 – 1                                                | Puchar Króla                                         |
| 80.                                                  | 27 maja 2009                                         | Rzym, Włochy                                         | FC Barcelona                                         | Manchester United                                    | 2 – 0                                                | 2 – 0                                                | Liga Mistrzów UEFA                                   |
| 81. 82.                                              | 23 sierpnia 2009                                     | Barcelona, Hiszpania                                 | FC Barcelona                                         | Athletic Bilbao                                      | 1 – 0 2 – 0                                          | 3 – 0                                                | Superpuchar Hiszpanii                                |
| 83.                                                  | 12 września 2009                                     | Getafe, Hiszpania                                    | FC Barcelona                                         | Getafe CF                                            | 0 – 2                                                | 0 – 2                                                | Primera División                                     |
| 84. 85.                                              | 19 września 2009                                     | Barcelona, Hiszpania                                 | FC Barcelona                                         | Atlético Madryt                                      | 2 – 0 5 – 2                                          | 5 – 2                                                | Primera División                                     |
| 86. 87.                                              | 22 września 2009                                     | Santander, Hiszpania                                 | FC Barcelona                                         | Racing Santander                                     | 0 – 2 0 – 4                                          | 1 – 4                                                | Primera División                                     |
| 88.                                                  | 29 września 2009                                     | Barcelona, Hiszpania                                 | FC Barcelona                                         | Dynamo Kijów                                         | 1 – 0                                                | 2 – 0                                                | Liga Mistrzów UEFA                                   |
| 89.                                                  | 25 października 2009                                 | Barcelona, Hiszpania                                 | FC Barcelona                                         | Real Saragossa                                       | 5 – 1                                                | 6 – 1                                                | Primera División                                     |
| 90.                                                  | 7 listopada 2009                                     | Barcelona, Hiszpania                                 | FC Barcelona                                         | RCD Mallorca                                         | 4 – 1                                                | 4 – 2                                                | Primera División                                     |
| 91.                                                  | 10 listopada 2009                                    | Barcelona, Hiszpania                                 | FC Barcelona                                         | Cultural Leonesa                                     | 4 – 0                                                | 5 – 0                                                | Puchar Króla                                         |
| 92. 93.                                              | 5 grudnia 2009                                       | A Coruña, Hiszpania                                  | FC Barcelona                                         | Deportivo La Coruña                                  | 0 – 1 1 – 2                                          | 1 – 3                                                | Primera División                                     |
| 94.                                                  | 9 grudnia 2009                                       | Kijów, Ukraina                                       | FC Barcelona                                         | Dynamo Kijów                                         | 1 – 2                                                | 1 – 2                                                | Liga Mistrzów UEFA                                   |
| 95.                                                  | 16 grudnia 2009                                      | Abu Zabi, ZEA                                        | FC Barcelona                                         | Atlante Cancún                                       | 1 – 2                                                | 1 – 3                                                | KMŚ 2009                                             |
| 96.                                                  | 19 grudnia 2009                                      | Abu Zabi, ZEA                                        | FC Barcelona                                         | Estudiantes La Plata                                 | 1 – 2                                                | 1 – 2                                                | KMŚ 2009                                             |
| 97. 98. 99.                                          | 10 stycznia 2010                                     | Teneryfa, Hiszpania                                  | FC Barcelona                                         | CD Tenerife                                          | 0 – 1 0 – 3 0 – 4                                    | 0 – 5                                                | Primera División                                     |
| 100. 101.                                            | 16 stycznia 2010                                     | Barcelona, Hiszpania                                 | FC Barcelona                                         | Sevilla FC                                           | 3 – 0 4 – 0                                          | 4 – 0                                                | Primera División                                     |
| 102.                                                 | 23 stycznia 2010                                     | Valladolid, Hiszpania                                | FC Barcelona                                         | Real Valladolid                                      | 0 – 3                                                | 0 – 3                                                | Primera División                                     |
| 103.                                                 | 6 lutego 2010                                        | Barcelona, Hiszpania                                 | FC Barcelona                                         | Getafe CF                                            | 1 – 0                                                | 2 – 1                                                | Primera División                                     |
| 104.                                                 | 27 lutego 2010                                       | Barcelona, Hiszpania                                 | FC Barcelona                                         | Málaga CF                                            | 2 – 1                                                | 2 – 1                                                | Primera División                                     |
| 105. 106.                                            | 6 marca 2010                                         | Almería, Hiszpania                                   | FC Barcelona                                         | UD Almería                                           | 1 – 1 2 – 2                                          | 2 – 2                                                | Primera División                                     |
| 107. 108. 109.                                       | 14 marca 2010                                        | Barcelona, Hiszpania                                 | FC Barcelona                                         | Valencia CF                                          | 1 – 0 2 – 0 3 – 0                                    | 3 – 0                                                | Primera División                                     |
| 110. 111.                                            | 17 marca 2010                                        | Barcelona, Hiszpania                                 | FC Barcelona                                         | VfB Stuttgart                                        | 1 – 0 3 – 0                                          | 4 – 0                                                | Liga Mistrzów UEFA                                   |
| 112. 113. 114.                                       | 21 marca 2010                                        | Saragossa, Hiszpania                                 | FC Barcelona                                         | Real Saragossa                                       | 0 – 1 0 – 2 0 – 3                                    | 2 – 4                                                | Primera División                                     |
| 115.                                                 | 3 kwietnia 2010                                      | Barcelona, Hiszpania                                 | FC Barcelona                                         | Athletic Bilbao                                      | 4 – 0                                                | 4 – 1                                                | Primera División                                     |
| 116. 117. 118. 119.                                  | 6 kwietnia 2010                                      | Barcelona, Hiszpania                                 | FC Barcelona                                         | Arsenal F.C.                                         | 1 – 1 2 – 1 3 – 1 4 – 1                              | 4 – 1                                                | Liga Mistrzów UEFA                                   |
| 120.                                                 | 10 kwietnia 2010                                     | Madryt, Hiszpania                                    | FC Barcelona                                         | Real Madryt                                          | 0 – 1                                                | 0 – 2                                                | Primera División                                     |
| 121. 122.                                            | 1 maja 2010                                          | Vila-real, Hiszpania                                 | FC Barcelona                                         | Villarreal CF                                        | 0 – 1 1 – 4                                          | 1 – 4                                                | Primera División                                     |
| 123. 124.                                            | 4 maja 2010                                          | Barcelona, Hiszpania                                 | FC Barcelona                                         | CD Tenerife                                          | 1 – 0 4 – 1                                          | 4 – 1                                                | Primera División                                     |
| 125.                                                 | 8 maja 2010                                          | Sewilla, Hiszpania                                   | FC Barcelona                                         | Sevilla FC                                           | 0 – 1                                                | 2 – 3                                                | Primera División                                     |
| 126. 127.                                            | 16 maja 2010                                         | Barcelona, Hiszpania                                 | FC Barcelona                                         | Real Valladolid                                      | 3 – 0 4 – 0                                          | 4 – 0                                                | Primera División                                     |
| 128. 129. 130.                                       | 21 sierpnia 2010                                     | Barcelona, Hiszpania                                 | FC Barcelona                                         | Sevilla FC                                           | 2 – 0 3 – 0 4 – 0                                    | 4 – 0                                                | Superpuchar Hiszpanii                                |
| 131.                                                 | 29 sierpnia 2010                                     | Santander, Hiszpania                                 | FC Barcelona                                         | Racing Santander                                     | 0 – 1                                                | 0 – 3                                                | Primera División                                     |
| 132. 133.                                            | 14 września 2010                                     | Barcelona, Hiszpania                                 | FC Barcelona                                         | Panathinaikos                                        | 1 – 1 3 – 1                                          | 5 – 1                                                | Liga Mistrzów UEFA                                   |
| 134.                                                 | 19 września 2010                                     | Madryt, Hiszpania                                    | FC Barcelona                                         | Atlético Madryt                                      | 0 – 1                                                | 1 – 2                                                | Primera División                                     |
| 135.                                                 | 3 października 2010                                  | Barcelona, Hiszpania                                 | FC Barcelona                                         | RCD Mallorca                                         | 1 – 0                                                | 1 – 1                                                | Primera División                                     |
| 136. 137.                                            | 20 października 2010                                 | Barcelona, Hiszpania                                 | FC Barcelona                                         | FC København                                         | 1 – 0 2 – 0                                          | 2 – 0                                                | Liga Mistrzów UEFA                                   |
| 138. 139.                                            | 23 października 2010                                 | Saragossa, Hiszpania                                 | FC Barcelona                                         | Real Saragossa                                       | 0 – 1 0 – 2                                          | 0 – 2                                                | Primera División                                     |
| 140. 141.                                            | 30 października 2010                                 | Barcelona, Hiszpania                                 | FC Barcelona                                         | Sevilla FC                                           | 1 – 0 4 – 0                                          | 5 – 0                                                | Primera División                                     |
| 142.                                                 | 2 listopada 2010                                     | Kopenhaga, Dania                                     | FC Barcelona                                         | FC København                                         | 0 – 1                                                | 1 – 1                                                | Liga Mistrzów UEFA                                   |
| 143.                                                 | 7 listopada 2010                                     | Getafe, Hiszpania                                    | FC Barcelona                                         | Getafe CF                                            | 0 – 1                                                | 1 – 3                                                | Primera División                                     |
| 144.                                                 | 10 listopada 2010                                    | Barcelona, Hiszpania                                 | FC Barcelona                                         | AD Ceuta FC                                          | 5 – 1                                                | 5 – 1                                                | Puchar Króla                                         |
| 145. 146.                                            | 13 listopada 2010                                    | Barcelona, Hiszpania                                 | FC Barcelona                                         | Villarreal CF                                        | 2 – 1 3 – 1                                          | 3 – 1                                                | Primera División                                     |
| 147. 148. 149.                                       | 20 listopada 2010                                    | Almería, Hiszpania                                   | FC Barcelona                                         | UD Almería                                           | 0 – 1 0 – 5 0 – 7                                    | 0 – 8                                                | Primera División                                     |
| 150.                                                 | 24 listopada 2010                                    | Ateny, Grecja                                        | FC Barcelona                                         | Panathinaikos                                        | 0 – 2                                                | 0 – 3                                                | Liga Mistrzów UEFA                                   |
| 151. 152.                                            | 4 grudnia 2010                                       | Pampeluna, Hiszpania                                 | FC Barcelona                                         | CA Osasuna                                           | 0 – 2 0 – 3                                          | 0 – 3                                                | Primera División                                     |
| 153. 154.                                            | 12 grudnia 2010                                      | Barcelona, Hiszpania                                 | FC Barcelona                                         | Real Sociedad                                        | 3 – 0 4 – 0                                          | 5 – 0                                                | Primera División                                     |
| 155.                                                 | 8 stycznia 2011                                      | A Coruña, Hiszpania                                  | FC Barcelona                                         | Deportivo La Coruña                                  | 0 – 2                                                | 0 – 4                                                | Primera División                                     |
| 156. 157. 158.                                       | 12 stycznia 2011                                     | Barcelona, Hiszpania                                 | FC Barcelona                                         | Real Betis                                           | 1 – 0 2 – 0 3 – 0                                    | 5 – 0                                                | Puchar Króla                                         |
| 159.                                                 | 19 stycznia 2011                                     | Sewilla, Hiszpania                                   | FC Barcelona                                         | Real Betis                                           | 2 – 1                                                | 3 – 1                                                | Puchar Króla                                         |
| 160.                                                 | 22 stycznia 2011                                     | Barcelona, Hiszpania                                 | FC Barcelona                                         | Racing Santander                                     | 2 – 0                                                | 3 – 0                                                | Primera División                                     |
| 161. 162.                                            | 26 stycznia 2011                                     | Barcelona, Hiszpania                                 | FC Barcelona                                         | UD Almería                                           | 1 – 0 3 – 0                                          | 5 – 0                                                | Puchar Króla                                         |
| 163. 164.                                            | 29 stycznia 2011                                     | Alicante, Hiszpania                                  | FC Barcelona                                         | Hércules CF                                          | 0 – 2 0 – 3                                          | 0 – 3                                                | Primera División                                     |
| 165. 166. 167.                                       | 5 lutego 2011                                        | Barcelona, Hiszpania                                 | FC Barcelona                                         | Atlético Madryt                                      | 1 – 0 2 – 0 3 – 0                                    | 3 – 0                                                | Primera División                                     |
| 168.                                                 | 20 lutego 2011                                       | Barcelona, Hiszpania                                 | FC Barcelona                                         | Athletic Bilbao                                      | 2 – 1                                                | 2 – 1                                                | Primera División                                     |
| 169.                                                 | 26 lutego 2011                                       | Palma, Hiszpania                                     | FC Barcelona                                         | RCD Mallorca                                         | 0 – 1                                                | 0 – 3                                                | Primera División                                     |
| 170.                                                 | 2 marca 2011                                         | Walencja, Hiszpania                                  | FC Barcelona                                         | Valencia CF                                          | 0 – 1                                                | 0 – 1                                                | Primera División                                     |
| 171. 172.                                            | 8 marca 2011                                         | Barcelona, Hiszpania                                 | FC Barcelona                                         | Arsenal F.C.                                         | 1 – 0 3 – 1                                          | 3 – 1                                                | Liga Mistrzów UEFA                                   |
| 173. 174.                                            | 9 kwietnia 2011                                      | Barcelona, Hiszpania                                 | FC Barcelona                                         | UD Almería                                           | 1 – 0 3 – 1                                          | 3 – 1                                                | Primera División                                     |
| 175.                                                 | 12 kwietnia 2011                                     | Donieck, Ukraina                                     | FC Barcelona                                         | Szachtar Donieck                                     | 0 – 1                                                | 0 – 1                                                | Liga Mistrzów UEFA                                   |
| 176.                                                 | 16 kwietnia 2011                                     | Madryt, Hiszpania                                    | FC Barcelona                                         | Real Madryt                                          | 0 – 1                                                | 1 – 1                                                | Primera División                                     |
| 177.                                                 | 23 kwietnia 2011                                     | Barcelona, Hiszpania                                 | FC Barcelona                                         | CA Osasuna                                           | 2 – 0                                                | 2 – 0                                                | Primera División                                     |
| 178. 179.                                            | 27 kwietnia 2011                                     | Madryt, Hiszpania                                    | FC Barcelona                                         | Real Madryt                                          | 0 – 1 0 – 2                                          | 0 – 2                                                | Liga Mistrzów UEFA                                   |
| 180.                                                 | 28 maja 2011                                         | Londyn, Wielka Brytania                              | FC Barcelona                                         | Manchester United                                    | 2 – 1                                                | 3 – 1                                                | Liga Mistrzów UEFA                                   |
| 181.                                                 | 14 sierpnia 2011                                     | Madryt, Hiszpania                                    | FC Barcelona                                         | Real Madryt                                          | 1 – 2                                                | 2 – 2                                                | Superpuchar Hiszpanii                                |
| 182. 183.                                            | 17 sierpnia 2011                                     | Barcelona, Hiszpania                                 | FC Barcelona                                         | Real Madryt                                          | 2 – 1 3 – 2                                          | 3 – 2                                                | Superpuchar Hiszpanii                                |
| 184.                                                 | 26 sierpnia 2011                                     | Monako                                               | FC Barcelona                                         | FC Porto                                             | 1 – 0                                                | 2 – 0                                                | Superpuchar UEFA                                     |
| 185. 186.                                            | 29 sierpnia 2011                                     | Barcelona, Hiszpania                                 | FC Barcelona                                         | Villarreal CF                                        | 4 – 0 5 – 0                                          | 5 – 0                                                | Primera División                                     |
| 187. 188. 189.                                       | 17 września 2011                                     | Barcelona, Hiszpania                                 | FC Barcelona                                         | CA Osasuna                                           | 1 – 0 5 – 0 8 – 0                                    | 8 – 0                                                | Primera División                                     |
| 190. 191. 192.                                       | 24 września 2011                                     | Barcelona, Hiszpania                                 | FC Barcelona                                         | Atlético Madryt                                      | 3 – 0 4 – 0 5 – 0                                    | 5 – 0                                                | Primera División                                     |
| 193. 194.                                            | 28 września 2011                                     | Borysów, Białoruś                                    | FC Barcelona                                         | BATE Borysów                                         | 0 – 3 0 – 4                                          | 0 – 5                                                | Liga Mistrzów UEFA                                   |
| 195. 196.                                            | 15 października 2011                                 | Barcelona, Hiszpania                                 | FC Barcelona                                         | Racing Santander                                     | 1 – 0 3 – 0                                          | 3 – 0                                                | Primera División                                     |
| 197. 198. 199.                                       | 29 października 2011                                 | Barcelona, Hiszpania                                 | FC Barcelona                                         | RCD Mallorca                                         | 1 – 0 2 – 0 3 – 0                                    | 5 – 0                                                | Primera División                                     |
| 200. 201. 202.                                       | 1 listopada 2011                                     | Pilzno, Czechy                                       | FC Barcelona                                         | Viktoria Pilzno                                      | 0 – 1 0 – 2 0 – 4                                    | 0 – 4                                                | Liga Mistrzów UEFA                                   |
| 203.                                                 | 6 listopada 2011                                     | Bilbao, Hiszpania                                    | FC Barcelona                                         | Athletic Bilbao                                      | 2 – 2                                                | 2 – 2                                                | Primera División                                     |
| 204.                                                 | 19 listopada 2011                                    | Barcelona, Hiszpania                                 | FC Barcelona                                         | Real Saragossa                                       | 2 – 0                                                | 4 – 0                                                | Primera División                                     |
| 205.                                                 | 23 listopada 2011                                    | Mediolan, Włochy                                     | FC Barcelona                                         | A.C. Milan                                           | 1 – 2                                                | 2 – 3                                                | Liga Mistrzów UEFA                                   |
| 206.                                                 | 29 listopada 2011                                    | Barcelona, Hiszpania                                 | FC Barcelona                                         | Rayo Vallecano                                       | 4 – 0                                                | 4 – 0                                                | Primera División                                     |
| 207.                                                 | 3 grudnia 2011                                       | Barcelona, Hiszpania                                 | FC Barcelona                                         | Levante UD                                           | 4 – 0                                                | 5 – 0                                                | Primera División                                     |
| 208. 209.                                            | 18 grudnia 2011                                      | Toyota, Japonia                                      | FC Barcelona                                         | Santos FC                                            | 0 – 1 0 – 4                                          | 0 – 4                                                | KMŚ 2011                                             |
| 210. 211.                                            | 4 stycznia 2012                                      | Barcelona, Hiszpania                                 | FC Barcelona                                         | CA Osasuna                                           | 3 – 0 4 – 0                                          | 4 – 0                                                | Puchar Króla                                         |
| 212. 213.                                            | 15 stycznia 2012                                     | Barcelona, Hiszpania                                 | FC Barcelona                                         | Real Betis                                           | 2 – 0 4 – 2                                          | 4 – 2                                                | Primera División                                     |
| 214. 215. 216.                                       | 22 stycznia 2012                                     | Malaga, Hiszpania                                    | FC Barcelona                                         | Málaga CF                                            | 0 – 1 0 – 3 0 – 4                                    | 1 – 4                                                | Primera División                                     |
| 217.                                                 | 4 lutego 2012                                        | Barcelona, Hiszpania                                 | FC Barcelona                                         | Real Sociedad                                        | 2 – 0                                                | 2 – 1                                                | Primera División                                     |
| 218.                                                 | 14 lutego 2012                                       | Leverkusen, Niemcy                                   | FC Barcelona                                         | Bayer Leverkusen                                     | 1 – 3                                                | 1 – 3                                                | Liga Mistrzów UEFA                                   |
| 219. 220. 221. 222.                                  | 19 lutego 2012                                       | Barcelona, Hiszpania                                 | FC Barcelona                                         | Valencia CF                                          | 1 – 1 2 – 1 3 – 1 4 – 1                              | 5 – 1                                                | Primera División                                     |
| 223.                                                 | 26 lutego 2012                                       | Madryt, Hiszpania                                    | FC Barcelona                                         | Atlético Madryt                                      | 1 – 2                                                | 1 – 2                                                | Primera División                                     |
| 224. 225. 226. 227. 228.                             | 7 marca 2012                                         | Barcelona, Hiszpania                                 | FC Barcelona                                         | Bayer Leverkusen                                     | 1 – 0 2 – 0 3 – 0 5 – 0 7 – 0                        | 7 – 1                                                | Liga Mistrzów UEFA                                   |
| 229. 230.                                            | 11 marca 2012                                        | Santander, Hiszpania                                 | FC Barcelona                                         | Racing Santander                                     | 0 – 1 0 – 2                                          | 0 – 2                                                | Primera División                                     |
| 231.                                                 | 17 marca 2012                                        | Sewilla, Hiszpania                                   | FC Barcelona                                         | Sevilla FC                                           | 0 – 2                                                | 0 – 2                                                | Primera División                                     |
| 232. 233. 234.                                       | 20 marca 2012                                        | Barcelona, Hiszpania                                 | FC Barcelona                                         | Granada CF                                           | 2 – 0 3 – 2 5 – 2                                    | 5 – 3                                                | Primera División                                     |
| 235.                                                 | 24 marca 2012                                        | Palma, Hiszpania                                     | FC Barcelona                                         | RCD Mallorca                                         | 0 – 1                                                | 0 – 2                                                | Primera División                                     |
| 236.                                                 | 31 marca 2012                                        | Barcelona, Hiszpania                                 | FC Barcelona                                         | Athletic Bilbao                                      | 2 – 0                                                | 2 – 0                                                | Primera División                                     |
| 237. 238.                                            | 3 kwietnia 2012                                      | Barcelona, Hiszpania                                 | FC Barcelona                                         | A.C. Milan                                           | 1 – 0 2 –1                                           | 3 – 1                                                | Liga Mistrzów UEFA                                   |
| 239. 240.                                            | 7 kwietnia 2012                                      | Saragossa, Hiszpania                                 | FC Barcelona                                         | Real Saragossa                                       | 1 – 2 1 – 3                                          | 1 – 4                                                | Primera División                                     |
| 241.                                                 | 10 kwietnia 2012                                     | Barcelona, Hiszpania                                 | FC Barcelona                                         | Getafe CF                                            | 2 –0                                                 | 4 – 0                                                | Primera División                                     |
| 242. 243.                                            | 14 kwietnia 2012                                     | Walencja, Hiszpania                                  | FC Barcelona                                         | Levante UD                                           | 1 – 1 1 – 2                                          | 1 – 2                                                | Primera División                                     |
| 244. 245.                                            | 29 kwietnia 2012                                     | Madryt, Hiszpania                                    | FC Barcelona                                         | Rayo Vallecano                                       | 0 – 1 0 – 7                                          | 0 – 7                                                | Primera División                                     |
| 246. 247. 248.                                       | 2 maja 2012                                          | Barcelona, Hiszpania                                 | FC Barcelona                                         | Málaga CF                                            | 2 – 1 3 – 1 4 – 1                                    | 4 – 1                                                | Primera División                                     |
| 249. 250. 251. 252.                                  | 5 maja 2012                                          | Barcelona, Hiszpania                                 | FC Barcelona                                         | RCD Espanyol                                         | 1 – 0 2 – 0 3 – 0 4 – 0                              | 4 – 0                                                | Primera División                                     |
| 253.                                                 | 25 maja 2012                                         | Madryt, Hiszpania                                    | FC Barcelona                                         | Athletic Bilbao                                      | 2 – 0                                                | 3 – 0                                                | Puchar Króla                                         |
| 254. 255.                                            | 19 sierpnia 2012                                     | Barcelona, Hiszpania                                 | FC Barcelona                                         | Real Sociedad                                        | 2 – 1 3 – 1                                          | 5 – 1                                                | Primera División                                     |
| 256.                                                 | 23 sierpnia 2012                                     | Barcelona, Hiszpania                                 | FC Barcelona                                         | Real Madryt                                          | 2 – 1                                                | 3 – 2                                                | Superpuchar Hiszpanii                                |
| 257. 258.                                            | 26 sierpnia 2012                                     | Pampeluna, Hiszpania                                 | FC Barcelona                                         | CA Osasuna                                           | 1 – 1 1 – 2                                          | 1 – 2                                                | Primera División                                     |
| 259.                                                 | 29 sierpnia 2012                                     | Madryt, Hiszpania                                    | FC Barcelona                                         | Real Madryt                                          | 2 – 1                                                | 2 – 1                                                | Superpuchar Hiszpanii                                |
| 260. 261.                                            | 15 września 2012                                     | Getafe, Hiszpania                                    | FC Barcelona                                         | Getafe CF                                            | 0 – 2 0 – 3                                          | 1 – 4                                                | Primera División                                     |
| 262. 263.                                            | 19 września 2012                                     | Barcelona, Hiszpania                                 | FC Barcelona                                         | Spartak Moskwa                                       | 2 – 2 3 – 2                                          | 3 – 2                                                | Liga Mistrzów UEFA                                   |
| 264. 265.                                            | 7 października 2012                                  | Barcelona, Hiszpania                                 | FC Barcelona                                         | Real Madryt                                          | 1 – 1 2 – 1                                          | 2 – 2                                                | Primera División                                     |
| 266. 267. 268.                                       | 20 października 2012                                 | A Coruña, Hiszpania                                  | FC Barcelona                                         | Deportivo La Coruña                                  | 0 – 3 2 – 4 3 – 5                                    | 4 – 5                                                | Primera División                                     |
| 269. 270.                                            | 27 października 2012                                 | Madryt, Hiszpania                                    | FC Barcelona                                         | Rayo Vallecano                                       | 0 – 2 0 – 5                                          | 0 – 5                                                | Primera División                                     |
| 271.                                                 | 7 listopada 2012                                     | Glasgow, Szkocja                                     | FC Barcelona                                         | Celtic F.C                                           | 2 – 1                                                | 2 – 1                                                | Liga Mistrzów UEFA                                   |
| 272. 273.                                            | 11 listopada 2012                                    | Palma, Hiszpania                                     | FC Barcelona                                         | RCD Mallorca                                         | 0 – 2 2 – 4                                          | 2 – 4                                                | Primera División                                     |
| 274. 275.                                            | 17 listopada 2012                                    | Barcelona, Hiszpania                                 | FC Barcelona                                         | Real Saragossa                                       | 1 – 0 3 – 1                                          | 3 – 1                                                | Primera División                                     |
| 276. 277.                                            | 20 listopada 2012                                    | Moskwa, Rosja                                        | FC Barcelona                                         | Spartak Moskwa                                       | 0 – 2 0 – 3                                          | 0 – 3                                                | Liga Mistrzów UEFA                                   |
| 278. 279.                                            | 25 listopada 2012                                    | Walencja, Hiszpania                                  | FC Barcelona                                         | Levante UD                                           | 0 – 1 0 – 2                                          | 0 – 4                                                | Primera División                                     |
| 280. 281.                                            | 1 grudnia 2012                                       | Barcelona, Hiszpania                                 | FC Barcelona                                         | Athletic Bilbao                                      | 2 – 0 5 – 1                                          | 5 – 1                                                | Primera División                                     |
| 282. 283.                                            | 9 grudnia 2012                                       | Sewilla, Hiszpania                                   | FC Barcelona                                         | Real Betis                                           | 0 – 1 0 – 2                                          | 1 – 2                                                | Primera División                                     |
| 284. 285.                                            | 12 grudnia 2012                                      | Kordoba, Hiszpania                                   | FC Barcelona                                         | Córdoba CF                                           | 0 – 1 0 – 2                                          | 0 – 2                                                | Puchar Króla                                         |
| 286. 287.                                            | 16 grudnia 2012                                      | Barcelona, Hiszpania                                 | FC Barcelona                                         | Atlético Madryt                                      | 3 – 1 4 – 1                                          | 4 – 1                                                | Primera División                                     |
| 288.                                                 | 22 grudnia 2012                                      | Valladolid, Hiszpania                                | FC Barcelona                                         | Real Valladolid                                      | 0 – 2                                                | 1 – 3                                                | Primera División                                     |
| 289.                                                 | 6 stycznia 2013                                      | Barcelona, Hiszpania                                 | FC Barcelona                                         | RCD Espanyol                                         | 4 – 0                                                | 4 – 0                                                | Primera División                                     |
| 290.                                                 | 13 stycznia 2013                                     | Malaga, Hiszpania                                    | FC Barcelona                                         | Málaga CF                                            | 0 – 1                                                | 1 – 3                                                | Primera División                                     |
| 291.                                                 | 16 stycznia 2013                                     | Barcelona, Hiszpania                                 | FC Barcelona                                         | Málaga CF                                            | 1 – 1                                                | 2 – 2                                                | Puchar Króla                                         |
| 292.                                                 | 19 stycznia 2013                                     | San Sebastián, Hiszpania                             | FC Barcelona                                         | Real Sociedad                                        | 0 – 1                                                | 3 – 2                                                | Primera División                                     |
| 293.                                                 | 24 stycznia 2013                                     | Malaga, Hiszpania                                    | FC Barcelona                                         | Málaga CF                                            | 2 – 4                                                | 2 – 4                                                | Puchar Króla                                         |
| 294. 295. 296. 297.                                  | 27 stycznia 2013                                     | Barcelona, Hiszpania                                 | FC Barcelona                                         | CA Osasuna                                           | 1 – 0 2 – 1 4 – 1 5 – 1                              | 5 – 1                                                | Primera División                                     |
| 298.                                                 | 3 lutego 2013                                        | Walencja, Hiszpania                                  | FC Barcelona                                         | Valencia CF                                          | 1 – 1                                                | 1 – 1                                                | Primera División                                     |
| 299.                                                 | 10 lutego 2013                                       | Barcelona, Hiszpania                                 | FC Barcelona                                         | Getafe CF                                            | 2 – 0                                                | 6 – 1                                                | Primera División                                     |
| 300. 301.                                            | 16 lutego 2013                                       | Grenada, Hiszpania                                   | FC Barcelona                                         | Granada CF                                           | 1 – 1 1 – 2                                          | 1 – 2                                                | Primera División                                     |
| 302.                                                 | 23 lutego 2013                                       | Barcelona, Hiszpania                                 | FC Barcelona                                         | Sevilla FC                                           | 2 – 1                                                | 2 – 1                                                | Primera División                                     |
| 303.                                                 | 2 marca 2013                                         | Madryt, Hiszpania                                    | FC Barcelona                                         | Real Madryt                                          | 1 – 1                                                | 2 – 1                                                | Primera División                                     |
| 304.                                                 | 9 marca 2013                                         | Barcelona, Hiszpania                                 | FC Barcelona                                         | Deportivo La Coruña                                  | 2 – 0                                                | 2 – 0                                                | Primera División                                     |
| 305. 306.                                            | 12 marca 2013                                        | Barcelona, Hiszpania                                 | FC Barcelona                                         | A.C. Milan                                           | 1 – 0 2 – 0                                          | 4 – 0                                                | Liga Mistrzów UEFA                                   |
| 307. 308.                                            | 17 marca 2013                                        | Barcelona, Hiszpania                                 | FC Barcelona                                         | Rayo Vallecano                                       | 2 – 0 3 – 0                                          | 2 – 1                                                | Primera División                                     |
| 309.                                                 | 30 marca 2013                                        | Vigo, Hiszpania                                      | FC Barcelona                                         | Celta Vigo                                           | 1 – 2                                                | 2 – 2                                                | Primera División                                     |
| 310.                                                 | 2 kwietnia 2013                                      | Paryż, Francja                                       | FC Barcelona                                         | Paris Saint-Germain                                  | 0 – 1                                                | 2 – 2                                                | Liga Mistrzów UEFA                                   |
| 311.                                                 | 27 kwietnia 2013                                     | Bilbao, Hiszpania                                    | FC Barcelona                                         | Athletic Bilbao                                      | 1 – 1                                                | 2 – 2                                                | Primera División                                     |
| 312. 313.                                            | 5 maja 2013                                          | Barcelona, Hiszpania                                 | FC Barcelona                                         | Real Betis                                           | 3 – 2 4 – 2                                          | 4 – 2                                                | Primera División                                     |
| 314. 315.                                            | 18 sierpnia 2013                                     | Barcelona, Hiszpania                                 | FC Barcelona                                         | Levante UD                                           | 2 – 0 5 – 0                                          | 7 – 0                                                | Primera División                                     |
| 316. 317. 318.                                       | 1 września 2013                                      | Walencja, Hiszpania                                  | FC Barcelona                                         | Valencia CF                                          | 0 – 1 0 – 2 0 – 3                                    | 2 – 3                                                | Primera División                                     |
| 319.                                                 | 14 września 2013                                     | Barcelona, Hiszpania                                 | FC Barcelona                                         | Sevilla FC                                           | 2 – 0                                                | 3 – 2                                                | Primera División                                     |
| 320. 321. 322.                                       | 18 września 2013                                     | Barcelona, Hiszpania                                 | FC Barcelona                                         | AFC Ajax                                             | 1 – 0 2 – 0 4 – 0                                    | 4 – 0                                                | Liga Mistrzów UEFA                                   |
| 323.                                                 | 24 września 2013                                     | Barcelona, Hiszpania                                 | FC Barcelona                                         | Real Sociedad                                        | 2 – 0                                                | 4 – 1                                                | Primera División                                     |
| 324.                                                 | 28 września 2013                                     | Almería, Hiszpania                                   | FC Barcelona                                         | UD Almería                                           | 0 – 1                                                | 0 – 2                                                | Primera División                                     |
| 325.                                                 | 22 października 2013                                 | Mediolan, Włochy                                     | FC Barcelona                                         | A.C. Milan                                           | 1 – 1                                                | 1 – 1                                                | Liga Mistrzów UEFA                                   |
| 326. 327.                                            | 6 listopada 2013                                     | Barcelona, Hiszpania                                 | FC Barcelona                                         | A.C. Milan                                           | 1 – 0 3 – 1                                          | 3 – 1                                                | Liga Mistrzów UEFA                                   |
| 328. 329.                                            | 8 stycznia 2014                                      | Barcelona, Hiszpania                                 | FC Barcelona                                         | Getafe CF                                            | 3 – 0 4 – 0                                          | 4 – 0                                                | Puchar Króla                                         |
| 330. 331.                                            | 16 stycznia 2014                                     | Getafe, Hiszpania                                    | FC Barcelona                                         | Getafe CF                                            | 0 – 1 0 – 2                                          | 0 – 2                                                | Puchar Króla                                         |
| 332.                                                 | 1 lutego 2014                                        | Barcelona, Hiszpania                                 | FC Barcelona                                         | Valencia CF                                          | 2 – 2                                                | 2 – 3                                                | Primera División                                     |
| 333. 334.                                            | 9 lutego 2014                                        | Sewilla, Hiszpania                                   | FC Barcelona                                         | Sevilla FC                                           | 1 – 2 1 – 3                                          | 1 – 4                                                | Primera División                                     |
| 335.                                                 | 12 lutego 2014                                       | Barcelona, Hiszpania                                 | FC Barcelona                                         | Real Sociedad                                        | 0 – 1                                                | 1 – 1                                                | Puchar Króla                                         |
| 336. 337.                                            | 15 lutego 2014                                       | Madryt, Hiszpania                                    | FC Barcelona                                         | Rayo Vallecano                                       | 2 – 0 5 – 0                                          | 6 – 0                                                | Primera División                                     |
| 338.                                                 | 18 lutego 2014                                       | Manchester, Wielka Brytania                          | FC Barcelona                                         | Manchester City                                      | 0 – 1                                                | 0 – 2                                                | Liga Mistrzów UEFA                                   |
| 339.                                                 | 22 lutego 2014                                       | San Sebastián, Hiszpania                             | FC Barcelona                                         | Real Sociedad                                        | 1 – 1                                                | 3 – 1                                                | Primera División                                     |
| 340.                                                 | 2 marca 2014                                         | Barcelona, Hiszpania                                 | FC Barcelona                                         | UD Almería                                           | 2 – 0                                                | 4 – 1                                                | Primera División                                     |
| 341.                                                 | 12 marca 2014                                        | Barcelona, Hiszpania                                 | FC Barcelona                                         | Manchester City                                      | 1 – 0                                                | 2 – 1                                                | Liga Mistrzów UEFA                                   |
| 342. 343. 344.                                       | 16 marca 2014                                        | Barcelona, Hiszpania                                 | FC Barcelona                                         | CA Osasuna                                           | 1 – 0 4 – 0 6 – 0                                    | 7 – 0                                                | Primera División                                     |
| 345. 346. 347.                                       | 23 marca 2014                                        | Madryt, Hiszpania                                    | FC Barcelona                                         | Real Madryt                                          | 2 – 2 3 – 3 3 – 4                                    | 3 – 4                                                | Primera División                                     |
| 348.                                                 | 26 marca 2014                                        | Barcelona, Hiszpania                                 | FC Barcelona                                         | Celta Vigo                                           | 2 – 0                                                | 3 – 0                                                | Primera División                                     |
| 349.                                                 | 29 marca 2014                                        | Barcelona, Hiszpania                                 | FC Barcelona                                         | RCD Espanyol                                         | 0 – 1                                                | 0 – 1                                                | Primera División                                     |
| 350. 351.                                            | 5 kwietnia 2014                                      | Barcelona, Hiszpania                                 | FC Barcelona                                         | Real Betis                                           | 1 – 0 3 – 1                                          | 3 – 1                                                | Primera División                                     |
| 352.                                                 | 20 kwietnia 2014                                     | Barcelona, Hiszpania                                 | FC Barcelona                                         | Athletic Bilbao                                      | 2 – 1                                                | 2 – 1                                                | Primera División                                     |
| 353.                                                 | 27 kwietnia 2014                                     | Vila-real, Hiszpania                                 | FC Barcelona                                         | Villarreal CF                                        | 2 – 3                                                | 2 – 3                                                | Primera División                                     |
| 354.                                                 | 3 maja 2014                                          | Barcelona, Hiszpania                                 | FC Barcelona                                         | Getafe CF                                            | 1 – 0                                                | 2 – 2                                                | Primera División                                     |
| 355. 356.                                            | 24 sierpnia 2014                                     | Barcelona, Hiszpania                                 | FC Barcelona                                         | Elche CF                                             | 1 – 0 3 – 0                                          | 3 – 0                                                | Primera División                                     |
| 357.                                                 | 21 września 2014                                     | Walencja, Hiszpania                                  | FC Barcelona                                         | Levante UD                                           | 0 – 5                                                | 0 – 5                                                | Primera División                                     |
| 358. 359.                                            | 27 września 2014                                     | Barcelona, Hiszpania                                 | FC Barcelona                                         | Granada CF                                           | 4 – 0 6 – 0                                          | 6 – 0                                                | Primera División                                     |
| 360.                                                 | 30 września 2014                                     | Paryż, Francja                                       | FC Barcelona                                         | Paris Saint-Germain                                  | 1 – 1                                                | 3 – 2                                                | Liga Mistrzów UEFA                                   |
| 361.                                                 | 4 października 2014                                  | Madryt, Hiszpania                                    | FC Barcelona                                         | Rayo Vallecano                                       | 0 – 1                                                | 0 – 2                                                | Primera División                                     |
| 362.                                                 | 18 października 2014                                 | Eibar, Hiszpania                                     | FC Barcelona                                         | SD Eibar                                             | 3 – 0                                                | 3 – 0                                                | Primera División                                     |
| 363.                                                 | 21 października 2014                                 | Barcelona, Hiszpania                                 | FC Barcelona                                         | AFC Ajax                                             | 2 – 0                                                | 3 – 1                                                | Liga Mistrzów UEFA                                   |
| 364. 365.                                            | 5 listopada 2014                                     | Amsterdam, Holandia                                  | FC Barcelona                                         | AFC Ajax                                             | 0 – 1 0 – 2                                          | 0 – 2                                                | Liga Mistrzów UEFA                                   |
| 366. 367. 368.                                       | 22 listopada 2014                                    | Barcelona, Hiszpania                                 | FC Barcelona                                         | Sevilla FC                                           | 1 – 0 4 – 1 5 – 1                                    | 5 – 1                                                | Primera División                                     |
| 369. 370. 371.                                       | 25 listopada 2014                                    | Nikozja, Cypr                                        | FC Barcelona                                         | APOEL FC                                             | 0 – 2 0 – 3 0 – 4                                    | 0 – 4                                                | Liga Mistrzów UEFA                                   |
| 372. 373. 374.                                       | 7 grudnia 2014                                       | Barcelona, Hiszpania                                 | FC Barcelona                                         | RCD Espanyol                                         | 1 – 1 2 – 1 5 – 1                                    | 5 – 1                                                | Primera División                                     |
| 375.                                                 | 10 grudnia 2014                                      | Barcelona, Hiszpania                                 | FC Barcelona                                         | Paris Saint-Germain                                  | 1 – 1                                                | 3 – 1                                                | Liga Mistrzów UEFA                                   |
| 376. 377.                                            | 20 grudnia 2014                                      | Barcelona, Hiszpania                                 | FC Barcelona                                         | Córdoba CF                                           | 4 – 0 5 – 0                                          | 5 – 0                                                | Primera División                                     |
| 378.                                                 | 8 stycznia 2015                                      | Barcelona, Hiszpania                                 | FC Barcelona                                         | Elche CF                                             | 3 – 0                                                | 5 – 0                                                | Puchar Króla                                         |
| 379.                                                 | 11 stycznia 2015                                     | Barcelona, Hiszpania                                 | FC Barcelona                                         | Atlético Madryt                                      | 3 – 1                                                | 3 – 1                                                | Primera División                                     |
| 380. 381. 382.                                       | 18 stycznia 2015                                     | A Coruña, Hiszpania                                  | FC Barcelona                                         | Deportivo La Coruña                                  | 0 – 1 0 – 2 0 – 3                                    | 0 – 4                                                | Primera División                                     |
| 383.                                                 | 21 stycznia 2015                                     | Barcelona, Hiszpania                                 | FC Barcelona                                         | Atlético Madryt                                      | 1 – 0                                                | 1 – 0                                                | Puchar Króla                                         |
| 384. 385.                                            | 24 stycznia 2015                                     | Elche, Hiszpania                                     | FC Barcelona                                         | Elche CF                                             | 0 – 2 0 – 5                                          | 0 – 6                                                | Primera División                                     |
| 386.                                                 | 1 lutego 2015                                        | Barcelona, Hiszpania                                 | FC Barcelona                                         | Villarreal CF                                        | 3 – 2                                                | 3 – 2                                                | Primera División                                     |
| 387.                                                 | 8 lutego 2015                                        | Bilbao, Hiszpania                                    | FC Barcelona                                         | Athletic Bilbao                                      | 0 – 1                                                | 2 – 5                                                | Primera División                                     |
| 388.                                                 | 11 lutego 2015                                       | Barcelona, Hiszpania                                 | FC Barcelona                                         | Villarreal CF                                        | 1 – 0                                                | 3 – 1                                                | Puchar Króla                                         |
| 389. 390. 391.                                       | 15 lutego 2015                                       | Barcelona, Hiszpania                                 | FC Barcelona                                         | Levante UD                                           | 2 – 0 3 – 0 4 – 0                                    | 5 – 0                                                | Primera División                                     |
| 392.                                                 | 28 lutego 2015                                       | Grenada, Hiszpania                                   | FC Barcelona                                         | Granada CF                                           | 1 – 3                                                | 1 – 3                                                | Primera División                                     |
| 393. 394. 395.                                       | 8 marca 2015                                         | Barcelona, Hiszpania                                 | FC Barcelona                                         | Rayo Vallecano                                       | 3 – 0 4 – 0 5 – 0                                    | 6 – 1                                                | Primera División                                     |
| 396. 397.                                            | 14 marca 2015                                        | Eibar, Hiszpania                                     | FC Barcelona                                         | SD Eibar                                             | 0 – 1 0 – 2                                          | 0 – 2                                                | Primera División                                     |
| 398.                                                 | 8 kwietnia 2015                                      | Barcelona, Hiszpania                                 | FC Barcelona                                         | UD Almería                                           | 1 – 0                                                | 4 – 0                                                | Primera División                                     |
| 399.                                                 | 11 kwietnia 2015                                     | Sewilla, Hiszpania                                   | FC Barcelona                                         | Sevilla FC                                           | 0 – 1                                                | 2 – 2                                                | Primera División                                     |
| 400.                                                 | 18 kwietnia 2015                                     | Barcelona, Hiszpania                                 | FC Barcelona                                         | Valencia CF                                          | 2 – 0                                                | 2 – 0                                                | Primera División                                     |
| 401.                                                 | 25 kwietnia 2015                                     | Barcelona, Hiszpania                                 | FC Barcelona                                         | RCD Espanyol                                         | 0 – 2                                                | 0 – 2                                                | Primera División                                     |
| 402. 403.                                            | 28 kwietnia 2015                                     | Barcelona, Hiszpania                                 | FC Barcelona                                         | Getafe CF                                            | 1 – 0 6 – 0                                          | 6 – 0                                                | Primera División                                     |
| 404. 405.                                            | 2 maja 2015                                          | Kordoba, Hiszpania                                   | FC Barcelona                                         | Córdoba CF                                           | 0 – 3 0 – 6                                          | 0 – 8                                                | Primera División                                     |
| 406. 407.                                            | 6 maja 2015                                          | Barcelona, Hiszpania                                 | FC Barcelona                                         | Bayern Monachium                                     | 1 – 0 2 – 0                                          | 3 – 0                                                | Liga Mistrzów UEFA                                   |
| 408.                                                 | 17 maja 2015                                         | Madryt, Hiszpania                                    | FC Barcelona                                         | Atlético Madryt                                      | 0 – 1                                                | 0 – 1                                                | Primera División                                     |
| 409. 410.                                            | 23 maja 2015                                         | Barcelona, Hiszpania                                 | FC Barcelona                                         | Deportivo La Coruña                                  | 1 – 0 2 – 0                                          | 1 – 2                                                | Primera División                                     |
| 411. 412.                                            | 30 maja 2015                                         | Barcelona, Hiszpania                                 | FC Barcelona                                         | Athletic Bilbao                                      | 0 – 1 0 – 3                                          | 1 – 3                                                | Puchar Króla                                         |
| 413. 414.                                            | 11 sierpnia 2015                                     | Tbilisi, Gruzja                                      | FC Barcelona                                         | Sevilla FC                                           | 1 – 1 2 – 1                                          | 5 – 4                                                | Superpuchar UEFA                                     |
| 415.                                                 | 17 sierpnia 2015                                     | Barcelona, Hiszpania                                 | FC Barcelona                                         | Athletic Bilbao                                      | 1 – 0                                                | 1 – 1                                                | Superpuchar Hiszpanii                                |
| 416.                                                 | 12 września 2015                                     | Madryt, Hiszpania                                    | FC Barcelona                                         | Atlético Madryt                                      | 1 – 2                                                | 1 – 2                                                | Primera División                                     |
| 417. 418.                                            | 20 września 2015                                     | Barcelona, Hiszpania                                 | FC Barcelona                                         | Levante UD                                           | 3 – 0 4 – 1                                          | 4 – 1                                                | Primera División                                     |
| 419. 420.                                            | 24 listopada 2015                                    | Barcelona, Hiszpania                                 | FC Barcelona                                         | AS Roma                                              | 2 – 0 5 – 0                                          | 6 – 1                                                | Liga Mistrzów UEFA                                   |
| 421.                                                 | 28 listopada 2015                                    | Barcelona, Hiszpania                                 | FC Barcelona                                         | Real Sociedad                                        | 4 – 0                                                | 4 – 0                                                | Primera División                                     |
| 422.                                                 | 9 grudnia 2015                                       | Leverkusen, Niemcy                                   | FC Barcelona                                         | Bayer Leverkusen                                     | 0 – 1                                                | 1 – 1                                                | Liga Mistrzów UEFA                                   |
| 423.                                                 | 12 grudnia 2015                                      | Barcelona, Hiszpania                                 | FC Barcelona                                         | Deportivo La Coruña                                  | 1 – 0                                                | 2 – 2                                                | Primera División                                     |
| 424.                                                 | 20 grudnia 2015                                      | Osaka, Japonia                                       | FC Barcelona                                         | River Plate                                          | 0 – 1                                                | 0 – 3                                                | KMŚ 2015                                             |
| 425.                                                 | 30 grudnia 2015                                      | Barcelona, Hiszpania                                 | FC Barcelona                                         | Real Betis                                           | 2 – 0                                                | 4 – 0                                                | Primera División                                     |
| 426. 427.                                            | 6 stycznia 2016                                      | Barcelona, Hiszpania                                 | FC Barcelona                                         | RCD Espanyol                                         | 1 – 1 2 – 1                                          | 4 – 1                                                | Puchar Króla                                         |
| 428. 429. 430.                                       | 9 stycznia 2016                                      | Barcelona, Hiszpania                                 | FC Barcelona                                         | Granada CF                                           | 1 – 0 2 – 0 3 – 0                                    | 4 – 0                                                | Primera División                                     |
| 431.                                                 | 17 stycznia 2016                                     | Barcelona, Hiszpania                                 | FC Barcelona                                         | Athletic Bilbao                                      | 1 – 0                                                | 6 – 0                                                | Primera División                                     |
| 432.                                                 | 23 stycznia 2016                                     | Malaga, Hiszpania                                    | FC Barcelona                                         | Málaga CF                                            | 1 – 2                                                | 1 – 2                                                | Primera División                                     |
| 433.                                                 | 30 stycznia 2016                                     | Barcelona, Hiszpania                                 | FC Barcelona                                         | Atlético Madryt                                      | 1 – 0                                                | 2 – 1                                                | Primera División                                     |
| 434. 435. 436.                                       | 3 lutego 2016                                        | Barcelona, Hiszpania                                 | FC Barcelona                                         | Valencia CF                                          | 3 – 0 4 – 0 5 – 0                                    | 7 – 0                                                | Puchar Króla                                         |
| 437.                                                 | 14 lutego 2016                                       | Barcelona, Hiszpania                                 | FC Barcelona                                         | Celta Vigo                                           | 1 – 0                                                | 6 – 1                                                | Primera División                                     |
| 438. 439.                                            | 17 lutego 2016                                       | Gijón, Hiszpania                                     | FC Barcelona                                         | Sporting Gijón                                       | 0 – 1 1 – 2                                          | 1 – 3                                                | Primera División                                     |
| 440. 441.                                            | 23 lutego 2016                                       | Londyn, Wielka Brytania                              | FC Barcelona                                         | Arsenal F.C.                                         | 0 – 1 0 – 2                                          | 0 – 2                                                | Liga Mistrzów UEFA                                   |
| 442.                                                 | 28 lutego 2016                                       | Barcelona, Hiszpania                                 | FC Barcelona                                         | Sevilla FC                                           | 1 – 1                                                | 2 – 1                                                | Primera División                                     |
| 443. 444. 445.                                       | 3 marca 2016                                         | Madryt, Hiszpania                                    | FC Barcelona                                         | Rayo Vallecano                                       | 0 – 2 0 – 3 1 – 4                                    | 1 – 5                                                | Primera División                                     |
| 446. 447.                                            | 6 marca 2016                                         | Eibar, Hiszpania                                     | FC Barcelona                                         | SD Eibar                                             | 0 – 2 0 – 3                                          | 0 – 4                                                | Primera División                                     |
| 448.                                                 | 12 marca 2016                                        | Barcelona, Hiszpania                                 | FC Barcelona                                         | Getafe CF                                            | 4 – 0                                                | 6 – 0                                                | Primera División                                     |
| 449.                                                 | 16 marca 2016                                        | Barcelona, Hiszpania                                 | FC Barcelona                                         | Arsenal F.C.                                         | 3 – 1                                                | 3 – 1                                                | Liga Mistrzów UEFA                                   |
| 450.                                                 | 17 kwietnia 2016                                     | Barcelona, Hiszpania                                 | FC Barcelona                                         | Valencia CF                                          | 1 – 2                                                | 1 – 2                                                | Primera División                                     |
| 451.                                                 | 20 kwietnia 2016                                     | A Coruña, Hiszpania                                  | FC Barcelona                                         | Deportivo La Coruña                                  | 0 – 6                                                | 0 – 8                                                | Primera División                                     |
| 452.                                                 | 23 kwietnia 2016                                     | Barcelona, Hiszpania                                 | FC Barcelona                                         | Sporting Gijón                                       | 1 – 0                                                | 6 – 0                                                | Primera División                                     |
| 453.                                                 | 8 maja 2016                                          | Barcelona, Hiszpania                                 | FC Barcelona                                         | RCD Espanyol                                         | 1 – 0                                                | 5 – 0                                                | Primera División                                     |
| 454.                                                 | 17 sierpnia 2016                                     | Barcelona, Hiszpania                                 | FC Barcelona                                         | Sevilla FC                                           | 3 – 0                                                | 3 – 0                                                | Superpuchar Hiszpanii                                |
| 455. 456.                                            | 20 sierpnia 2016                                     | Barcelona, Hiszpania                                 | FC Barcelona                                         | Real Betis                                           | 2 – 1 5 – 1                                          | 6 – 2                                                | Primera División                                     |
| 457. 458. 459.                                       | 13 września 2016                                     | Barcelona, Hiszpania                                 | FC Barcelona                                         | Celtic F.C                                           | 1 – 0 2 – 0 5 – 0                                    | 7 – 0                                                | Liga Mistrzów UEFA                                   |
| 460. 461.                                            | 17 września 2016                                     | Leganés, Hiszpania                                   | FC Barcelona                                         | CD Leganés                                           | 0 – 1 0 – 4                                          | 1 – 5                                                | Primera División                                     |
| 462.                                                 | 15 października 2016                                 | Barcelona, Hiszpania                                 | FC Barcelona                                         | Deportivo La Coruña                                  | 4 – 0                                                | 4 – 0                                                | Primera División                                     |
| 463. 464. 465.                                       | 19 października 2016                                 | Barcelona, Hiszpania                                 | FC Barcelona                                         | Manchester City                                      | 1 – 0 2 – 0 3 – 0                                    | 4 – 0                                                | Liga Mistrzów UEFA                                   |
| 466. 467.                                            | 22 października 2016                                 | Walencja, Hiszpania                                  | FC Barcelona                                         | Valencia CF                                          | 0 – 1 2 – 3                                          | 2 – 3                                                | Primera División                                     |
| 468                                                  | 1 listopada 2016                                     | Manchester, Wielka Brytania                          | FC Barcelona                                         | Manchester City                                      | 0 – 1                                                | 3 – 1                                                | Liga Mistrzów UEFA                                   |
| 469.                                                 | 6 listopada 2016                                     | Sewilla, Hiszpania                                   | FC Barcelona                                         | Sevilla FC                                           | 1 – 1                                                | 1 – 2                                                | Primera División                                     |
| 470. 471.                                            | 23 listopada 2016                                    | Glasgow, Szkocja                                     | FC Barcelona                                         | Celtic F.C                                           | 0 – 1 0 – 2                                          | 0 – 2                                                | Liga Mistrzów UEFA                                   |
| 472.                                                 | 27 listopada 2016                                    | San Sebastián, Hiszpania                             | FC Barcelona                                         | Real Sociedad                                        | 1 – 1                                                | 1 – 1                                                | Primera División                                     |
| 473.                                                 | 6 grudnia 2016                                       | Barcelona, Hiszpania                                 | FC Barcelona                                         | Borussia Mönchengladbach                             | 1 – 0                                                | 4 – 0                                                | Liga Mistrzów UEFA                                   |
| 474. 475.                                            | 10 grudnia 2016                                      | Pampeluna, Hiszpania                                 | FC Barcelona                                         | CA Osasuna                                           | 0 – 1 2 – 3                                          | 0 – 3                                                | Primera División                                     |
| 476.                                                 | 18 grudnia 2016                                      | Barcelona, Hiszpania                                 | FC Barcelona                                         | RCD Espanyol                                         | 4 – 1                                                | 4 – 1                                                | Primera División                                     |
| 477.                                                 | 5 stycznia 2017                                      | Bilbao, Hiszpania                                    | FC Barcelona                                         | Athletic Bilbao                                      | 2 – 1                                                | 2 – 1                                                | Puchar Króla                                         |
| 478.                                                 | 8 stycznia 2017                                      | Vila-real, Hiszpania                                 | FC Barcelona                                         | Villarreal CF                                        | 1 – 1                                                | 1 – 1                                                | Primera División                                     |
| 479.                                                 | 11 stycznia 2017                                     | Barcelona, Hiszpania                                 | FC Barcelona                                         | Athletic Bilbao                                      | 3 – 1                                                | 3 – 1                                                | Puchar Króla                                         |
| 480.                                                 | 14 stycznia 2017                                     | Barcelona, Hiszpania                                 | FC Barcelona                                         | UD Las Palmas                                        | 2 – 0                                                | 5 – 0                                                | Primera División                                     |
| 481.                                                 | 22 stycznia 2017                                     | Eibar, Hiszpania                                     | FC Barcelona                                         | SD Eibar                                             | 0 – 2                                                | 0 – 4                                                | Primera División                                     |
| 482.                                                 | 26 stycznia 2017                                     | Barcelona, Hiszpania                                 | FC Barcelona                                         | Real Sociedad                                        | 2 – 0                                                | 5 – 2                                                | Puchar Króla                                         |
| 483.                                                 | 1 lutego 2017                                        | Madryt, Hiszpania                                    | FC Barcelona                                         | Atlético Madryt                                      | 0 – 2                                                | 1 – 2                                                | Puchar Króla                                         |
| 484.                                                 | 4 lutego 2017                                        | Barcelona, Hiszpania                                 | FC Barcelona                                         | Athletic Bilbao                                      | 2 – 0                                                | 3 – 0                                                | Primera División                                     |
| 485.                                                 | 11 lutego 2017                                       | Vitoria-Gasteiz, Hiszpania                           | FC Barcelona                                         | Deportivo Alavés                                     | 0 – 3                                                | 0 – 6                                                | Primera División                                     |
| 486. 487.                                            | 19 lutego 2017                                       | Barcelona, Hiszpania                                 | FC Barcelona                                         | CD Leganés                                           | 1 – 0 2 – 1                                          | 2 – 1                                                | Primera División                                     |
| 488.                                                 | 26 lutego 2017                                       | Madryt, Hiszpania                                    | FC Barcelona                                         | Atlético Madryt                                      | 1 – 2                                                | 1 – 2                                                | Primera División                                     |
| 489.                                                 | 1 marca 2017                                         | Barcelona, Hiszpania                                 | FC Barcelona                                         | Sporting Gijón                                       | 1 – 0                                                | 6 – 1                                                | Primera División                                     |
| 490. 491.                                            | 4 marca 2017                                         | Barcelona, Hiszpania                                 | FC Barcelona                                         | Celta Vigo                                           | 1 – 0 5 – 0                                          | 5 – 0                                                | Primera División                                     |
| 492.                                                 | 8 marca 2017                                         | Barcelona, Hiszpania                                 | FC Barcelona                                         | Paris Saint-Germain                                  | 3 – 0                                                | 6 – 1                                                | Liga Mistrzów UEFA                                   |
| 493. 494.                                            | 19 marca 2017                                        | Barcelona, Hiszpania                                 | FC Barcelona                                         | Valencia CF                                          | 2 – 1 3 – 2                                          | 4 – 2                                                | Primera División                                     |
| 495. 496.                                            | 5 kwietnia 2017                                      | Barcelona, Hiszpania                                 | FC Barcelona                                         | Sevilla FC                                           | 2 – 0 3 – 0                                          | 3 – 0                                                | Primera División                                     |
| 497. 498.                                            | 15 kwietnia 2017                                     | Barcelona, Hiszpania                                 | FC Barcelona                                         | Real Sociedad                                        | 1 – 0 2 – 0                                          | 3 – 2                                                | Primera División                                     |
| 499. 500.                                            | 23 kwietnia 2017                                     | Madryt, Hiszpania                                    | FC Barcelona                                         | Real Madryt                                          | 1 – 1 2 – 3                                          | 2 – 3                                                | Primera División                                     |
| 501. 502.                                            | 26 kwietnia 2017                                     | Barcelona, Hiszpania                                 | FC Barcelona                                         | CA Osasuna                                           | 1 – 0 4 – 1                                          | 7 – 1                                                | Primera División                                     |
| 503. 504.                                            | 6 maja 2017                                          | Barcelona, Hiszpania                                 | FC Barcelona                                         | Villarreal CF                                        | 2 – 1 4 – 1                                          | 4 – 1                                                | Primera División                                     |
| 505. 506.                                            | 21 maja 2017                                         | Barcelona, Hiszpania                                 | FC Barcelona                                         | SD Eibar                                             | 3 – 2 4 – 2                                          | 4 – 2                                                | Primera División                                     |
| 507.                                                 | 27 maja 2017                                         | Madryt, Hiszpania                                    | FC Barcelona                                         | Deportivo Alavés                                     | 1 – 0                                                | 3 – 1                                                | Puchar Króla                                         |
| 508.                                                 | 13 sierpnia 2017                                     | Barcelona, Hiszpania                                 | FC Barcelona                                         | Real Madryt                                          | 1 – 1                                                | 1 – 3                                                | Superpuchar Hiszpanii                                |
| 509. 510.                                            | 26 sierpnia 2017                                     | Vitoria-Gasteiz, Hiszpania                           | FC Barcelona                                         | Deportivo Alavés                                     | 0 – 1 0 – 2                                          | 0 – 2                                                | Primera División                                     |
| 511. 512. 513.                                       | 9 września 2017                                      | Barcelona, Hiszpania                                 | FC Barcelona                                         | RCD Espanyol                                         | 1 – 0 2 – 0 3 – 0                                    | 5 – 0                                                | Primera División                                     |
| 514. 515.                                            | 12 września 2017                                     | Barcelona, Hiszpania                                 | FC Barcelona                                         | Juventus F.C.                                        | 1 – 0 3 – 0                                          | 3 – 0                                                | Liga Mistrzów UEFA                                   |
| 516. 517. 518. 519.                                  | 19 września 2017                                     | Barcelona, Hiszpania                                 | FC Barcelona                                         | SD Eibar                                             | 1 – 0 4 – 1 5 – 1 6 – 1                              | 6 – 1                                                | Primera División                                     |
| 520. 521.                                            | 1 października 2017                                  | Barcelona, Hiszpania                                 | FC Barcelona                                         | UD Las Palmas                                        | 2 – 0 3 – 0                                          | 3 – 0                                                | Primera División                                     |
| 522.                                                 | 18 października 2017                                 | Barcelona, Hiszpania                                 | FC Barcelona                                         | Olympiakos SFP                                       | 2 – 0                                                | 3 – 1                                                | Liga Mistrzów UEFA                                   |
| 523.                                                 | 28 października 2017                                 | Bilbao, Hiszpania                                    | FC Barcelona                                         | Athletic Bilbao                                      | 0 – 1                                                | 0 – 2                                                | Primera División                                     |
| 524.                                                 | 2 grudnia 2017                                       | Barcelona, Hiszpania                                 | FC Barcelona                                         | Celta Vigo                                           | 1 – 1                                                | 2 – 2                                                | Primera División                                     |
| 525.                                                 | 10 grudnia 2017                                      | Vila-real, Hiszpania                                 | FC Barcelona                                         | Villarreal CF                                        | 0 – 2                                                | 0 – 2                                                | Primera División                                     |
| 526.                                                 | 23 grudnia 2017                                      | Madryt, Hiszpania                                    | FC Barcelona                                         | Real Madryt                                          | 0 – 2                                                | 0 – 3                                                | Primera División                                     |
| 527.                                                 | 7 stycznia 2018                                      | Barcelona, Hiszpania                                 | FC Barcelona                                         | Levante UD                                           | 1 – 0                                                | 3 – 0                                                | Primera División                                     |
| 528. 529.                                            | 11 stycznia 2018                                     | Barcelona, Hiszpania                                 | FC Barcelona                                         | Celta Vigo                                           | 1 – 0 2 – 0                                          | 5 – 0                                                | Puchar Króla                                         |
| 530.                                                 | 14 stycznia 2018                                     | San Sebastián, Hiszpania                             | FC Barcelona                                         | Real Sociedad                                        | 2 – 4                                                | 2 – 4                                                | Primera División                                     |
| 531. 532.                                            | 21 stycznia 2018                                     | Sewilla, Hiszpania                                   | FC Barcelona                                         | Real Betis                                           | 0 – 2 0 – 4                                          | 0 – 5                                                | Primera División                                     |
| 533.                                                 | 25 stycznia 2018                                     | Barcelona, Hiszpania                                 | FC Barcelona                                         | RCD Espanyol                                         | 2 – 0                                                | 2 – 0                                                | Puchar Króla                                         |
| 534.                                                 | 28 stycznia 2018                                     | Barcelona, Hiszpania                                 | FC Barcelona                                         | Deportivo Alavés                                     | 2 – 1                                                | 2 – 1                                                | Primera División                                     |
| 535.                                                 | 20 lutego 2018                                       | Londyn, Wielka Brytania                              | FC Barcelona                                         | Chelsea F.C.                                         | 1 – 1                                                | 1 – 1                                                | Liga Mistrzów UEFA                                   |
| 536. 537.                                            | 24 lutego 2018                                       | Barcelona, Hiszpania                                 | FC Barcelona                                         | Girona FC                                            | 2 – 1 3 – 1                                          | 6 – 1                                                | Primera División                                     |
| 538.                                                 | 1 marca 2018                                         | Las Palmas, Hiszpania                                | FC Barcelona                                         | UD Las Palmas                                        | 0 – 1                                                | 1 – 1                                                | Primera División                                     |
| 539.                                                 | 4 marca 2018                                         | Barcelona, Hiszpania                                 | FC Barcelona                                         | Atlético Madryt                                      | 1 – 0                                                | 1 – 0                                                | Primera División                                     |
| 540. 541.                                            | 14 marca 2018                                        | Barcelona, Hiszpania                                 | FC Barcelona                                         | Chelsea F.C.                                         | 1 – 0 3 – 0                                          | 3 – 0                                                | Liga Mistrzów UEFA                                   |
| 542.                                                 | 18 marca 2018                                        | Barcelona, Hiszpania                                 | FC Barcelona                                         | Athletic Bilbao                                      | 2 – 0                                                | 2 – 0                                                | Primera División                                     |
| 543.                                                 | 31 marca 2018                                        | Sewilla, Hiszpania                                   | FC Barcelona                                         | Sevilla FC                                           | 2 – 2                                                | 2 – 2                                                | Primera División                                     |
| 544. 545. 546.                                       | 7 kwietnia 2018                                      | Barcelona, Hiszpania                                 | FC Barcelona                                         | CD Leganés                                           | 1 – 0 2 – 0 3 – 1                                    | 3 – 1                                                | Primera División                                     |
| 547.                                                 | 21 kwietnia 2018                                     | Madryt, Hiszpania                                    | FC Barcelona                                         | Sevilla FC                                           | 0 – 2                                                | 0 – 5                                                | Puchar Króla                                         |
| 548. 549. 550.                                       | 29 kwietnia 2018                                     | Vitoria-Gasteiz, Hiszpania                           | FC Barcelona                                         | Deportivo La Coruña                                  | 0 – 2 2 – 3 2 – 4                                    | 2 – 4                                                | Primera División                                     |
| 551.                                                 | 6 maja 2018                                          | Barcelona, Hiszpania                                 | FC Barcelona                                         | Real Madryt                                          | 2 – 1                                                | 2 – 2                                                | Primera División                                     |
| 552.                                                 | 9 maja 2018                                          | Barcelona, Hiszpania                                 | FC Barcelona                                         | Villarreal CF                                        | 3 – 0                                                | 5 – 1                                                | Primera División                                     |
| 553. 554.                                            | 18 sierpnia 2018                                     | Barcelona, Hiszpania                                 | FC Barcelona                                         | Deportivo Alavés                                     | 1 – 0 3 – 0                                          | 3 – 0                                                | Primera División                                     |
| 555. 556.                                            | 2 września 2018                                      | Barcelona, Hiszpania                                 | FC Barcelona                                         | SD Huesca                                            | 1 – 1 6 – 2                                          | 8 – 2                                                | Primera División                                     |
| 557. 558. 559.                                       | 18 września 2018                                     | Barcelona, Hiszpania                                 | FC Barcelona                                         | PSV Eindhoven                                        | 1 – 0 3 – 0 4 – 0                                    | 4 – 0                                                | Liga Mistrzów UEFA                                   |
| 560.                                                 | 23 września 2018                                     | Barcelona, Hiszpania                                 | FC Barcelona                                         | Girona FC                                            | 1 – 0                                                | 2 – 2                                                | Primera División                                     |
| 561. 562.                                            | 3 października 2018                                  | Londyn, Wielka Brytania                              | FC Barcelona                                         | Tottenham Hotspur                                    | 1 – 3 2 – 4                                          | 2 – 4                                                | Liga Mistrzów UEFA                                   |
| 563.                                                 | 7 października 2018                                  | Walencja, Hiszpania                                  | FC Barcelona                                         | Valencia CF                                          | 1 – 1                                                | 1 – 1                                                | Primera División                                     |
| 564.                                                 | 20 października 2018                                 | Barcelona, Hiszpania                                 | FC Barcelona                                         | Sevilla FC                                           | 2 – 0                                                | 2 – 0                                                | Primera División                                     |
| 565. 566.                                            | 11 listopada 2018                                    | Barcelona, Hiszpania                                 | FC Barcelona                                         | Real Betis                                           | 1 – 2 3 – 4                                          | 3 – 4                                                | Primera División                                     |
| 567.                                                 | 28 listopada 2018                                    | Eindhoven, Holandia                                  | FC Barcelona                                         | PSV Eindhoven                                        | 0 – 1                                                | 1 – 2                                                | Liga Mistrzów UEFA                                   |
| 568. 569.                                            | 8 grudnia 2018                                       | Barcelona, Hiszpania                                 | FC Barcelona                                         | RCD Espanyol                                         | 0 – 1 0 – 4                                          | 0 – 4                                                | Primera División                                     |
| 570. 571. 572.                                       | 16 grudnia 2018                                      | Walencja, Hiszpania                                  | FC Barcelona                                         | Levante UD                                           | 0 – 2 0 – 3 0 – 4                                    | 0 – 5                                                | Primera División                                     |
| 573.                                                 | 22 grudnia 2018                                      | Barcelona, Hiszpania                                 | FC Barcelona                                         | Celta Vigo                                           | 2 – 0                                                | 2 – 0                                                | Primera División                                     |
| 574.                                                 | 6 stycznia 2019                                      | Getafe, Hiszpania                                    | FC Barcelona                                         | Getafe CF                                            | 0 – 1                                                | 1 – 2                                                | Primera División                                     |
| 575.                                                 | 13 stycznia 2019                                     | Barcelona, Hiszpania                                 | FC Barcelona                                         | SD Eibar                                             | 2 – 0                                                | 3 – 0                                                | Primera División                                     |
| 576,                                                 | 17 stycznia 2019                                     | Barcelona, Hiszpania                                 | FC Barcelona                                         | Levante UD                                           | 3 – 0                                                | 3 – 0                                                | Puchar Króla                                         |
| 577.                                                 | 20 stycznia 2019                                     | Barcelona, Hiszpania                                 | FC Barcelona                                         | CD Leganés                                           | 3 – 1                                                | 3 – 1                                                | Primera División                                     |
| 578.                                                 | 27 stycznia 2019                                     | Girona, Hiszpania                                    | FC Barcelona                                         | Girona FC                                            | 0 – 2                                                | 0 – 2                                                | Primera División                                     |
| 579.                                                 | 30 stycznia 2019                                     | Barcelona, Hiszpania                                 | FC Barcelona                                         | Sevilla FC                                           | 6 – 1                                                | 6 – 1                                                | Puchar Króla                                         |
| 580. 581.                                            | 2 lutego 2019                                        | Barcelona, Hiszpania                                 | FC Barcelona                                         | Valencia CF                                          | 1 – 2 2 – 2                                          | 2 – 2                                                | Primera División                                     |
| 582.                                                 | 16 lutego 2019                                       | Barcelona, Hiszpania                                 | FC Barcelona                                         | Real Valladolid                                      | 1 – 0                                                | 1 – 0                                                | Primera División                                     |
| 583. 584. 585.                                       | 23 lutego 2019                                       | Sewilla, Hiszpania                                   | FC Barcelona                                         | Sevilla FC                                           | 1 – 1 2 – 2 2 – 3                                    | 2 – 4                                                | Primera División                                     |
| 586.                                                 | 9 marca 2019                                         | Barcelona, Hiszpania                                 | FC Barcelona                                         | Rayo Vallecano                                       | 2 – 1                                                | 3 – 1                                                | Primera División                                     |
| 587. 588.                                            | 13 marca 2019                                        | Barcelona, Hiszpania                                 | FC Barcelona                                         | Olympique Lyon                                       | 1 – 0 3 – 1                                          | 5 – 1                                                | Liga Mistrzów UEFA                                   |
| 589. 590. 591.                                       | 17 marca 2019                                        | Sewilla, Hiszpania                                   | FC Barcelona                                         | Real Betis                                           | 0 – 1 0 – 2 1 – 4                                    | 1 – 4                                                | Primera División                                     |
| 592. 593.                                            | 30 marca 2019                                        | Barcelona, Hiszpania                                 | FC Barcelona                                         | RCD Espanyol                                         | 1 – 0 2 – 0                                          | 2 – 0                                                | Primera División                                     |
| 594.                                                 | 2 kwietnia 2019                                      | Vila-real, Hiszpania                                 | FC Barcelona                                         | Villarreal CF                                        | 4 – 3                                                | 4 – 4                                                | Primera División                                     |
| 595.                                                 | 6 kwietnia 2019                                      | Barcelona, Hiszpania                                 | FC Barcelona                                         | Atlético Madryt                                      | 2 – 0                                                | 2 – 0                                                | Primera División                                     |
| 596. 597.                                            | 16 kwietnia 2019                                     | Barcelona, Hiszpania                                 | FC Barcelona                                         | Manchester United                                    | 1 – 0 2 – 0                                          | 3 – 0                                                | Liga Mistrzów UEFA                                   |
| 598.                                                 | 27 kwietnia 2019                                     | Barcelona, Hiszpania                                 | FC Barcelona                                         | Levante UD                                           | 1 – 0                                                | 1 – 0                                                | Primera División                                     |
| 599. 600.                                            | 1 maja 2019                                          | Barcelona, Hiszpania                                 | FC Barcelona                                         | Liverpool F.C.                                       | 2 – 0 3 – 0                                          | 3 – 0                                                | Liga Mistrzów UEFA                                   |
| 601. 602.                                            | 19 maja 2019                                         | Eibar, Hiszpania                                     | FC Barcelona                                         | SD Eibar                                             | 1 – 1 1 – 2                                          | 2 – 2                                                | Primera División                                     |
| 603.                                                 | 25 maja 2019                                         | Sewilla, Hiszpania                                   | FC Barcelona                                         | Valencia CF                                          | 1 – 2                                                | 1 – 2                                                | Puchar Króla                                         |
| 604.                                                 | 6 października 2019                                  | Barcelona, Hiszpania                                 | FC Barcelona                                         | Sevilla FC                                           | 4 – 0                                                | 4 – 0                                                | Primera División                                     |
| 605.                                                 | 19 października 2019                                 | Eibar, Hiszpania                                     | FC Barcelona                                         | SD Eibar                                             | 0 – 2                                                | 0 – 3                                                | Primera División                                     |
| 606.                                                 | 23 października 2019                                 | Praga, Czechy                                        | FC Barcelona                                         | Slavia Praga                                         | 0 – 1                                                | 1 – 2                                                | Liga Mistrzów UEFA                                   |
| 607. 608.                                            | 29 października 2019                                 | Barcelona, Hiszpania                                 | FC Barcelona                                         | Real Valladolid                                      | 3 – 1 4 – 1                                          | 5 – 1                                                | Primera División                                     |
| 609.                                                 | 2 listopada 2019                                     | Walencja, Hiszpania                                  | FC Barcelona                                         | Levante UD                                           | 0 – 1                                                | 3 – 1                                                | Primera División                                     |
| 610. 611. 612.                                       | 9 listopada 2019                                     | Barcelona, Hiszpania                                 | FC Barcelona                                         | Celta Vigo                                           | 1 – 0 2 – 1 3 – 1                                    | 4 – 1                                                | Primera División                                     |
| 613.                                                 | 27 listopada 2019                                    | Barcelona, Hiszpania                                 | FC Barcelona                                         | Borussia Dortmund                                    | 2 – 0                                                | 3 – 1                                                | Liga Mistrzów UEFA                                   |
| 614.                                                 | 1 grudnia 2019                                       | Madryt, Hiszpania                                    | FC Barcelona                                         | Atlético Madryt                                      | 0 – 1                                                | 0 – 1                                                | Primera División                                     |
| 615. 616. 617.                                       | 7 grudnia 2019                                       | Barcelona, Hiszpania                                 | FC Barcelona                                         | RCD Mallorca                                         | 2 – 0 3 – 1 5 – 2                                    | 5 – 2                                                | Primera División                                     |
| 618.                                                 | 21 grudnia 2019                                      | Barcelona, Hiszpania                                 | FC Barcelona                                         | Deportivo Alavés                                     | 3 – 1                                                | 4 – 1                                                | Primera División                                     |
| 619.                                                 | 9 stycznia 2020                                      | Dżudda, Arabia Saudyjska                             | FC Barcelona                                         | Atlético Madryt                                      | 1 – 1                                                | 2 – 3                                                | Superpuchar Hiszpanii                                |
| 620.                                                 | 19 stycznia 2020                                     | Barcelona, Hiszpania                                 | FC Barcelona                                         | Granada CF                                           | 1 – 0                                                | 1 – 0                                                | Primera División                                     |
| 621. 622.                                            | 30 stycznia 2020                                     | Barcelona, Hiszpania                                 | FC Barcelona                                         | CD Leganés                                           | 3 – 0 5 – 0                                          | 5 – 0                                                | Puchar Króla                                         |
| 623. 624. 625. 626.                                  | 22 lutego 2020                                       | Barcelona, Hiszpania                                 | FC Barcelona                                         | SD Eibar                                             | 1 – 0 2 – 0 3 – 0 4 – 0                              | 5 – 0                                                | Primera División                                     |
| 627.                                                 | 7 marca 2020                                         | Barcelona, Hiszpania                                 | FC Barcelona                                         | Real Sociedad                                        | 1 – 0                                                | 1 – 0                                                | Primera División                                     |
| 628.                                                 | 13 czerwca 2020                                      | Palma, Hiszpania                                     | FC Barcelona                                         | RCD Mallorca                                         | 0 – 4                                                | 0 – 4                                                | Primera División                                     |
| 629.                                                 | 16 czerwca 2020                                      | Barcelona, Hiszpania                                 | FC Barcelona                                         | CD Leganés                                           | 2 – 0                                                | 2 – 0                                                | Primera División                                     |
| 630.                                                 | 30 czerwca 2020                                      | Barcelona, Hiszpania                                 | FC Barcelona                                         | Atlético Madryt                                      | 2 – 1                                                | 2 – 2                                                | Primera División                                     |
| 631.                                                 | 16 lipca 2020                                        | Barcelona, Hiszpania                                 | FC Barcelona                                         | CA Osasuna                                           | 1 – 1                                                | 1 – 2                                                | Primera División                                     |
| 632. 633.                                            | 19 lipca 2020                                        | Vitoria-Gasteiz, Hiszpania                           | FC Barcelona                                         | Deportivo Alavés                                     | 0 – 2 0 – 5                                          | 0 – 5                                                | Primera División                                     |
| 634.                                                 | 8 sierpnia 2020                                      | Barcelona, Hiszpania                                 | FC Barcelona                                         | SSC Napoli                                           | 2 – 0                                                | 3 – 1                                                | Liga Mistrzów UEFA                                   |
| 635.                                                 | 27 września 2020                                     | Barcelona, Hiszpania                                 | FC Barcelona                                         | Villarreal CF                                        | 3 – 0                                                | 4 – 0                                                | Primera División                                     |
| 636.                                                 | 20 października 2020                                 | Barcelona, Hiszpania                                 | FC Barcelona                                         | Ferencvárosi TC                                      | 1 – 0                                                | 5 – 1                                                | Liga Mistrzów UEFA                                   |
| 637.                                                 | 28 października 2020                                 | Turyn, Włochy                                        | FC Barcelona                                         | Juventus F.C.                                        | 0 – 2                                                | 0 – 2                                                | Liga Mistrzów UEFA                                   |
| 638.                                                 | 4 listopada 2020                                     | Barcelona, Hiszpania                                 | FC Barcelona                                         | Dynamo Kijów                                         | 1 – 0                                                | 2 – 1                                                | Liga Mistrzów UEFA                                   |
| 639. 640.                                            | 7 listopada 2020                                     | Barcelona, Hiszpania                                 | FC Barcelona                                         | Real Betis                                           | 3 – 1 4 – 2                                          | 5 – 2                                                | Primera División                                     |
| 641.                                                 | 29 listopada 2020                                    | Barcelona, Hiszpania                                 | FC Barcelona                                         | CA Osasuna                                           | 4 – 0                                                | 4 – 0                                                | Primera División                                     |
| 642.                                                 | 13 grudnia 2020                                      | Barcelona, Hiszpania                                 | FC Barcelona                                         | Levante UD                                           | 1 – 0                                                | 1 – 0                                                | Primera División                                     |
| 643.                                                 | 19 grudnia 2020                                      | Barcelona, Hiszpania                                 | FC Barcelona                                         | Valencia CF                                          | 1 – 1                                                | 2 – 2                                                | Primera División                                     |
| 644.                                                 | 22 grudnia 2020                                      | Valladolid, Hiszpania                                | FC Barcelona                                         | Real Valladolid                                      | 0 – 3                                                | 0 – 3                                                | Primera División                                     |
| 645. 646.                                            | 6 stycznia 2021                                      | Bilbao, Hiszpania                                    | FC Barcelona                                         | Athletic Bilbao                                      | 1 – 2 1 – 3                                          | 2 – 3                                                | Primera División                                     |
| 647. 648.                                            | 9 stycznia 2021                                      | Grenada, Hiszpania                                   | FC Barcelona                                         | Granada CF                                           | 0 – 2 0 – 3                                          | 0 – 4                                                | Primera División                                     |
| 649.                                                 | 27 stycznia 2021                                     | Madryt, Hiszpania                                    | FC Barcelona                                         | Rayo Vallecano                                       | 1 – 1                                                | 1 – 2                                                | Puchar Króla                                         |
| 650.                                                 | 31 stycznia 2021                                     | Barcelona, Hiszpania                                 | FC Barcelona                                         | Athletic Bilbao                                      | 1 – 0                                                | 2 – 1                                                | Primera División                                     |
| 651.                                                 | 7 lutego 2021                                        | Sewilla, Hiszpania                                   | FC Barcelona                                         | Real Betis                                           | 1 – 1                                                | 2 – 3                                                | Primera División                                     |
| 652. 653.                                            | 13 lutego 2021                                       | Barcelona, Hiszpania                                 | FC Barcelona                                         | Deportivo Alavés                                     | 2 – 0 4 – 1                                          | 5 – 1                                                | Primera División                                     |
| 654.                                                 | 16 lutego 2021                                       | Barcelona, Hiszpania                                 | FC Barcelona                                         | Paris Saint-Germain                                  | 1 – 0                                                | 1 – 4                                                | Liga Mistrzów UEFA                                   |
| 655.                                                 | 21 lutego 2021                                       | Barcelona, Hiszpania                                 | FC Barcelona                                         | Cádiz CF                                             | 1 – 0                                                | 1 – 1                                                | Primera División                                     |
| 656. 657.                                            | 24 lutego 2021                                       | Barcelona, Hiszpania                                 | FC Barcelona                                         | Elche CF                                             | 1 – 0 2 – 0                                          | 3 – 0                                                | Primera División                                     |
| 658.                                                 | 27 lutego 2021                                       | Sewilla, Hiszpania                                   | FC Barcelona                                         | Sevilla FC                                           | 0 – 2                                                | 0 – 2                                                | Primera División                                     |
| 659.                                                 | 10 marca 2021                                        | Paryż, Francja                                       | FC Barcelona                                         | Paris Saint-Germain                                  | 1 – 1                                                | 1 – 1                                                | Liga Mistrzów UEFA                                   |
| 660. 661.                                            | 15 marca 2021                                        | Barcelona, Hiszpania                                 | FC Barcelona                                         | SD Huesca                                            | 1 – 0 2 – 0                                          | 4 – 1                                                | Primera División                                     |
| 662. 663.                                            | 21 marca 2021                                        | San Sebastián, Hiszpania                             | FC Barcelona                                         | Real Sociedad                                        | 0 – 4 1 – 6                                          | 1 – 6                                                | Primera División                                     |
| 664. 665.                                            | 17 kwietnia 2021                                     | Sewilla, Hiszpania                                   | FC Barcelona                                         | Athletic Bilbao                                      | 0 – 3 0 – 4                                          | 0 – 4                                                | Puchar Króla                                         |
| 666. 667.                                            | 22 kwietnia 2021                                     | Barcelona, Hiszpania                                 | FC Barcelona                                         | Getafe CF                                            | 1 – 0 3 – 1                                          | 5 – 2                                                | Primera División                                     |
| 668.                                                 | 29 kwietnia 2021                                     | Barcelona, Hiszpania                                 | FC Barcelona                                         | Granada CF                                           | 1 – 0                                                | 1 – 2                                                | Primera División                                     |
| 669. 670.                                            | 2 maja 2021                                          | Walencja, Hiszpania                                  | FC Barcelona                                         | Valencia CF                                          | 1 – 1 1 – 3                                          | 2 – 3                                                | Primera División                                     |
| 671.                                                 | 11 maja 2021                                         | Walencja, Hiszpania                                  | FC Barcelona                                         | Levante UD                                           | 0 – 1                                                | 3 – 3                                                | Primera División                                     |
| 672.                                                 | 16 maja 2021                                         | Barcelona, Hiszpania                                 | FC Barcelona                                         | Celta Vigo                                           | 1 – 0                                                | 1 – 2                                                | Primera División                                     |
| 673.                                                 | 28 września 2021                                     | Paryż, Francja                                       | Paris Saint-Germain                                  | Manchester City                                      | 2 – 0                                                | 2 – 0                                                | Liga Mistrzów UEFA                                   |
| 674. 675.                                            | 19 października 2021                                 | Paryż, Francja                                       | Paris Saint-Germain                                  | RB Leipzig                                           | 2 – 2 3 – 2                                          | 3 – 2                                                | Liga Mistrzów UEFA                                   |
| 676.                                                 | 20 listopada 2021                                    | Paryż, Francja                                       | Paris Saint-Germain                                  | FC Nantes                                            | 3 – 1                                                | 3 – 1                                                | Ligue 1                                              |
| 677. 678.                                            | 7 grudnia 2021                                       | Paryż, Francja                                       | Paris Saint-Germain                                  | Club Brugge                                          | 3 – 0 4 – 1                                          | 4 – 1                                                | Liga Mistrzów UEFA                                   |
| 679.                                                 | 6 lutego 2022                                        | Lille, Francja                                       | Paris Saint-Germain                                  | Lille OSC                                            | 1 – 3                                                | 1 – 5                                                | Ligue 1                                              |
| 680.                                                 | 3 kwietnia 2022                                      | Paryż, Francja                                       | Paris Saint-Germain                                  | FC Lorient                                           | 4 – 1                                                | 5 – 1                                                | Ligue 1                                              |
| 681.                                                 | 23 kwietnia 2022                                     | Paryż, Francja                                       | Paris Saint-Germain                                  | RC Lens                                              | 1 – 0                                                | 1 – 1                                                | Ligue 1                                              |
| 682. 683.                                            | 14 maja 2022                                         | Montpellier, Francja                                 | Paris Saint-Germain                                  | Montpellier HSC                                      | 0 – 1 0 – 2                                          | 0 – 4                                                | Ligue 1                                              |
| 684.                                                 | 31 lipca 2022                                        | Tel Awiw, Izrael                                     | Paris Saint-Germain                                  | FC Nantes                                            | 1 – 0                                                | 4 – 0                                                | Superpuchar Francji                                  |
| 685. 686.                                            | 6 sierpnia 2022                                      | Clermont-Ferrand, Francja                            | Paris Saint-Germain                                  | Clermont Foot 63                                     | 0 – 4 0 – 5                                          | 0 – 5                                                | Ligue 1                                              |
| 687.                                                 | 21 sierpnia 2022                                     | Lille, Francja                                       | Paris Saint-Germain                                  | Lille OSC                                            | 0 – 2                                                | 1 – 7                                                | Ligue 1                                              |
| 688.                                                 | 14 września 2022                                     | Hajfa, Izrael                                        | Paris Saint-Germain                                  | Maccabi Hajfa                                        | 1 – 1                                                | 1 – 3                                                | Liga Mistrzów UEFA                                   |
| 689.                                                 | 18 września 2022                                     | Lyon, Francja                                        | Paris Saint-Germain                                  | Olympique Lyon                                       | 0 – 1                                                | 0 – 1                                                | Ligue 1                                              |
| 690.                                                 | 1 października 2022                                  | Paryż, Francja                                       | Paris Saint-Germain                                  | OGC Nice                                             | 1 – 0                                                | 2 – 1                                                | Ligue 1                                              |
| 691.                                                 | 5 października 2022                                  | Lizbona, Portugalia                                  | Paris Saint-Germain                                  | SL Benfica                                           | 0 – 1                                                | 1 – 1                                                | Liga Mistrzów UEFA                                   |
| 692.                                                 | 21 października 2022                                 | Ajaccio, Francja                                     | Paris Saint-Germain                                  | AC Ajaccio                                           | 0 – 2                                                | 0 – 3                                                | Ligue 1                                              |
| 693. 694.                                            | 25 października 2022                                 | Paryż, Francja                                       | Paris Saint-Germain                                  | Maccabi Hajfa                                        | 1 – 0 4 – 1                                          | 7 – 2                                                | Liga Mistrzów UEFA                                   |
| 695.                                                 | 29 października 2022                                 | Paryż, Francja                                       | Paris Saint-Germain                                  | Troyes AC                                            | 2 – 2                                                | 4 – 3                                                | Ligue 1                                              |
| 696.                                                 | 11 stycznia 2023                                     | Paryż, Francja                                       | Paris Saint-Germain                                  | Angers SCO                                           | 2 – 0                                                | 2 – 0                                                | Ligue 1                                              |
| 697.                                                 | 1 lutego 2023                                        | Montpellier, Francja                                 | Paris Saint-Germain                                  | Montpellier HSC                                      | 0 – 2                                                | 1 – 3                                                | Ligue 1                                              |
| 698.                                                 | 4 lutego 2023                                        | Paryż, Francja                                       | Paris Saint-Germain                                  | Toulouse FC                                          | 2 – 1                                                | 2 – 1                                                | Ligue 1                                              |
| 699.                                                 | 19 lutego 2023                                       | Paryż, Francja                                       | Paris Saint-Germain                                  | Lille OSC                                            | 4 – 3                                                | 4 – 3                                                | Ligue 1                                              |
| 700.                                                 | 26 lutego 2023                                       | Marsylia, Francja                                    | Paris Saint-Germain                                  | Olympique Marsylia                                   | 0 – 2                                                | 0 – 3                                                | Ligue 1                                              |
| 701.                                                 | 4 marca 2023                                         | Paryż, Francja                                       | Paris Saint-Germain                                  | FC Nantes                                            | 1 – 0                                                | 4 – 2                                                | Ligue 1                                              |
| 702.                                                 | 8 kwietnia 2023                                      | Nicea, Francja                                       | Paris Saint-Germain                                  | OGC Nice                                             | 0 – 1                                                | 0 – 2                                                | Ligue 1                                              |
| 703.                                                 | 15 kwietnia 2023                                     | Paryż, Francja                                       | Paris Saint-Germain                                  | RC Lens                                              | 3 – 0                                                | 3 – 1                                                | Ligue 1                                              |
| 704.                                                 | 27 maja 2023                                         | Strasburg, Francja                                   | Paris Saint-Germain                                  | RC Strasbourg                                        | 0 – 1                                                | 1 – 1                                                | Ligue 1                                              |
| 705.                                                 | 22 lipca 2023                                        | Fort Lauderdale, Stany Zjednoczone                   | Inter Miami                                          | Cruz Azul                                            | 2 – 1                                                | 2 – 1                                                | Leagues Cup                                          |
| 706. 707.                                            | 26 lipca 2023                                        | Fort Lauderdale, Stany Zjednoczone                   | Inter Miami                                          | Atlanta United FC                                    | 1 – 0 2 – 0                                          | 4 – 0                                                | Leagues Cup                                          |
| 708. 709.                                            | 3 sierpnia 2023                                      | Fort Lauderdale, Stany Zjednoczone                   | Inter Miami                                          | Orlando City SC                                      | 1 – 0 3 – 1                                          | 3 – 1                                                | Leagues Cup                                          |
| 710. 711.                                            | 8 sierpnia 2023                                      | Frisco, Stany Zjednoczone                            | Inter Miami                                          | FC Dallas                                            | 0 – 1 4 – 4                                          | 4 – 4 (4:5 k.)                                       | Leagues Cup                                          |
| 712.                                                 | 12 sierpnia 2023                                     | Fort Lauderdale, Stany Zjednoczone                   | Inter Miami                                          | Charlotte FC                                         | 4 – 0                                                | 4 – 0                                                | Leagues Cup                                          |
| 713.                                                 | 16 sierpnia 2023                                     | Chester, Stany Zjednoczone                           | Inter Miami                                          | Philadelphia Union                                   | 0 – 2                                                | 1 – 4                                                | Leagues Cup                                          |
| 714.                                                 | 20 sierpnia 2023                                     | Nashville, Stany Zjednoczone                         | Inter Miami                                          | Nashville SC                                         | 0 – 1                                                | 1 – 1 (9:10 k.)                                      | Leagues Cup                                          |
| 715.                                                 | 27 sierpnia 2023                                     | Harrison, Stany Zjednoczone                          | Inter Miami                                          | New York Red Bulls                                   | 0 – 2                                                | 0 – 2                                                | Major League Soccer                                  |
| 716.                                                 | 25 lutego 2024                                       | Carson, Stany Zjednoczone                            | Inter Miami                                          | Los Angeles Galaxy                                   | 1 – 1                                                | 1 – 1                                                | Major League Soccer                                  |
| 717. 718.                                            | 2 marca 2024                                         | Fort Lauderdale, Stany Zjednoczone                   | Inter Miami                                          | Orlando City SC                                      | 4 – 0 5 – 0                                          | 5 – 0                                                | Major League Soccer                                  |
| 719.                                                 | 7 marca 2024                                         | Nashville, Stany Zjednoczone                         | Inter Miami                                          | Nashville SC                                         | 2 – 1                                                | 2 – 2                                                | Puchar Mistrzów CONCACAF                             |
| 720.                                                 | 13 marca 2024                                        | Fort Lauderdale, Stany Zjednoczone                   | Inter Miami                                          | Nashville SC                                         | 2 – 0                                                | 3 – 1                                                | Puchar Mistrzów CONCACAF                             |
| 721.                                                 | 6 kwietnia 2024                                      | Fort Lauderdale, Stany Zjednoczone                   | Inter Miami                                          | Colorado Rapids                                      | 1 – 1                                                | 2 – 2                                                | Major League Soccer                                  |
| 722.                                                 | 13 kwietnia 2024                                     | Kansas City, Stany Zjednoczone                       | Inter Miami                                          | Sporting Kansas City                                 | 1 – 2                                                | 2 – 3                                                | Major League Soccer                                  |
| 723. 724.                                            | 20 kwietnia 2024                                     | Fort Lauderdale, Stany Zjednoczone                   | Inter Miami                                          | Nashville SC                                         | 1 – 1 3 – 1                                          | 3 – 1                                                | Major League Soccer                                  |
| 725. 726.                                            | 27 kwietnia 2024                                     | Foxborough, Stany Zjednoczone                        | Inter Miami                                          | New England Revolution                               | 1 – 1 1 – 2                                          | 1 – 4                                                | Major League Soccer                                  |
| 727.                                                 | 4 maja 2024                                          | Fort Lauderdale, Stany Zjednoczone                   | Inter Miami                                          | New York Red Bulls                                   | 2 – 1                                                | 6 – 2                                                | Major League Soccer                                  |
| 728.                                                 | 29 maja 2024                                         | Fort Lauderdale, Stany Zjednoczone                   | Inter Miami                                          | Atlanta United FC                                    | 1 – 2                                                | 1 – 3                                                | Major League Soccer                                  |
| 729.                                                 | 1 czerwca 2024                                       | Fort Lauderdale, Stany Zjednoczone                   | Inter Miami                                          | St. Louis City SC                                    | 1 – 1                                                | 3 – 3                                                | Major League Soccer                                  |
| 730. 731.                                            | 14 września 2024                                     | Fort Lauderdale, Stany Zjednoczone                   | Inter Miami                                          | Philadelphia Union                                   | 1 – 1 2 – 1                                          | 3 – 1                                                | Major League Soccer                                  |
| 732.                                                 | 28 września 2024                                     | Fort Lauderdale, Stany Zjednoczone                   | Inter Miami                                          | Charlotte FC                                         | 1 – 1                                                | 1 – 1                                                | Major League Soccer                                  |
| 733. 734.                                            | 2 października 2024                                  | Columbus, Stany Zjednoczone                          | Inter Miami                                          | Columbus Crew                                        | 0 – 1 0 – 2                                          | 2 – 3                                                | Major League Soccer                                  |
| 735. 736. 737.                                       | 20 października 2024                                 | Fort Lauderdale, Stany Zjednoczone                   | Inter Miami                                          | New England Revolution                               | 4 – 2 5 – 2 6 – 2                                    | 6 – 2                                                | Major League Soccer                                  |
| 738.                                                 | 9 listopada 2024                                     | Fort Lauderdale, Stany Zjednoczone                   | Inter Miami                                          | Atlanta United FC                                    | 2 – 2                                                | 2 – 3                                                | MLS Cup Playoffs 2024                                |
| 739.                                                 | 19 lutego 2025                                       | Kansas City, Stany Zjednoczone                       | Inter Miami                                          | Sporting Kansas City                                 | 0 – 1                                                | 0 – 1                                                | Puchar Mistrzów CONCACAF                             |
| 740.                                                 | 25 lutego 2025                                       | Fort Lauderdale, Stany Zjednoczone                   | Inter Miami                                          | Sporting Kansas City                                 | 1 – 0                                                | 3 – 1                                                | Puchar Mistrzów CONCACAF                             |
| 741.                                                 | 13 marca 2025                                        | Kingston, Jamajka                                    | Inter Miami                                          | Cavalier FC                                          | 0 – 2                                                | 0 – 2                                                | Puchar Mistrzów CONCACAF                             |
| 742.                                                 | 16 marca 2025                                        | Atlanta, Stany Zjednoczone                           | Inter Miami                                          | Atlanta United FC                                    | 1 – 1                                                | 1 – 2                                                | Major League Soccer                                  |
| 743.                                                 | 29 marca 2025                                        | Fort Lauderdale, Stany Zjednoczone                   | Inter Miami                                          | Philadelphia Union                                   | 2 – 0                                                | 2 – 1                                                | Major League Soccer                                  |
| 744.                                                 | 6 kwietnia 2025                                      | Fort Lauderdale, Stany Zjednoczone                   | Inter Miami                                          | Toronto FC                                           | 1 – 1                                                | 1 – 1                                                | Major League Soccer                                  |
| 745. 746.                                            | 9 kwietnia 2025                                      | Fort Lauderdale, Stany Zjednoczone                   | Inter Miami                                          | Los Angeles FC                                       | 1 – 1 3 – 1                                          | 3 – 1                                                | Puchar Mistrzów CONCACAF                             |
| 747.                                                 | 3 maja 2025                                          | Fort Lauderdale, Stany Zjednoczone                   | Inter Miami                                          | New York Red Bulls                                   | 4 – 1                                                | 4 – 1                                                | Major League Soccer                                  |
| 748.                                                 | 10 maja 2025                                         | Saint Paul, Stany Zjednoczone                        | Inter Miami                                          | Minnesota United FC                                  | 2 – 1                                                | 4 – 1                                                | Major League Soccer                                  |
| 749.                                                 | 24 maja 2025                                         | Chester, Stany Zjednoczone                           | Inter Miami                                          | Philadelphia Union                                   | 3 – 2                                                | 3 – 3                                                | Major League Soccer                                  |
| 750. 751.                                            | 28 maja 2025                                         | Fort Lauderdale, Stany Zjednoczone                   | Inter Miami                                          | CF Montréal                                          | 1 – 0 4 – 1                                          | 4 – 2                                                | Major League Soccer                                  |
| 752. 753.                                            | 31 maja 2025                                         | Fort Lauderdale, Stany Zjednoczone                   | Inter Miami                                          | Columbus Crew                                        | 2 – 0 3 – 0                                          | 5 – 1                                                | Major League Soccer                                  |
| 754.                                                 | 19 czerwca 2025                                      | Atlanta, Stany Zjednoczone                           | Inter Miami                                          | FC Porto                                             | 2 – 1                                                | 2 – 1                                                | KMŚ 2025                                             |
| 755. 756.                                            | 5 lipca 2025                                         | Montreal, Kanada                                     | Inter Miami                                          | CF Montréal                                          | 1 – 2 1 – 4                                          | 1 – 4                                                | Major League Soccer                                  |
| 757. 758.                                            | 9 lipca 2025                                         | Foxborough, Stany Zjednoczone                        | Inter Miami                                          | New England Revolution                               | 0 – 1 0 – 2                                          | 1 – 2                                                | Major League Soccer                                  |
| 759. 760.                                            | 12 lipca 2025                                        | Fort Lauderdale, Stany Zjednoczone                   | Inter Miami                                          | Nashville SC                                         | 1 – 0 2 – 1                                          | 2 – 1                                                | Major League Soccer                                  |
| 761. 762.                                            | 19 lipca 2025                                        | Harrison, Stany Zjednoczone                          | Inter Miami                                          | New York Red Bulls                                   | 1 – 4 1 – 5                                          | 1 – 5                                                | Major League Soccer                                  |
| 763.                                                 | 16 sierpnia 2025                                     | Fort Lauderdale, Stany Zjednoczone                   | Inter Miami                                          | Los Angeles Galaxy                                   | 2 – 1                                                | 3 – 1                                                | Major League Soccer                                  |

### Reprezentacyjne
| Szczegółowe informacje o spotkaniach reprezentacyjnych (stan na 10.06.2025) | Szczegółowe informacje o spotkaniach reprezentacyjnych (stan na 10.06.2025) | Szczegółowe informacje o spotkaniach reprezentacyjnych (stan na 10.06.2025) | Szczegółowe informacje o spotkaniach reprezentacyjnych (stan na 10.06.2025) | Szczegółowe informacje o spotkaniach reprezentacyjnych (stan na 10.06.2025) | Szczegółowe informacje o spotkaniach reprezentacyjnych (stan na 10.06.2025) | Szczegółowe informacje o spotkaniach reprezentacyjnych (stan na 10.06.2025) | Szczegółowe informacje o spotkaniach reprezentacyjnych (stan na 10.06.2025) | Szczegółowe informacje o spotkaniach reprezentacyjnych (stan na 10.06.2025) | Szczegółowe informacje o spotkaniach reprezentacyjnych (stan na 10.06.2025) | Szczegółowe informacje o spotkaniach reprezentacyjnych (stan na 10.06.2025) | Szczegółowe informacje o spotkaniach reprezentacyjnych (stan na 10.06.2025) | Szczegółowe informacje o spotkaniach reprezentacyjnych (stan na 10.06.2025) | Szczegółowe informacje o spotkaniach reprezentacyjnych (stan na 10.06.2025) | Szczegółowe informacje o spotkaniach reprezentacyjnych (stan na 10.06.2025) | Szczegółowe informacje o spotkaniach reprezentacyjnych (stan na 10.06.2025) | Szczegółowe informacje o spotkaniach reprezentacyjnych (stan na 10.06.2025) | Szczegółowe informacje o spotkaniach reprezentacyjnych (stan na 10.06.2025) | Szczegółowe informacje o spotkaniach reprezentacyjnych (stan na 10.06.2025) | Szczegółowe informacje o spotkaniach reprezentacyjnych (stan na 10.06.2025) | Szczegółowe informacje o spotkaniach reprezentacyjnych (stan na 10.06.2025) | Szczegółowe informacje o spotkaniach reprezentacyjnych (stan na 10.06.2025) | Szczegółowe informacje o spotkaniach reprezentacyjnych (stan na 10.06.2025) | Szczegółowe informacje o spotkaniach reprezentacyjnych (stan na 10.06.2025) |
| --------------------------------------------------------------------------- | --------------------------------------------------------------------------- | --------------------------------------------------------------------------- | --------------------------------------------------------------------------- | --------------------------------------------------------------------------- | --------------------------------------------------------------------------- | --------------------------------------------------------------------------- | --------------------------------------------------------------------------- | --------------------------------------------------------------------------- | --------------------------------------------------------------------------- | --------------------------------------------------------------------------- | --------------------------------------------------------------------------- | --------------------------------------------------------------------------- | --------------------------------------------------------------------------- | --------------------------------------------------------------------------- | --------------------------------------------------------------------------- | --------------------------------------------------------------------------- | --------------------------------------------------------------------------- | --------------------------------------------------------------------------- | --------------------------------------------------------------------------- | --------------------------------------------------------------------------- | --------------------------------------------------------------------------- | --------------------------------------------------------------------------- | --------------------------------------------------------------------------- |
| Argentyna                                                                   |                                                                             |                                                                             |                                                                             |                                                                             |                                                                             |                                                                             |                                                                             |                                                                             |                                                                             |                                                                             |                                                                             |                                                                             |                                                                             |                                                                             |                                                                             |                                                                             |                                                                             |                                                                             |                                                                             |                                                                             |                                                                             |                                                                             |                                                                             |
| Rok                                                                         | Mecze towarzyskie                                                           | Mecze towarzyskie                                                           | Mecze towarzyskie                                                           | El. do Mistrzostw Świata                                                    | El. do Mistrzostw Świata                                                    | El. do Mistrzostw Świata                                                    | Copa América                                                                | Copa América                                                                | Copa América                                                                | Mistrzostwa świata                                                          | Mistrzostwa świata                                                          | Mistrzostwa świata                                                          | Superpuchar CONMEBOL–UEFA                                                   | Superpuchar CONMEBOL–UEFA                                                   | Superpuchar CONMEBOL–UEFA                                                   | Ogólnie                                                                     | Ogólnie                                                                     | Ogólnie                                                                     |                                                                             |                                                                             |                                                                             |                                                                             |                                                                             |
| Rok                                                                         | Mecze                                                                       | Bramki                                                                      | Asysty                                                                      | Mecze                                                                       | Bramki                                                                      | Asysty                                                                      | Mecze                                                                       | Bramki                                                                      | Asysty                                                                      | Mecze                                                                       | Bramki                                                                      | Asysty                                                                      | Mecze                                                                       | Bramki                                                                      | Asysty                                                                      | Mecze                                                                       | Bramki                                                                      | Asysty                                                                      |                                                                             |                                                                             |                                                                             |                                                                             |                                                                             |
| 2005                                                                        | 2                                                                           | 0                                                                           | 1                                                                           | 3                                                                           | 0                                                                           | 0                                                                           | –                                                                           | –                                                                           | –                                                                           | –                                                                           | –                                                                           | –                                                                           | –                                                                           | –                                                                           | –                                                                           | 5                                                                           | 0                                                                           | 1                                                                           |                                                                             |                                                                             |                                                                             |                                                                             |                                                                             |
| 2006                                                                        | 4                                                                           | 1                                                                           | 1                                                                           | –                                                                           | –                                                                           | –                                                                           | –                                                                           | –                                                                           | –                                                                           | 3                                                                           | 1                                                                           | 1                                                                           | –                                                                           | –                                                                           | –                                                                           | 7                                                                           | 2                                                                           | 2                                                                           |                                                                             |                                                                             |                                                                             |                                                                             |                                                                             |
| 2007                                                                        | 4                                                                           | 2                                                                           | 2                                                                           | 4                                                                           | 2                                                                           | 1                                                                           | 6                                                                           | 2                                                                           | 1                                                                           | –                                                                           | –                                                                           | –                                                                           | –                                                                           | –                                                                           | –                                                                           | 14                                                                          | 6                                                                           | 4                                                                           |                                                                             |                                                                             |                                                                             |                                                                             |                                                                             |
| 2008                                                                        | 2                                                                           | 1                                                                           | 1                                                                           | 6                                                                           | 1                                                                           | 1                                                                           | –                                                                           | –                                                                           | –                                                                           | –                                                                           | –                                                                           | –                                                                           | –                                                                           | –                                                                           | –                                                                           | 8                                                                           | 2                                                                           | 2                                                                           |                                                                             |                                                                             |                                                                             |                                                                             |                                                                             |
| 2009                                                                        | 2                                                                           | 2                                                                           | 0                                                                           | 8                                                                           | 1                                                                           | 1                                                                           | –                                                                           | –                                                                           | –                                                                           | –                                                                           | –                                                                           | –                                                                           | –                                                                           | –                                                                           | –                                                                           | 10                                                                          | 3                                                                           | 1                                                                           |                                                                             |                                                                             |                                                                             |                                                                             |                                                                             |
| 2010                                                                        | 5                                                                           | 2                                                                           | 0                                                                           | –                                                                           | –                                                                           | –                                                                           | –                                                                           | –                                                                           | –                                                                           | 5                                                                           | 0                                                                           | 1                                                                           | –                                                                           | –                                                                           | –                                                                           | 10                                                                          | 2                                                                           | 1                                                                           |                                                                             |                                                                             |                                                                             |                                                                             |                                                                             |
| 2011                                                                        | 5                                                                           | 2                                                                           | 5                                                                           | 4                                                                           | 2                                                                           | 1                                                                           | 4                                                                           | 0                                                                           | 3                                                                           | –                                                                           | –                                                                           | –                                                                           | –                                                                           | –                                                                           | –                                                                           | 13                                                                          | 4                                                                           | 9                                                                           |                                                                             |                                                                             |                                                                             |                                                                             |                                                                             |
| 2012                                                                        | 4                                                                           | 7                                                                           | 0                                                                           | 5                                                                           | 5                                                                           | 1                                                                           | –                                                                           | –                                                                           | –                                                                           | –                                                                           | –                                                                           | –                                                                           | –                                                                           | –                                                                           | –                                                                           | 9                                                                           | 12                                                                          | 1                                                                           |                                                                             |                                                                             |                                                                             |                                                                             |                                                                             |
| 2013                                                                        | 2                                                                           | 3                                                                           | 1                                                                           | 5                                                                           | 3                                                                           | 3                                                                           | –                                                                           | –                                                                           | –                                                                           | –                                                                           | –                                                                           | –                                                                           | –                                                                           | –                                                                           | –                                                                           | 7                                                                           | 6                                                                           | 4                                                                           |                                                                             |                                                                             |                                                                             |                                                                             |                                                                             |
| 2014                                                                        | 7                                                                           | 4                                                                           | 1                                                                           | –                                                                           | –                                                                           | –                                                                           | –                                                                           | –                                                                           | –                                                                           | 7                                                                           | 4                                                                           | 1                                                                           | –                                                                           | –                                                                           | –                                                                           | 14                                                                          | 8                                                                           | 2                                                                           |                                                                             |                                                                             |                                                                             |                                                                             |                                                                             |
| 2015                                                                        | 2                                                                           | 3                                                                           | 0                                                                           | –                                                                           | –                                                                           | –                                                                           | 6                                                                           | 1                                                                           | 3                                                                           | –                                                                           | –                                                                           | –                                                                           | –                                                                           | –                                                                           | –                                                                           | 8                                                                           | 4                                                                           | 3                                                                           |                                                                             |                                                                             |                                                                             |                                                                             |                                                                             |
| 2016                                                                        | 1                                                                           | 0                                                                           | 0                                                                           | 5                                                                           | 3                                                                           | 2                                                                           | 5                                                                           | 5                                                                           | 4                                                                           | –                                                                           | –                                                                           | –                                                                           | –                                                                           | –                                                                           | –                                                                           | 11                                                                          | 8                                                                           | 6                                                                           |                                                                             |                                                                             |                                                                             |                                                                             |                                                                             |
| 2017                                                                        | 2                                                                           | 0                                                                           | 0                                                                           | 5                                                                           | 4                                                                           | 0                                                                           | –                                                                           | –                                                                           | –                                                                           | –                                                                           | –                                                                           | –                                                                           | –                                                                           | –                                                                           | –                                                                           | 7                                                                           | 4                                                                           | 0                                                                           |                                                                             |                                                                             |                                                                             |                                                                             |                                                                             |
| 2018                                                                        | 1                                                                           | 3                                                                           | 1                                                                           | –                                                                           | –                                                                           | –                                                                           | –                                                                           | –                                                                           | –                                                                           | 4                                                                           | 1                                                                           | 2                                                                           | –                                                                           | –                                                                           | –                                                                           | 5                                                                           | 4                                                                           | 3                                                                           |                                                                             |                                                                             |                                                                             |                                                                             |                                                                             |
| 2019                                                                        | 4                                                                           | 4                                                                           | 1                                                                           | –                                                                           | –                                                                           | –                                                                           | 6                                                                           | 1                                                                           | 1                                                                           | –                                                                           | –                                                                           | –                                                                           | –                                                                           | –                                                                           | –                                                                           | 10                                                                          | 5                                                                           | 2                                                                           |                                                                             |                                                                             |                                                                             |                                                                             |                                                                             |
| 2020                                                                        | –                                                                           | –                                                                           | –                                                                           | 4                                                                           | 1                                                                           | 0                                                                           | –                                                                           | –                                                                           | –                                                                           | –                                                                           | –                                                                           | –                                                                           | –                                                                           | –                                                                           | –                                                                           | 4                                                                           | 1                                                                           | 0                                                                           |                                                                             |                                                                             |                                                                             |                                                                             |                                                                             |
| 2021                                                                        | –                                                                           | –                                                                           | –                                                                           | 9                                                                           | 5                                                                           | 0                                                                           | 7                                                                           | 4                                                                           | 5                                                                           | –                                                                           | –                                                                           | –                                                                           | –                                                                           | –                                                                           | –                                                                           | 16                                                                          | 9                                                                           | 5                                                                           |                                                                             |                                                                             |                                                                             |                                                                             |                                                                             |
| 2022                                                                        | 4                                                                           | 10                                                                          | 1                                                                           | 2                                                                           | 1                                                                           | 0                                                                           | –                                                                           | –                                                                           | –                                                                           | 7                                                                           | 7                                                                           | 3                                                                           | 1                                                                           | 0                                                                           | 2                                                                           | 14                                                                          | 18                                                                          | 6                                                                           |                                                                             |                                                                             |                                                                             |                                                                             |                                                                             |
| 2023                                                                        | 3                                                                           | 5                                                                           | 1                                                                           | 5                                                                           | 3                                                                           | 0                                                                           | –                                                                           | –                                                                           | –                                                                           | –                                                                           | –                                                                           | –                                                                           | –                                                                           | –                                                                           | –                                                                           | 8                                                                           | 8                                                                           | 1                                                                           |                                                                             |                                                                             |                                                                             |                                                                             |                                                                             |
| 2024                                                                        | 2                                                                           | 2                                                                           | 1                                                                           | 4                                                                           | 3                                                                           | 3                                                                           | 5                                                                           | 1                                                                           | 1                                                                           | –                                                                           | –                                                                           | –                                                                           | –                                                                           | –                                                                           | –                                                                           | 11                                                                          | 6                                                                           | 5                                                                           |                                                                             |                                                                             |                                                                             |                                                                             |                                                                             |
| 2025                                                                        | –                                                                           | –                                                                           | –                                                                           | 2                                                                           | 0                                                                           | 0                                                                           | –                                                                           | –                                                                           | –                                                                           | –                                                                           | –                                                                           | –                                                                           | –                                                                           | –                                                                           | –                                                                           | 2                                                                           | 0                                                                           | 0                                                                           |                                                                             |                                                                             |                                                                             |                                                                             |                                                                             |
| Ogólnie                                                                     | 56                                                                          | 51                                                                          | 17                                                                          | 71                                                                          | 34                                                                          | 13                                                                          | 39                                                                          | 14                                                                          | 18                                                                          | 26                                                                          | 13                                                                          | 8                                                                           | 1                                                                           | 0                                                                           | 2                                                                           | 193                                                                         | 112                                                                         | 58                                                                          |                                                                             |                                                                             |                                                                             |                                                                             |                                                                             |

### Gole w reprezentacji
| Szczegółowe informacje o golach (stan na 16.10.2024) | Szczegółowe informacje o golach (stan na 16.10.2024) | Szczegółowe informacje o golach (stan na 16.10.2024) | Szczegółowe informacje o golach (stan na 16.10.2024) | Szczegółowe informacje o golach (stan na 16.10.2024) | Szczegółowe informacje o golach (stan na 16.10.2024) | Szczegółowe informacje o golach (stan na 16.10.2024) |
| Lp.                                                  | Data                                                 | Miejsce                                              | Przeciwnik                                           | Gol                                                  | Wynik                                                | Rozgrywki                                            |
| ---------------------------------------------------- | ---------------------------------------------------- | ---------------------------------------------------- | ---------------------------------------------------- | ---------------------------------------------------- | ---------------------------------------------------- | ---------------------------------------------------- |
| 1.                                                   | 1 marca 2006                                         | Bazylea, Szwajcaria                                  | Chorwacja                                            | 2 – 1                                                | 2 – 3                                                | Mecz towarzyski                                      |
| 2.                                                   | 16 czerwca 2006                                      | Gelsenkirchen, Niemcy                                | Serbia i Czarnogóra                                  | 6 – 0                                                | 6 – 0                                                | Mistrzostwa Świata 2006                              |
| 3.4.                                                 | 5 czerwca 2007                                       | Barcelona, Hiszpania                                 | Algieria                                             | 2 – 32 – 4                                           | 3 – 4                                                | Mecz towarzyski                                      |
| 5.                                                   | 8 lipca 2007                                         | Barquisimeto, Wenezuela                              | Peru                                                 | 2 – 0                                                | 4 – 0                                                | Copa América 2007                                    |
| 6.                                                   | 11 lipca 2007                                        | Puerto Ordaz, Wenezuela                              | Meksyk                                               | 0 – 2                                                | 0 – 3                                                | Copa América 2007                                    |
| 7.                                                   | 16 października 2007                                 | Maracaibo, Wenezuela                                 | Wenezuela                                            | 0 – 2                                                | 0 – 2                                                | kwalifikacje do Mistrzostw Świata 2010               |
| 8.                                                   | 20 listopada 2007                                    | Bogota, Kolumbia                                     | Kolumbia                                             | 0 – 1                                                | 2 – 1                                                | kwalifikacje do Mistrzostw Świata 2010               |
| 9.                                                   | 4 czerwca 2008                                       | San Diego, Stany Zjednoczone                         | Meksyk                                               | 0 – 2                                                | 1 – 4                                                | Mecz towarzyski                                      |
| 10.                                                  | 11 października 2008                                 | Buenos Aires, Argentyna                              | Urugwaj                                              | 1 – 0                                                | 2 – 1                                                | kwalifikacje do Mistrzostw Świata 2010               |
| 11.                                                  | 11 lutego 2009                                       | Marsylia, Francja                                    | Francja                                              | 0 – 2                                                | 0 – 2                                                | Mecz towarzyski                                      |
| 12.                                                  | 28 marca 2009                                        | Buenos Aires, Argentyna                              | Wenezuela                                            | 1 – 0                                                | 4 – 0                                                | kwalifikacje do Mistrzostw Świata 2010               |
| 13.                                                  | 14 listopada 2009                                    | Madryt, Hiszpania                                    | Hiszpania                                            | 1 – 1                                                | 2 – 1                                                | Mecz towarzyski                                      |
| 14.                                                  | 7 września 2010                                      | Buenos Aires, Argentyna                              | Hiszpania                                            | 1 – 0                                                | 4 – 1                                                | Mecz towarzyski                                      |
| 15.                                                  | 17 listopada 2010                                    | Doha, Katar                                          | Brazylia                                             | 1 – 0                                                | 1 – 0                                                | Mecz towarzyski                                      |
| 16.                                                  | 9 lutego 2011                                        | Genewa, Szwajcaria                                   | Portugalia                                           | 2 – 1                                                | 2 – 1                                                | Mecz towarzyski                                      |
| 17.                                                  | 20 czerwca 2011                                      | Buenos Aires, Argentyna                              | Albania                                              | 2 – 0                                                | 4 – 0                                                | Mecz towarzyski                                      |
| 18.                                                  | 7 października 2011                                  | Buenos Aires, Argentyna                              | Chile                                                | 2 – 0                                                | 4 – 1                                                | kwalifikacje do Mistrzostw Świata 2014               |
| 19.                                                  | 15 listopada 2011                                    | Barranquilla, Kolumbia                               | Kolumbia                                             | 1 – 1                                                | 1 – 2                                                | kwalifikacje do Mistrzostw Świata 2014               |
| 20.21.22.                                            | 29 lutego 2012                                       | Berno, Szwajcaria                                    | Szwajcaria                                           | 0 – 11 – 21 – 3                                      | 1 – 3                                                | Mecz towarzyski                                      |
| 23.                                                  | 2 czerwca 2012                                       | Buenos Aires, Argentyna                              | Ekwador                                              | 3 – 0                                                | 4 – 0                                                | kwalifikacje do Mistrzostw Świata 2014               |
| 24.25.26.                                            | 9 czerwca 2012                                       | East Rutherford, Stany Zjednoczone                   | Brazylia                                             | 1 – 12 – 14 – 3                                      | 4 – 3                                                | Mecz towarzyski                                      |
| 27.                                                  | 15 sierpnia 2012                                     | Frankfurt, Niemcy                                    | Niemcy                                               | 0 – 2                                                | 1 – 3                                                | Mecz towarzyski                                      |
| 28.                                                  | 7 września 2012                                      | Córdoba, Argentyna                                   | Paragwaj                                             | 3 – 1                                                | 3 – 1                                                | kwalifikacje do Mistrzostw Świata 2014               |
| 29.30.                                               | 12 października 2012                                 | Mendoza, Argentyna                                   | Urugwaj                                              | 1 – 03 – 0                                           | 3 – 0                                                | kwalifikacje do Mistrzostw Świata 2014               |
| 31.                                                  | 16 października 2012                                 | Santiago, Chile                                      | Chile                                                | 0 – 1                                                | 1 – 2                                                | kwalifikacje do Mistrzostw Świata 2014               |
| 32.                                                  | 22 marca 2013                                        | Buenos Aires, Argentyna                              | Wenezuela                                            | 2 – 0                                                | 3 – 0                                                | kwalifikacje do Mistrzostw Świata 2014               |
| 33.34.35.                                            | 14 czerwca 2013                                      | Gwatemala, Gwatemala                                 | Gwatemala                                            | 0 – 1 0 – 3 0 – 4                                    | 0 – 4                                                | Mecz towarzyski                                      |
| 36.37.                                               | 10 września 2013                                     | Asunción, Paragwaj                                   | Paragwaj                                             | 0 – 11 – 4                                           | 2 – 5                                                | kwalifikacje do Mistrzostw Świata 2014               |
| 38.                                                  | 7 czerwca 2014                                       | La Plata, Argentyna                                  | Słowenia                                             | 2 – 0                                                | 2 – 0                                                | Mecz towarzyski                                      |
| 39.                                                  | 15 czerwca 2014                                      | Rio de Janeiro, Brazylia                             | Bośnia i Hercegowina                                 | 2 – 0                                                | 2 – 1                                                | Mistrzostwa Świata 2014                              |
| 40.                                                  | 21 czerwca 2014                                      | Belo Horizonte, Brazylia                             | Iran                                                 | 1 – 0                                                | 1 – 0                                                | Mistrzostwa Świata 2014                              |
| 41.42.                                               | 25 czerwca 2014                                      | Porto Alegre, Brazylia                               | Nigeria                                              | 0 – 11 – 2                                           | 2 – 3                                                | Mistrzostwa Świata 2014                              |
| 43.44.                                               | 14 października 2014                                 | Hongkong, Chiny                                      | Chiny                                                | 0 – 50 – 7                                           | 0 – 7                                                | Mecz towarzyski                                      |
| 45.                                                  | 12 listopada 2014                                    | Londyn, Anglia                                       | Chorwacja                                            | 2 – 1                                                | 2 – 1                                                | Mecz towarzyski                                      |
| 46.                                                  | 13 czerwca 2015                                      | La Serena, Chile                                     | Paragwaj                                             | 2 – 0                                                | 2 – 2                                                | Copa América 2015                                    |
| 47.48.                                               | 4 września 2015                                      | Houston, Stany Zjednoczone                           | Boliwia                                              | 5 – 06 – 0                                           | 7 – 0                                                | Mecz towarzyski                                      |
| 49.                                                  | 8 września 2015                                      | Arlington, Stany Zjednoczone                         | Meksyk                                               | 2 – 2                                                | 2 – 2                                                | Mecz towarzyski                                      |
| 50.                                                  | 29 marca 2016                                        | Córdoba, Argentyna                                   | Boliwia                                              | 2 – 0                                                | 2 – 0                                                | kwalifikacje do Mistrzostw Świata 2018               |
| 51.52.53.                                            | 10 czerwca 2016                                      | Chicago, Stany Zjednoczone                           | Panama                                               | 2 – 03 – 04 – 0                                      | 5 – 0                                                | Copa América 2016                                    |
| 54.                                                  | 18 czerwca 2016                                      | Foxborough, Stany Zjednoczone                        | Wenezuela                                            | 3 – 0                                                | 4 – 1                                                | Copa América 2016                                    |
| 55.                                                  | 21 czerwca 2016                                      | Houston, Stany Zjednoczone                           | Stany Zjednoczone                                    | 0 – 2                                                | 0 – 4                                                | Copa América 2016                                    |
| 56.                                                  | 1 września 2016                                      | Mendoza, Argentyna                                   | Urugwaj                                              | 1 – 0                                                | 1 – 0                                                | kwalifikacje do Mistrzostw Świata 2018               |
| 57.                                                  | 15 listopada 2016                                    | San Juan, Argentyna                                  | Kolumbia                                             | 1 – 0                                                | 3 – 0                                                | kwalifikacje do Mistrzostw Świata 2018               |
| 58.                                                  | 23 marca 2017                                        | Buenos Aires, Argentyna                              | Chile                                                | 1 – 0                                                | 1 – 0                                                | kwalifikacje do Mistrzostw Świata 2018               |
| 59.60.61.                                            | 10 października 2017                                 | Quito, Ekwador                                       | Ekwador                                              | 1 – 1 1 – 2 1 – 3                                    | 1 – 3                                                | kwalifikacje do Mistrzostw Świata 2018               |
| 62.63.64.                                            | 29 maja 2018                                         | Buenos Aires, Argentyna                              | Haiti                                                | 1 – 0 2 – 0 3 – 0                                    | 4 – 0                                                | Mecz towarzyski                                      |
| 65.                                                  | 26 czerwca 2018                                      | Petersburg, Rosja                                    | Nigeria                                              | 0 – 1                                                | 1 – 2                                                | Mistrzostwa Świata 2018                              |
| 66.67.                                               | 7 czerwca 2019                                       | San Juan, Argentyna                                  | Nikaragua                                            | 1 – 0 2 – 0                                          | 5 – 1                                                | Mecz towarzyski                                      |
| 68.                                                  | 19 czerwca 2019                                      | Belo Horizonte, Brazylia                             | Paragwaj                                             | 1 – 1                                                | 1 – 1                                                | Copa América 2019                                    |
| 69.                                                  | 15 listopada 2019                                    | Rijad, Arabia Saudyjska                              | Brazylia                                             | 0 – 1                                                | 0 – 1                                                | Superclásico de las Américas                         |
| 70.                                                  | 18 listopada 2019                                    | Tel Awiw, Izrael                                     | Urugwaj                                              | 2 – 2                                                | 2 – 2                                                | Mecz towarzyski                                      |
| 71.                                                  | 8 października 2020                                  | Buenos Aires, Argentyna                              | Ekwador                                              | 1 – 0                                                | 1 – 0                                                | kwalifikacje do Mistrzostw Świata 2022               |
| 72.                                                  | 3 czerwca 2021                                       | Santiago del Estero, Argentyna                       | Chile                                                | 1 – 0                                                | 1 – 1                                                | kwalifikacje do Mistrzostw Świata 2022               |
| 73.                                                  | 14 czerwca 2021                                      | Rio de Janeiro, Brazylia                             | Chile                                                | 1 – 0                                                | 1 – 1                                                | Copa América 2021                                    |
| 74.75.                                               | 28 czerwca 2021                                      | Cuiabá, Brazylia                                     | Boliwia                                              | 0 – 2 0 – 3                                          | 1 – 4                                                | Copa América 2021                                    |
| 76.                                                  | 3 lipca 2021                                         | Goiânia, Brazylia                                    | Ekwador                                              | 3 – 0                                                | 3 – 0                                                | Copa América 2021                                    |
| 77.78.79.                                            | 9 września 2021                                      | Buenos Aires, Argentyna                              | Boliwia                                              | 1 – 0 2 – 0 3 – 0                                    | 3 – 0                                                | kwalifikacje do Mistrzostw Świata 2022               |
| 80.                                                  | 10 października 2021                                 | Buenos Aires, Argentyna                              | Urugwaj                                              | 1 – 0                                                | 3 – 0                                                | kwalifikacje do Mistrzostw Świata 2022               |
| 81.                                                  | 25 marca 2022                                        | Buenos Aires, Argentyna                              | Wenezuela                                            | 3 – 0                                                | 3 – 0                                                | kwalifikacje do Mistrzostw Świata 2022               |
| 82.83.84.85.86.                                      | 5 czerwca 2022                                       | Pampeluna, Hiszpania                                 | Estonia                                              | 1 – 0 2 – 0 3 – 0 4 – 0 5 – 0                        | 5 – 0                                                | Mecz towarzyski                                      |
| 87.88.                                               | 23 września 2022                                     | Miami Gardens, Stany Zjednoczone                     | Honduras                                             | 2 – 0 3 – 0                                          | 3 – 0                                                | Mecz towarzyski                                      |
| 89.90.                                               | 27 września 2022                                     | Harrison, Stany Zjednoczone                          | Jamajka                                              | 2 – 0 3 – 0                                          | 3 – 0                                                | Mecz towarzyski                                      |
| 91.                                                  | 16 listopada 2022                                    | Abu Zabi, Zjednoczone Emiraty Arabskie               | Zjednoczone Emiraty Arabskie                         | 0 – 4                                                | 0 – 5                                                | Mecz towarzyski                                      |
| 92.                                                  | 22 listopada 2022                                    | Lusajl, Katar                                        | Arabia Saudyjska                                     | 1 – 0                                                | 1 – 2                                                | Mistrzostwa Świata 2022                              |
| 93.                                                  | 26 listopada 2022                                    | Lusajl, Katar                                        | Meksyk                                               | 1 – 0                                                | 2 – 0                                                | Mistrzostwa Świata 2022                              |
| 94.                                                  | 3 grudnia 2022                                       | Ar-Rajjan, Katar                                     | Australia                                            | 1 – 0                                                | 2 – 1                                                | Mistrzostwa Świata 2022                              |
| 95.                                                  | 9 grudnia 2022                                       | Lusajl, Katar                                        | Holandia                                             | 0 – 2                                                | 2 – 2 (3:4 k.)                                       | Mistrzostwa Świata 2022                              |
| 96.                                                  | 13 grudnia 2022                                      | Lusajl, Katar                                        | Chorwacja                                            | 1 – 0                                                | 3 – 0                                                | Mistrzostwa Świata 2022                              |
| 97.98.                                               | 18 grudnia 2022                                      | Lusajl, Katar                                        | Francja                                              | 1 – 0 3 – 2                                          | 3 – 3 (4:2 k.)                                       | Mistrzostwa Świata 2022                              |
| 99.                                                  | 23 marca 2023                                        | Buenos Aires, Argentyna                              | Panama                                               | 2 – 0                                                | 2 – 0                                                | Mecz towarzyski                                      |
| 100.101.102.                                         | 28 marca 2023                                        | Santiago del Estero, Argentyna                       | Curaçao                                              | 1 – 0 3 – 0 5 – 0                                    | 7 – 0                                                | Mecz towarzyski                                      |
| 103.                                                 | 15 czerwca 2023                                      | Pekin, Chiny                                         | Australia                                            | 1 – 0                                                | 2 – 0                                                | Mecz towarzyski                                      |
| 104.                                                 | 7 września 2023                                      | Buenos Aires, Argentyna                              | Ekwador                                              | 1 – 0                                                | 1 – 0                                                | kwalifikacje do Mistrzostw Świata 2026               |
| 105.106.                                             | 18 października 2023                                 | Lima, Peru                                           | Peru                                                 | 0 – 1 0 – 2                                          | 0 – 2                                                | kwalifikacje do Mistrzostw Świata 2026               |
| 107.108.                                             | 14 czerwca 2024                                      | Landover, Stany Zjednoczone                          | Gwatemala                                            | 1 – 1 1 – 4                                          | 1 – 4                                                | Mecz towarzyski                                      |
| 109.                                                 | 10 lipca 2024                                        | East Rutherford, Stany Zjednoczone                   | Kanada                                               | 2 – 0                                                | 2 – 0                                                | Copa América 2024                                    |
| 110.111.112.                                         | 15 października 2024                                 | Buenos Aires, Argentyna                              | Boliwia                                              | 1 – 0 5 – 0 6 – 0                                    | 6 – 0                                                | kwalifikacje do Mistrzostw Świata 2026               |

## Sukcesy

### FC Barcelona
- Mistrzostwo Hiszpanii: 2004/2005, 2005/2006, 2008/2009, 2009/2010, 2010/2011, 2012/2013, 2014/2015, 2015/2016, 2017/2018, 2018/2019
- Puchar Króla: 2008/2009, 2011/2012, 2014/2015, 2015/2016, 2016/2017, 2017/2018, 2020/2021
- Superpuchar Hiszpanii: 2005, 2006, 2009, 2010, 2011, 2013, 2016, 2018
- Liga Mistrzów UEFA: 2005/2006, 2008/2009, 2010/2011, 2014/2015
- Superpuchar Europy UEFA: 2009, 2011, 2015
- Klubowe mistrzostwa świata: 2009, 2011, 2015

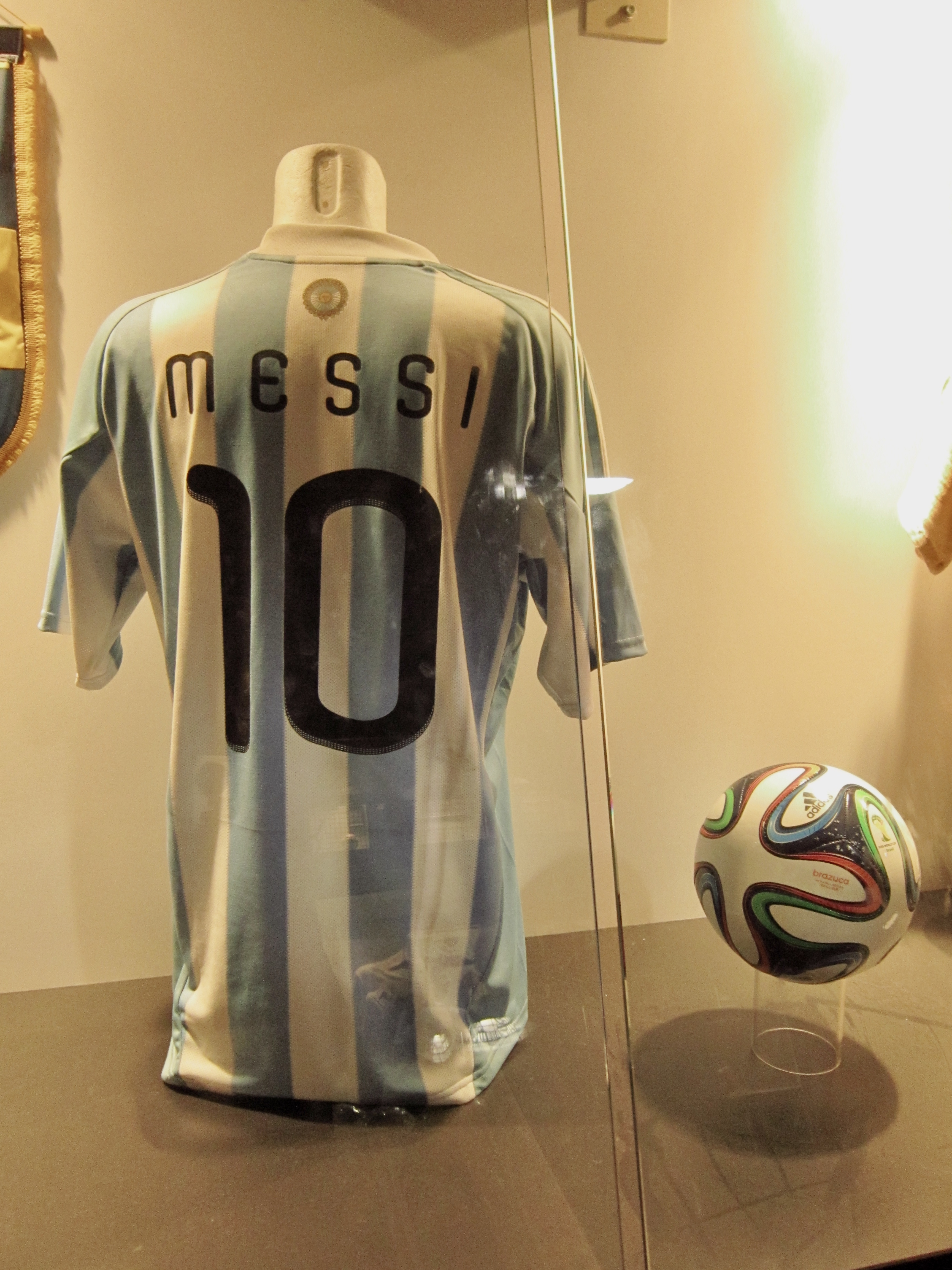
Koszulka Messiego w Muzeum San Siro

### Paris Saint-Germain
- Mistrzostwo Francji: 2021/2022, 2022/2023
- Superpuchar Francji: 2022

### Inter Miami CF
- Tarcza Kibiców: 2024
- Leagues Cup: 2023

### Reprezentacyjne
- Mistrzostwo świata: 2022
- Copa América: 2021, 2024
- Wicemistrz świata: 2014
- Wicemistrz Copa América: 2007, 2015, 2016
- 3. miejsce na Copa América: 2019
- Superpuchar CONMEBOL–UEFA: 2022
- Mistrz olimpijski: 2008
- Mistrzostwo świata U-20: 2005
- 3. miejsce na Mistrzostwach Ameryki Południowej U-20: 2005

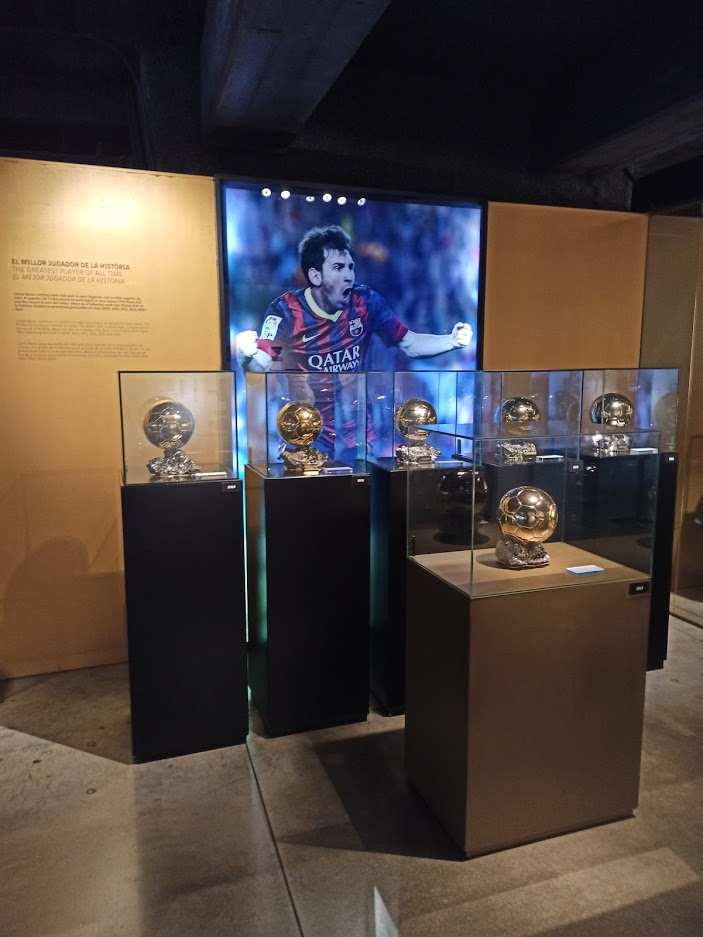
Sześć Złotych Piłek zdobytych przez Messiego w Muzeum FC Barcelony

### Indywidualne
- Król strzelców Primera División: 2009/2010 (34 gole), 2011/2012 (50 goli), 2012/2013 (46 goli), 2016/2017 (37 goli), 2017/2018 (34 gole), 2018/2019 (36 goli), 2019/2020 (25 goli), 2020/2021 (30 goli)[497]
- Król strzelców Pucharu Hiszpanii: 2008/2009 (6 goli)[j], 2010/2011 (7 goli)[k], 2013/2014 (5 goli), 2015/2016 (5 goli)[l], 2016/2017 (5 goli)[m]
- Król strzelców Klubowych mistrzostw świata: 2011 (2 gole)[n]
- Król strzelców Ligi Mistrzów UEFA: 2008/2009 (9 goli), 2009/2010 (8 goli), 2010/2011 (12 goli), 2011/2012 (14 goli), 2014/2015 (10 goli)[o], 2018/2019 (12 goli)
- Król strzelców Leagues Cup: 2023 (10 goli)
- Król strzelców Copa América: 2021 (4 gole)[p]
- Król strzelców Mistrzostw świata U-20: 2005 (6 goli)
- Najlepszy strzelec na świecie w rozgrywkach klubowych w jednym roku kalendarzowym: 2010 (58 goli), 2011 (55 goli), 2012 (79 goli), 2016 (51 goli), 2017 (50 goli)[q], 2018 (47 goli)
- Król asyst Primera División: 2011/2012 (18 asyst), 2014/2015 (18 asyst), 2015/2016 (16 asyst)[r], 2017/2018 (12 asyst)[s], 2018/2019 (13 asyst)[t], 2019/2020 (21 asyst)
- Król asyst Pucharu Hiszpanii: 2015/2016 (6 asyst), 2016/2017 (3 asysty)[u], 2017/2018 (4 asysty)
- Król asyst Ligue 1: 2022/2023 (16 asyst)
- Król asyst Ligi Mistrzów UEFA: 2011/2012 (5 asyst)[v], 2014/2015 (5 asyst)
- Król asyst Mistrzostw świata: 2018 (2 asysty)[w], 2022 (3 asysty)[x]
- Król asyst Copa América: 2011 (3 asysty)[y], 2015 (3 asysty)[z], 2016 (4 asysty), 2021 (5 asyst)

### Wyróżnienia
- Złota Piłka FIFA: 2009, 2010[498], 2011[499], 2012[500], 2015[501],
- Złota Piłka FIFA (2. miejsce): 2013[502], 2014[503]
- Złota Piłka „France Football”: 2009[504], 2019(inne języki), 2021(inne języki), 2023(inne języki)
- Złota Piłka „France Football” (2. miejsce): 2008[505], 2016[506], 2017[507]
- Piłkarz Roku FIFA: 2009[508], 2019[509], 2022[510], 2023[511]
- Piłkarz Roku FIFA (2. miejsce): 2007[512], 2008[513], 2016[514], 2017[515], 2021[516]
- Piłkarz Roku UEFA: 2010/2011[517], 2014/2015[518]
- Piłkarz Roku UEFA (2. miejsce): 2011/2012[519], 2012/2013[520], 2016/2017[521], 2018/2019[522], 2022/2023[523]
- UEFA Club Footballer of the Year(inne języki): 2008/2009[524]
- Europejski Złoty But: 2009/2010[525], 2011/2012[526], 2012/2013[527], 2016/2017[528], 2017/2018[529], 2018/2019[530]
- Bravo Award: 2007[531]
- Premio Don Balón (Najlepszy Obcokrajowiec): 2006/2007, 2008/2009, 2009/2010[532]
- Złota Piłka Mistrzostw świata: 2014[401], 2022[19]
- Złota Piłka Copa América: 2015[aa][406], 2021[456]
- Srebrna piłka Klubowych Mistrzostw Świata: 2015[533]
- Najlepszy piłkarz Mistrzostw świata U-20: 2005[358]
- Najlepszy piłkarz Klubowych Mistrzostw Świata: 2009[534], 2011[535]
- Najlepszy piłkarz Leagues Cup: 2023[306]
- Najlepszy iberoamerykański piłkarz Primera División według EFE: 2006/2007, 2008/2009, 2009/2010, 2010/2011, 2011/2012[536]
- Najlepszy napastnik Primera División: 2008/2009[537], 2009/2010[537], 2010/2011[537], 2011/2012[538], 2012/2013[539], 2014/2015[540], 2015/2016[541]
- Najlepszy napastnik Ligi Mistrzów UEFA: 2008/2009[542], 2018/2019[543]
- Piłkarz dekady na świecie według IFFHS: 2011–2020[544]
- Piłkarz dekady CONMEBOL według IFFHS: 2011–2020[545]
- Piłkarz sezonu Primera División: 2008/2009, 2009/2010, 2010/2011, 2011/2012, 2012/2013, 2014/2015, 2016/2017, 2017/2018, 2018/2019[546]
- Piłkarz sezonu Major League Soccer: 2024[547]
- Piłkarz sezonu Ligi Mistrzów UEFA: 2010/2011[548], 2014/2015[549]
- Piłkarz sezonu w Barcelonie: 2009/2010, 2010/2011, 2012/2013[550], 2014/2015[551], 2016/2017[552], 2017/2018[553]
- Piłkarz sezonu w Interze Miami: 2023[554]
- Piłkarz Roku w Argentynie: 2005, 2007, 2008, 2009, 2010, 2011, 2012, 2013, 2015, 2016, 2017, 2019, 2020, 2021, 2022, 2023[555]
- Piłkarz Roku w plebiscycie redakcji TVP Sport: 2022[556]
- Piłkarz Roku według IFFHS: 2022[557]
- Sportowiec Roku w Argentynie: 2011[558], 2021[559], 2022[560], 2023[ab][561]
- Sportowiec Roku na świecie Laureus: 2020[ac][562], 2023[563]
- Sportowiec Roku na świecie według ESPY: 2012[564], 2015[565], 2019[566]
- Sportowiec Roku w plebiscycie tygodnika Time: 2023[567]
- Sportowiec Roku w plebiscycie dziennika L’Équipe: 2011[568], 2022[569]
- Osobowść Roku w plebiscycie BBC Sport: 2022[570]
- Piłkarz Roku w plebiscycie dziennika „The Guardian”: 2012[571], 2013[572], 2015[573], 2017[574], 2019[575], 2022[576]
- Piłkarz Roku w plebiscycie „World Soccer”: 2009[577], 2011[578], 2012[579], 2015[580], 2019[581], 2022[582]
- Piłkarz Roku w plebiscycie magazynu „FourFourTwo”: 2009, 2010, 2011, 2012, 2015[583], 2017[584], 2018[585], 2019[586]
- Piłkarz Roku według ESPY: 2023[587]
- Piłkarz Roku według El País: 2009[588], 2010[589], 2011[590], 2012[591]
- Piłkarz Roku w plebiscycie Globe Soccer Awards: 2015[592]
- Piłkarz Roku w plebiscycie Sky Sports według WhoScored: 2016[593]
- Piłkarz Roku w plebiscycie serwisu Goal50: 2008/2009, 2010/2011, 2012/2013, 2014/2015, 2020/2021[594], 2021/2022[595], 2022/2023[596]
- Onze d’Or: 2009[597], 2010/2011[598], 2011/2012[599], 2017/2018[600]
- Onze d’Argent: 2008, 2016/2017, 2018/2019, 2020/2021[601]
- Piłkarz miesiąca w Primera División: Styczeń 2016[602], Kwiecień 2017[603], Kwiecień 2018[604], Wrzesień 2018[605], Marzec 2019[606], Listopad 2019[607], Luty 2020[608], Luty 2021[609]
- Piłkarz miesiąca w Ligue 1: Wrzesień 2022[610]
- Piłkarz miesiąca w Major League Soccer: Kwiecień 2024[611], Październik 2024[612], Maj 2025[613], Lipiec 2025[614]
- Najlepszy napastnik świata według ESPN: 2014, 2015, 2016, 2017, 2018, 2019, 2020, 2021[615]
- Najlepszy rozgrywający na świecie według IFFHS: 2015[616], 2016[617], 2017[618], 2019[619], 2022[620]
- Najlepszy rozgrywający dekady na świecie według IFFHS: 2011–2020[621]
- Najlepszy strzelec rozgrywek ligowych według IFFHS: 2012, 2013, 2017, 2018[622]
- Najlepszy strzelec rozgrywek międzynarodowych według IFFHS: 2011, 2012, 2022[622][623]
- Najlepszy strzelec w roku kalendarzowym według IFFHS: 2012, 2016[624]
- Najlepszy młody piłkarz roku według FIFPro: 2006, 2007, 2008[625]
- Najlepszy młody piłkarz Copa América: 2007[626]
- Najlepszy młody piłkarz roku według World Soccer: 2006, 2007, 2008[627]
- Drużyna wszech czasów France Football[628]
- Drużyna wszech czasów World Soccer[629]
- Drużyna dekady na świecie według IFFHS: 2011–2020[630]
- Drużyna dekady ze strefy CONMEBOL według IFFHS: 2011–2020[631]
- Drużyna Roku na świecie Laureus: 2023[632]
- Drużyna Roku UEFA: 2008[633], 2009[634], 2010[635], 2011[636], 2012[637], 2014[638], 2015[639], 2016[640], 2017[641], 2018[642], 2019[643], 2020[644]
- Drużyna roku na świecie według IFFHS: 2017[645], 2018[646], 2019[647], 2020[648], 2021[649][650], 2022[651], 2023[652]
- Drużyna roku według L’Équipe: 2008[653], 2009, 2010, 2011[654], 2012[655], 2013[656], 2014[657], 2015[658], 2016[659], 2017[660], 2018[661], 2022[662]
- Drużyna roku European Sports Media: 2005/2006, 2007/2008, 2008/2009, 2009/2010, 2010/2011, 2011/2012, 2012/2013, 2014/2015, 2015/2016, 2016/2017, 2017/2018, 2018/2019, 2019/2020, 2020/2021[663], 2022/2023[664]
- Drużyna sezonu Primera División: 2014/2015[665], 2015/2016[666]
- Drużyna sezonu Ligue 1: 2022/2023[667]
- Drużyna sezonu Major League Soccer: 2024[668]
- Drużyna sezonu Ligi Mistrzów UEFA: 2014/2015[669], 2015/2016[670], 2016/2017[671], 2017/2018[672], 2018/2019[673], 2019/2020[674], 2020/2021[675]
- Drużyna sezonu najmocniejszych lig w Europie według WhoScored: 2021/2022[676]
- Drużyna turnieju Mistrzostw świata: 2014[677], 2022[678]
- Drużyna turnieju Copa América: 2007[679], 2015[680], 2016[681], 2021[682], 2024[683]
- Jedenastka Roku FIFA FIFPro: 2007[684], 2008[685], 2009[686], 2010[687], 2011[688], 2012[689], 2013[690], 2014[691], 2015[692], 2016[693], 2017[694], 2018[695], 2019[696], 2020[697], 2021[698], 2022[699], 2023[700]

### Rekordy
Barcelona
- Najskuteczniejszy strzelec w historii piłki nożnej dla jednego klubu: 672 goli dla Barcelony
- Najskuteczniejszy strzelec w rozgrywkach europejskich oraz międzynarodowych dla Barcelony: 128[ad]
- Najskuteczniejszy zawodnik w historii jednej edycji Ligi Mistrzów UEFA dla Barcelony: 14 goli (2011/2012)
- Najskuteczniejszy strzelec z rzutów wolnych dla Barcelony: 50 goli
- Najwięcej hat tricków dla Barcelony: 48
- Najwięcej meczów w historii Barcelony: 778
- Najwięcej zwycięstw w historii Barcelony: 542
- Najwięcej asyst dla jednego klubu w historii piłki nożnej: 269 asyst dla Barcelony
- Najbardziej utytułowany zawodnik w historii Barcelony: 35 trofeów

Inter Miami
- Najskuteczniejszy strzelec w historii Interu Miami: 59 goli
- Najwięcej asyst w historii Interu Miami: 28 asyst
- Najwięcej asyst dla Interu Miami w historii Major League Soccer: 20 asyst

Reprezentacja Argentyny
- Najskuteczniejszy strzelec w historii reprezentacji Argentyny: 112 goli
- Najskuteczniejszy strzelec w historii reprezentacji ze strefy CONMEBOL: 112 goli dla reprezentacji Argentyny
- Najskuteczniejszy zawodnik w historii reprezentacji Argentyny w meczach o stawkę: 61 goli
- Najskuteczniejszy strzelec w historii reprezentacji Argentyny na Mistrzostwach świata: 13 goli
- Drugi najskuteczniejszy strzelec reprezentacji Argentyny w historii Copa América: 14 goli[ae]
- Najskuteczniejszy zawodnik w historii reprezentacji Argentyny w jednym roku kalendarzowym: 18 goli (2022)
- Pierwszy zawodnik w historii reprezentacji Argentyny, który strzelił dwukrotnie co najmniej 10 goli w jednym roku kalendarzowym: 12 goli (2012), 18 goli (2022)
- Najskuteczniejszy zawodnik w ramach jednej edycji kwalifikacji do Mistrzostw świata dla reprezentacji Argentyny: 10 goli (2014)[af][701]
- Pierwszy zawodnik w historii reprezentacji Argentyny, który strzelał gole w ośmiu kolejnych meczach tej drużyny[ag][702]
- Najwięcej hat tricków dla reprezentacji narodowych: 10 dla reprezentacji Argentyny[ah]
- Pierwszy piłkarz ze strefy CONMEBOL, który zdobył 100 goli
- Najskuteczniejszy strzelec z rzutów w wolnych dla reprezentacji Argentyny: 11 goli
- Najwięcej meczów dla reprezentacji Argentyny: 193
- Najwięcej meczów dla reprezentacji ze strefy CONMEBOL: 193 dla reprezentacji Argentyny
- Najwięcej meczów kwalifikacyjnych do Mistrzostw świata dla reprezentacji Argentyny: 71
- Najwięcej zwycięstw w historii dla reprezentacji Argentyny: 121
- Najwięcej zwycięstw dla reprezentacji ze strefy CONMEBOL: 121 dla reprezentacji Argentyny
- Najwięcej zwycięstw dla reprezentacji Argentyny w meczach o stawkę: 81
- Najwięcej zwycięstw dla reprezentacji ze strefy CONMEBOL w meczach o stawkę: 81 dla reprezentacji Argentyny
- Najwięcej asyst dla reprezentacji narodowych: 58 asyst dla reprezentacji Argentyny[ai]
- Najwięcej asyst w historii Mistrzostw świata dla reprezentacji Argentyny: 8 asyst[aj]
- Jedyny argentyński zawodnik, który strzelił gola wszystkim reprezentacjom ze strefy CONMEBOL
- Jedyny argentyński zawodnik, który strzelił gola na 4 różnych edycjach Mistrzostw świata (2006, 2014–2022)
- Jedyny argentyński zawodnik, który strzelił gola w 6 różnych meczach na jednej edycji Mistrzostw świata (2022)
- Jedyny argentyński zawodnik, który strzelił gola w każdym meczu fazy pucharowej na jednej edycji Mistrzostw świata (2022)
- Jedyny argentyński zawodnik, który zagrał na 7 edycjach Copa América (2007–2024)[703]

Rozgrywki klubowe w Hiszpanii
- Najskuteczniejszy zawodnik w historii na najwyższym poziomie rozgrywkowym: 474 w Primera División
- Najskuteczniejszy zawodnik w historii Primera División w jednym sezonie: 50 goli (2011/2012)
- Najskuteczniejszy zawodnik w historii Primera División w jednym roku kalendarzowym: 59 goli (2012)
- Najwięcej asyst w historii Primera División: 192 asysty
- Najwięcej asyst w jednym sezonie Primera División: 21 asyst (2019/2020)
- Najskuteczniejszy zawodnik w historii Primera División z dwoma golami w jednym meczu: 116[704]
- Najwięcej hat tricków w historii Primera División: 36
- Najskuteczniejszy zawodnik w historii Primera División z czterema golami w jednym meczu: 5
- Najwięcej hat tricków w jednym sezonie Primera División: 8[ak] (2011/2012)
- Najwięcej meczów w historii Primera División, jako obcokrajowiec: 520
- Najwięcej zwycięstw w historii Primera División: 383
- Najskuteczniejszy zawodnik w meczach domowych w historii Primera División: 277 goli
- Najskuteczniejszy zawodnik w meczach wyjazdowych w historii Primera División: 197 goli
- Najwięcej meczów z golem w jednym sezonie Primera División (38 meczów): 27 meczów (2012/2013)
- Najskuteczniejszy zawodnik w historii Primera División w meczach domowych, w jednym sezonie: 35 goli (2011/2012)
- Najskuteczniejszy zawodnik w historii Primera División w meczach wyjazdowych, w jednym sezonie: 24 gole (2012/2013)
- Najwięcej kolejnych meczów z golem w Primera División: 21 meczów, 33 gole (2012/2013)
- Najwięcej meczów u siebie z golem w jednym sezonie Primera División: 16 meczów (2011/2012)
- Najwięcej meczów na wyjeździe z golem w jednym sezonie Primera División: 15 meczów (2012/2013)
- Najwięcej goli strzelonych bezpośrednio z rzutu wolnego w Primera División: 39 goli
- Najwięcej różnych drużyn w Primera División, którym strzelił gola: 38 drużyn[705]
- Najwięcej różnych stadionów, na którym strzelił gola: 36[706]
- Najskuteczniejszy obcokrajowiec w historii Pucharu Hiszpanii: 56 goli
- Najskuteczniejszy zawodnik w historii finałów Pucharu Hiszpanii: 9 goli
- Najwięcej asyst w finałach Pucharu Hiszpanii: 6 asyst
- Najszybciej strzelony dublet w finale Pucharu Hiszpanii 5 minut[707]
- Najwięcej finałów Pucharu Hiszpanii: 10[al]
- Najskuteczniejszy zawodnik w historii Superpucharu Hiszpanii: 14
- Najwięcej meczów z golem w Superpucharze Hiszpanii: 7
- Najwięcej meczów w Superpucharze Hiszpanii: 20[am]
- Najskuteczniejszy zawodnik w historii El Clásico: 26
- Najwięcej asyst w El Clásico: 14 asyst
- Najbardziej utytułowany obcokrajowiec w historii Primera División: 10 mistrzostw Hiszpanii
- Najbardziej utytułowany zawodnik w historii Pucharu Hiszpanii: 7[an]
- Najbardziej utytułowany zawodnik w historii Superpucharu Hiszpanii: 8
- Najwięcej Trofeo Pichichi: 8
- Jedyny zawodnik, który zdobył Trofeo Pichichi 5 razy z rzędu[497]
- Jedyny zawodnik, który strzelił bramkę w 7 różnych finałach Pucharu Hiszpanii
- Pierwszy zawodnik który zdobył gola w 15, 16 oraz 17 kolejnych sezonach w Primera División
- Jedyny zawodnik, który strzelił co najmniej 10 goli w 15 kolejnych sezonach w Primera División
- Najmłodszy zawodnik z 200 golami w Primera División: 25 lat
- Jedyny zawodnik z co najmniej 400 golami w hiszpańskim futbolu
- Pierwszy piłkarz w historii Primera División który przekroczył granicę 300, 350, 400 oraz 450 goli
- Pierwszy piłkarz w historii Primera División który przekroczył granicę 150 asyst

Rozgrywki klubowe we Francji
- Jedyny zawodnik, który w Ligue 1 dwa razy w jednym sezonie zdobył 3 asysty w jednym meczu (2021/2022)
- Najwięcej asyst w jednym roku kalendarzowym w Ligue 1: 20 w 2022

Rozgrywki klubowe w Stanach Zjednoczonych
- Jedyny zawodnik, który w MLS zanotował 5 asyst w jednym meczu[ao]
- Jedyny zawodnik, który w MLS brał udział przy sześciu golach w jednym meczu[ap]
- Jedyny zawodnik, który strzelał dwa gole w czterech kolejnych spotkaniach MLS[708]

Leagues Cup
- Najskuteczniejszy zawodnik w jednej edycji Leagues Cup: 10 goli (2023)

Liga Mistrzów
- Najskuteczniejszy strzelec w historii Ligi Mistrzów UEFA dla jednego klubu: 120 goli dla FC Barcelony
- Najwięcej goli w jednym meczu Ligi Mistrzów UEFA: 5 goli[aq][709]
- Najskuteczniejszy zawodnik w fazie grupowej Ligi Mistrzów UEFA: 80 goli
- Najskuteczniejszy zawodnik w meczach domowych Ligi Mistrzów UEFA: 78 goli
- Najszybciej strzelone 100 bramek w historii Ligi Mistrzów UEFA: 123 mecze
- Najwięcej hat tricków w historii Ligi Mistrzów: 8[ar]
- Najwięcej drużyn, którym strzelił gola w Lidze Mistrzów: 40
- Jeden z dwóch piłkarzy w historii, który w 18 kolejnych sezonach Ligi Mistrzów strzelił gola[as][710]

Mistrzostwa świata
- Najskuteczniejszy zawodnik w historii meczów kwalifikacyjnych CONMEBOL do Mistrzostw świata: 34 goli
- Najwięcej hat tricków w meczach kwalifikacyjnych CONMEBOL do Mistrzostw świata: 3[711]
- Najwięcej wygranych meczów kwalifikacyjnych do Mistrzostw świata: 38[at]
- Najwięcej meczów w historii Mistrzostw świata: 26
- Najwięcej meczów jako kapitan w historii Mistrzostw świata: 19
- Najwięcej wygranych meczów dla reprezentacji ze strefy CONMEBOL na Mistrzostwach świata: 16[au][712]
- Najwięcej meczów z bramką na Mistrzostwach świata: 11[av]
- Najwięcej asyst w fazie pucharowej Mistrzostw świata: 6
- Jedyny zawodnik, który strzelił go we wszystkich rundach na jednej edycji Mistrzostw świata (Group Stage, R16, QF, SF, F)
- Jedyny zawodnik, który został nagrodzony MOTM w każdym meczu fazy pucharowej na jednej edycji Mistrzostw świata (2022)
- Jedyny zawodnik, który zdobył asystę na 5 edycjach Mistrzostw świata (2006–2022)
- Jedyny zawodnik, który zdobył bramkę oraz asystę w czterech różnych meczach na Mistrzostwach świata (1 w 2006, 3 w 2022)
- Jeden z sześciu piłkarzy w historii, który strzelił gola w 6 różnych meczach na jednej edycji Mistrzostw świata[aw] (2022)
- Jeden z sześciu piłkarzy w historii, który zagrał na 5 edycjach Mistrzostw świata[ax] (2006–2022)
- Jeden z trzech piłkarzy w historii, który zagrał na 5 edycjach Mistrzostw świata w fazie pucharowej[ay] (2006–2022)
- Najstarszy strzelec 5, 6 oraz 7 goli na jednej edycji Mistrzostw świata: 35 lat i 172 dni oraz 35 lat i 178 dni
- Drugi najstarszy strzelec bramki i najstarszy strzelec dubletu w finale Mistrzostw świata: 35 lat i 178 dni[az]
- Najstarszy zwycięzca MVP Mistrzostw świata: 35 lat i 178 dni
- Najmłodszy i najstarszy strzelec oraz asystent w jednym meczu na Mistrzostwach świata: 18 lat i 357 dni oraz 35 lat i 172 dni
- Udział przy największej liczbie bramek na Mistrzostwach świata: 21 (13 goli i 8 asyst)
- Najwięcej nagród MVP w historii Mistrzostw świata: 2 (2014 i 2022)
- Najwięcej nagród MOTM w historii Mistrzostw świata: 11
- Najwięcej nagród MOTM na jednej edycji Mistrzostw świata: 5 (2022)

Copa América
- Najwięcej meczów na Copa América: 39 meczów
- Najwięcej wygranych meczów na Copa América: 25[ba][713]
- Najwięcej meczów z bramką na Copa América: 11[bb]
- Najwięcej asyst na Copa América: 18 asyst
- Jedyny zawodnik, który zdobył asystę na 7 edycjach Copa América (2007–2024)
- Jeden z dwóch piłkarzy w historii, który strzelali gola na 6 edycjach Copa América (2007, 2015–2024)[bc]
- Jedyny zawodnik, który na jednej edycji Copa América został królem strzelców, asyst i wygrał turniej (2021)
- Udział przy największej liczbie bramek na Copa América: 32 (14 goli i 18 asyst)
- Najwięcej nagród MVP w historii Copa América: 2 (2015[aa] i 2021)
- Najwięcej nagród MOTM w historii Copa América: 15
- Najwięcej nagród MOTM na jednej edycji Copa América: 4 (2015 i 2021)[bd]
- Pierwszy piłkarz który zagrał w 5 finałach Copa América[703]

Inne
- Najwięcej zdobytych Złotych Piłek: 8
- Najwięcej zdobytych nagród FIFA The Best: 3
- Najwięcej zdobytych Europejskich Złotych Butów: 6
- Najskuteczniejszy zawodnik w historii najlepszych pięciu lig europejskich: 704 gole[714]
- Najskuteczniejszy zawodnik w historii w rozgrywkach ligowych w top 5 lig: 496 goli
- Najskuteczniejszy zawodnik w historii w jednym roku kalendarzowym: 91 goli (2012)
- Najskuteczniejszy zawodnik w jednym roku kalendarzowym w rozgrywkach klubowych: 79 goli (2012)
- Najskuteczniejszy zawodnik w jednym sezonie: 73 gole (2011/2012)
- Udział przy największej liczbie goli w ciągu jednego roku kalendarzowego: 113 w 2012 (91 goli i 22 asysty)
- Najwięcej goli na jednym stadionie (Camp Nou): 394 goli
- Jedyny zawodnik, który ma udział przy ponad 1200 golach i asyst: 875 goli i 389 asyst
- Najwięcej asyst w piłce klubowej i reprezentacyjnej w XXI wieku: 389 asyst[715]
- Najwięcej hat tricków w jednym roku kalendarzowym w XXI wieku: 9 w 2012[be][716]
- Jeden z trzech piłkarzy którzy mają ponad 600 wygranych meczów w piłce klubowej: 630[bf][717]
- Jeden z czterech piłkarzy, którzy strzelali ponad 500 bramek w rozgrywkach ligowych: 536[bg][718]
- Jeden z dwóch piłkarzy w historii, którzy strzelali bramkę w 500 różnych meczach: 577[bh][719]
- Jeden z dwóch piłkarzy w historii, którzy strzelali dwa gola w ponad 200 meczach: 229[bi]
- Jedyny zawodnik, który strzelił bramkę w 7 różnych rozgrywkach w ciągu jednego roku (2015)
- Jedyny zawodnik, który dwukrotnie strzelił bramkę w 6 różnych rozgrywkach klubowych w ciągu roku (2011 i 2015)
- Jedyny zawodnik, który w 19 kolejnych latach strzelił co najmniej 20 goli (2007-2025)
- Jeden z dwóch piłkarzy w historii, którzy w 16 kolejnych latach strzelili co najmniej 25 goli (2009-2024)[bj]
- Pierwszy piłkarz który w 18 kolejnych latach, brał udział przy co najmniej 40 golach (2007-2024)
- Jedyny zawodnik, który strzelił co najmniej 20 goli w lidze w 13 kolejnych sezonach
- Jedyny zawodnik, który strzelił co najmniej 25 goli w lidze w 12 kolejnych sezonach
- Jedyny zawodnik, który strzelił co najmniej 30 goli w 13 kolejnych sezonach
- Jedyny zawodnik, który strzelił co najmniej 40 goli w 10 kolejnych sezonach
- Jedyny zawodnik, który strzelił co najmniej 60 goli w 2 kolejnych sezonach
- Jeden z dwóch piłkarzy w historii, którzy strzelali co najmniej 30 goli w 9 sezonach ligowych[bk]
- Jedyny zawodnik, który w 18 kolejnych latach zanotował przynajmniej 10 asyst (2007-2024)
- Jedyny zawodnik, który w 7 różnych latach zanotował przynajmniej 25 asyst
- Jedyny zawodnik, który w 3 różnych latach zanotował przynajmniej 30 asyst (2011, 2016, 2022)
- Jedyny zawodnik, który w co najmniej dwóch sezonach ligowych z rzędu został zarówno królem strzelców i asyst: 2017/2018, 2018/2019, 2019/2020
- Jedyny zawodnik, który został królem strzelców ligi 8 razy w pięciu najsilniejszych ligach europejskich[497]
- Jedyny zawodnik, który na głównych turniejach międzynarodowych brał udział przy co najmniej 50 golach (27 goli i 26 asyst)
- Jeden z dwóch piłkarzy w historii, który w jednym sezonie ligowym zdobył co najmniej 20 goli i 20 asyst (2019/2020)[bl]
- Jeden z dziewięciu piłkarzy w historii, który wygrywał Ligę Mistrzów, Mistrzostwo świata i Złotą Piłkę[bm]
- Jedyny zawodnik, który zdobył Złotą Piłkę z 3 różnymi klubami: (FC Barcelona, Paris Saint-Germain, Inter Miami)
- Najwięcej nagród MVP, na turniejach międzynarodowych: 4 (Mundial: 2014, 2022 i Copa América: 2015[aa], 2021)
- Najwięcej nagród indywidualnych, na turniejach międzynarodowych: 6 (MVP: 2014, 2015[aa], 2021, 2022, Złoty But: 2021[p] i Najlepszy młody piłkarz: 2007)
- Najwięcej nagród MOTM na turniejach międzynarodowych: 26 (Mistrzostwa Świata 11, Copa América 15)
- Najskuteczniejszy zawodnik na turniejach międzynarodowych: 27[bn][720]
- Pierwszy piłkarz w historii, który awansował ze swoją reprezentacją do 7 finałów
- Najbardziej utytułowany piłkarz w historii: 46 trofeów

Nieaktualne
- Najskuteczniejszy zawodnik w historii Ligi Mistrzów UEFA w pierwszych 50 meczach wyjazdowych: 34 gole[bo][721]
- Najwięcej asyst w jednym roku kalendarzowym – 37 asyst w 2011[bp]
- Najwięcej meczów w El Clásico: 45[bq][br]
- Najwięcej asyst w jednej edycji Copa América: 5 asyst na Copa América 2021[bs]
- Najskuteczniejszy zawodnik w historii Leagues Cup: 10 goli[bt][722]

### Odznaczenia
- Medal Zasługi dla Sportu – Boliwia, 2013[723]
- Krzyż św. Jerzego – Katalonia, 2019[724]
- Prezydencki Medal Wolności – Stany Zjednoczone, 2025[725][726][727]

## Życie prywatne
Od 2009 związany jest z modelką i dietetyczką Antonellą Roccuzzo, z którą znają się od dzieciństwa. Pobrali się 30 czerwca 2017 w Rosario, ich rodzinnym mieście. Mają trzech synów: Thiago (ur. 2 listopada 2012), Mateo (ur. 11 września 2015) i Ciro (ur. 10 marca 2018).
Ma dwóch kuzynów; Maxi Biancucchi występował m.in. w paragwajskiej Olimpii Asunción, zakończył karierę w 2017 z paragwajskim Rubio Ñú; Emanuel Biancucchi gra w brazylijskim Resende.
6 lipca 2016 wraz z ojcem Jorgem zostali skazani przez sąd w Barcelonie na karę 21 miesięcy pozbawienia wolności w zawieszeniu na dwa lata i grzywnę (Lionel – 2 mln euro, Jorge – 1,5 mln). Obaj oskarżeni byli za narażenie skarbu państwa na stratę ponad 4,1 mln euro w latach 2007–2009. W 2017 prawomocnie skazany przez hiszpański sąd za oszustwa podatkowe. Zgodnie z hiszpańskim prawem piłkarzowi nie groziło więzienie, ponieważ był wcześniej niekarany, a kara była krótsza niż dwa lata.
Znalazł się na okładce gier video z serii Pro Evolution Soccer w latach 2009, 2010, 2011, 2017, 2020, 2021, 2022 i 2023, a także brał udział w kampanii promującej grę. Znalazł się też na okładkach gier FIFA Street i FIFA: 13, 14, 15, 16.
Jest również bohaterem kilku książek biograficznych:
- Caioli L., 2011, Messi. Historia chłopca, który stał się legendą, Sine Qua Non;
- Faccio L., 2012, Messi. Chłopiec, który zawsze się spóźniał (a dziś jest pierwszy), Sine Qua Non;
- Balagué G., 2015, Messi. Biografia, Sine Qua Non;
- Puntí J., 2020, Messi. G.O.A.T., Sine Qua Non.